# Cherbourg-en-Cotentin
Pour les articles homonymes, voir Cherbourg (homonymie).
Cet article concerne la commune de Cherbourg-en-Cotentin. Pour les cinq communes déléguées la composant, voir Communes déléguées de Cherbourg-en-Cotentin.
Cherbourg-en-Cotentin est une commune française située dans le département de la Manche en région Normandie, au nord de la péninsule du Cotentin. Peuplée de 78 028 habitants, elle est une ville portuaire, possédant la plus grande rade artificielle d'Europe et la deuxième au monde. Elle est aussi, avec les villes d'Avranches et de Coutances, l'une des trois sous-préfectures du département de la Manche et également la préfecture maritime de la Manche et la mer du Nord. La commune est généralement appelée Cherbourg, du nom de son principal et plus ancien pôle urbain.
Elle est constituée en tant que commune le 1er janvier 2016, par la réunion des cinq communes membres de la communauté urbaine de Cherbourg, sous le statut de commune nouvelle : Cherbourg-Octeville (elle-même issue de la fusion des communes de Cherbourg et Octeville le 1er mars 2000), Équeurdreville-Hainneville (issue de la fusion des communes d'Équeurdreville et Hainneville en 1965), La Glacerie, Querqueville et Tourlaville.

## Géographie
Cherbourg-en-Cotentin fait partie des 303 communes françaises identifiées comme gravement menacées par la montée des eaux, en raison du réchauffement climatique,.

### Situation
La ville est située au nord de la presqu'île du Cotentin, en bordure de la Manche.
À peu près au milieu des côtes septentrionales de la presqu'île du Cotentin, à l'embouchure de la Divette et au fond de la baie comprise entre le cap Lévi à l'est et le cap de la Hague à l’ouest, Cherbourg-en-Cotentin est distante de 120 kilomètres des côtes anglaises. Elle est la plus grande ville du département de la Manche avec près de 80 000 habitants.
À quelques kilomètres à l'ouest, Flottemanville-Hague constitue l'un des vingt-trois points du Réseau de référence français.
Les grandes villes françaises les plus proches sont (Distance à vol d'oiseau) :
Cherbourg se trouve également à 68 km de Saint-Lô, la préfecture du département de la Manche, et à 113 km de Saint-Malo.
Cherbourg et Octeville-sur-Cherbourg appartenaient autrefois au doyenné de la Hague, délimité par la Divette. En 1786, une partie d’Équeurdreville est jointe à Cherbourg, lors de la construction du port, puis en 1802, une portion d'Octeville. Depuis 1811, les « mielles » de Tourlaville, commune du doyenné de Saire, sont intégrées au territoire cherbourgeois sous le nom du quartier du Val-de-Saire où ont été construits l’hôpital Pasteur et l'église Saint-Clément. Ainsi, Cherbourg-en-Cotentin se trouve à la fois dans la Hague et dans le Val de Saire.
Comme l'ensemble Chantereyne et le terre-plein des Mielles, le territoire cherbourgeois a été gagné sur la mer. Construite au niveau de la mer, la ville s'est développée au pied de la montagne du Roule (point culminant de la commune déléguée de Cherbourg-Octeville) et de la Fauconnière. Octeville est une ancienne commune rurale, composée de hameaux, dont le bourg s'est étendu à partir du XIXe siècle et dont le territoire s'est fortement urbanisé depuis 1950, en particulier autour de la ZUP des Provinces et du site universitaire.
Concernant les autres communes déléguées :
- Équeurdreville-Hainneville : la ville est située à l'ouest de Cherbourg-Octeville et de son arsenal. Elle est traversée en son centre par le ruisseau de la Bonde qui forme une petite vallée. Elle est bordée au nord par la mer avec la baie de Sainte-Anne. À l'ouest, la commune est limitrophe de l'autre commune déléguée de Querqueville, dont la limite est matérialisée par le ruisseau du Lucas, et de Tonneville, dont la limite se trouve le long du Rouland, affluent du Lucas. Au sud, la ville est mitoyenne de Flottemanville-Hague et de Nouainville. D'autres ruisseaux (ruisseau du Fay, le Vaublat…) creusent également des sillons, créant des vaux et des encaissements. Équeurdreville-Hainneville est donc assez escarpée par endroits et l'altitude monte rapidement. Au nord, le rivage est tantôt de roche escarpée, tantôt de plage comme la Saline ;
- La Glacerie : la commune est située au sud-est de Cherbourg-Octeville. Traversée par les vallées du Trottebec et de la Divette, la commune est fortement urbanisée aux abords de l'ancien tracé de la route nationale 13, mais encore rurale autour du village de la Verrerie, anciennement village de l'Église ;
- Querqueville : située à l'ouest de Cherbourg et d'Équeurdreville-Hainneville, le point culminant de cette commune déléguée (115 m) se situe en limite sud, près du lieu-dit la Grisetterie. La commune est littorale sur 3 km ;
- Tourlaville : située aux portes du Val de Saire, Tourlaville fait partie de la communauté urbaine de Cherbourg (CUC), banlieue est du chef-lieu d'arrondissement. La ville est située en bordure de mer, en majeure partie au sein de la grande rade de Cherbourg, à 2,5 km à l'est du centre-ville de Cherbourg et à 15 km à l'ouest de Saint-Pierre-Église.

|                                                  |
| Cherbourg-en-Cotentin et ses communes déléguées. |

|                                                                           |
| Panoramique de la ville de Cherbourg-en-Cotentin depuis le fort du Roule. |

### Communes limitrophes
| Manche                | Manche                | Manche                |
| La Hague              | Cherbourg-en-Cotentin | Digosville            |
| Nouainville Sideville | Martinvast Tollevast  | Le Mesnil-au-Val Brix |

### Géologie

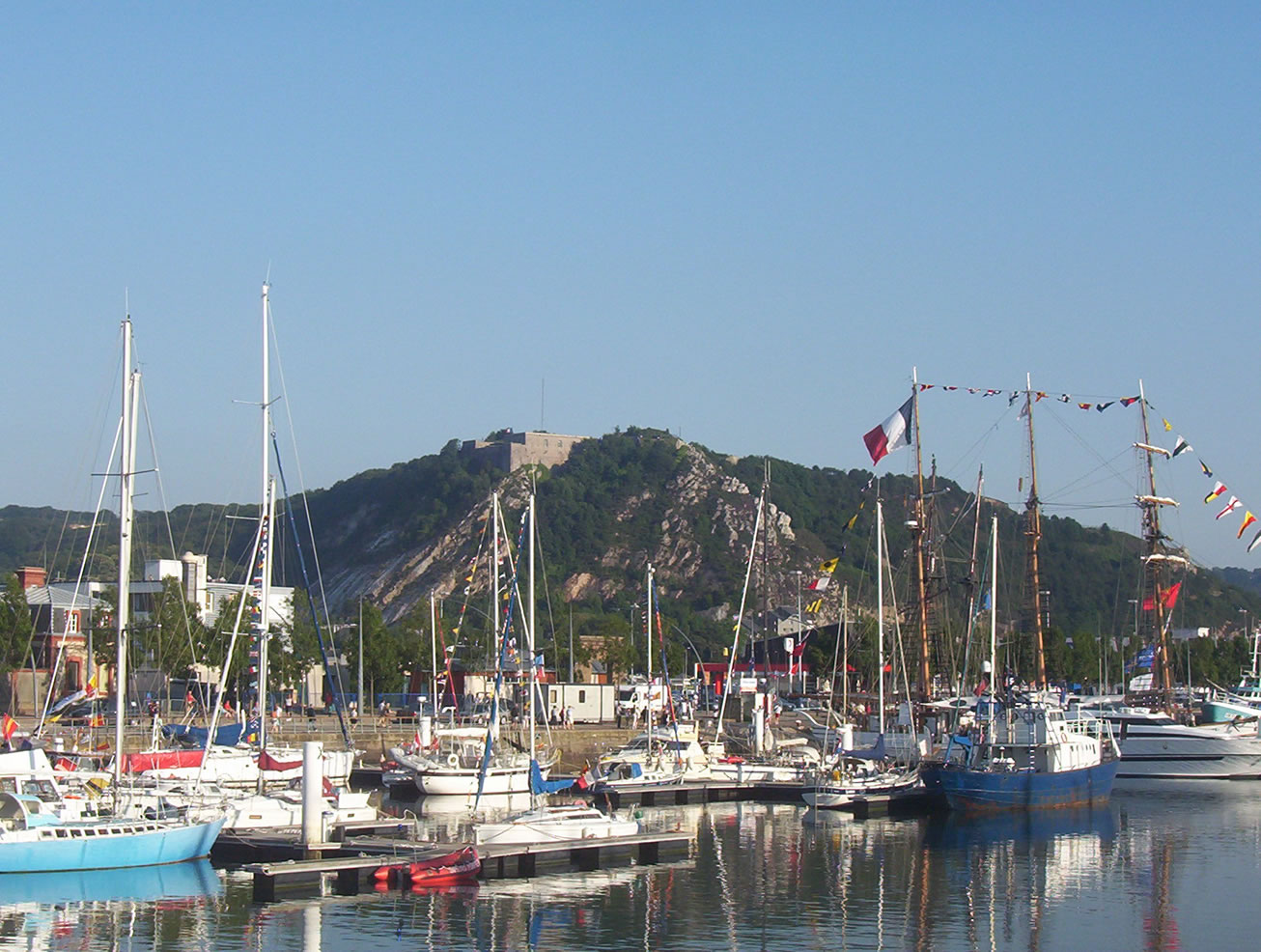
Le Roule vu du bassin de commerce.

Situé à l'extrémité du Massif armoricain, Cherbourg-en Cotentin conserve les traces de la formation, sur les granites déformés et schistes métamorphiques du Précambrien, de la chaîne hercynienne par le plissement des arkoses du Cambrien et des schistes et grès armoricains de l'Ordovicien. Ces plis se traduisent par des couches de grès inclinées de 45° vers le nord-est, sur la roche Fauconnière (dont « la Roche qui pend ») et la montagne du Roule. Ces deux falaises mortes sont dues à l'érosion maritime au Quaternaire. Le retrait de la mer a ensuite laissé la place à des cordons dunaires et des marais arrière-littoraux, détruits par l’urbanisation des XVIIe et XIXe siècles, identiques à ceux de Collignon à Tourlaville.
Ces roches présentes dans les sols ont été exploitées au cours des siècles dans plusieurs carrières : le granite écrasé extrait à Querqueville et les arkoses du Becquet ont été utilisés pour la confection de moellons et de blocs équarris pour linteau. Les schistes verts, dont la couleur provient de la chlorite et la séricite, sont essentiellement exploités en couvertures dans le Nord-Cotentin, mais aussi en maçonnerie à Cherbourg. Le grès armoricain de la montagne du Roule sert aux moellons et à l'enrochement. La plupart des nombreuses carrières ouvertes dans l’agglomération pour les travaux de la digue sont aujourd'hui fermées.
Le fond de la rade de Cherbourg se compose de schistes du Néoprotérozoïque.
Dans la région de Cherbourg, on rencontre Ctenodonta bussacensis, de la classe des mollusques, rapporté à l'Ordovicien.

### Hydrographie
Bordée par la mer, Cherbourg est située dans le bassin Seine-Normandie. Elle est drainée par la Divette, le Trottebec, le ruisseau Lucas, le Vaublet, un bras de Trottebec, le cours d'eau 01 de la Fontaine Orange, le cours d'eau 01 des Traines, le cours d'eau 01 du Bas des Traines, le cours d'eau 01 du Hameau Potier, le cours d'eau 01 du Pain Sucré, le cours d'eau 01 du Piton, le cours d'eau 01 du Vieux Moulin, le cours d'eau 02 de la commune d'Equeurdreville-Hainneville, la Divette, le fossé 01 de la Source des Roches, le fossé 01 du Bas des Cables, le fossé 02 de la Moulinerie, le fossé 03 de la commune de Querqueville, le fossé 04 des Costils, le Merderet, le Nardouet, le ruisseau du Fay et divers autres petits cours d'eau,.
La construction du port du commerce, à partir de 1769, s'est accompagnée du détournement de la Divette (dont l'embouchure se situait au niveau de l’actuelle sortie du port Chantereyne) et du Trottebec (depuis le territoire de Tourlaville) réunis dans le canal de retenue, le long de l’avenue de Paris et de la rue du Val-de-Saire. Ce cours d'eau, d'une longueur de 28 km, prend sa source dans la commune de Bricquebosq et se jette  dans la Manche sur la commune, après avoir traversé huit communes. Les caractéristiques hydrologiques de la Divette sont données par la station hydrologique située sur la commune. Le débit moyen mensuel est de 1,67 m3/s. Le débit moyen journalier maximum est de 34,9 m3/s, atteint lors de la crue du 5 décembre 2010. Le débit instantané maximal est quant à lui de 47,5 m3/s, atteint le même jour.
Le Trottebec, d'une longueur de 14 km, prend sa source dans la commune de Brix et se jette  dans la Divette sur la commune, après avoir traversé quatre communes. Les caractéristiques hydrologiques du Trottebec sont données par la station hydrologique située sur la commune. Le débit moyen mensuel est de 0,299 m3/s. Le débit moyen journalier maximum est de 5,43 m3/s, atteint lors de la crue du 5 décembre 2010. Le débit instantané maximal est quant à lui de 9,32 m3/s, atteint le 24 décembre 1999.
Le ruisseau de la Bucaille et celui du Fay qui arrosait la Croûte du Homet au XVIIIe siècle ont disparu lors de la construction du port militaire.

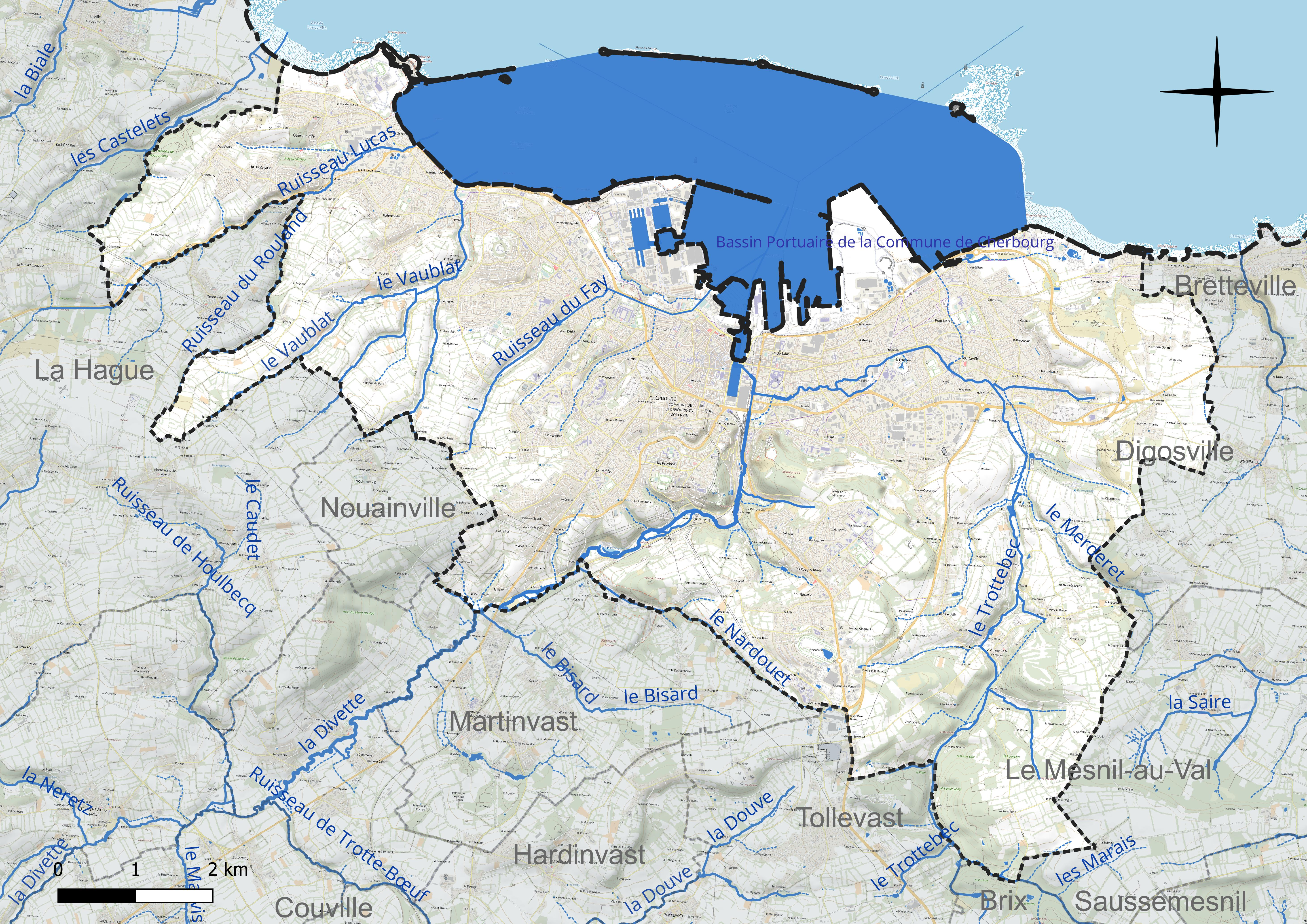
Réseau hydrographique de Cherbourg-en-Cotentin.

Trois plans d'eau complètent le réseau hydrographique : le bassin Portuaire de la commune de Cherbourg, d'une superficie totale de 278,1 ha (24,2 ha sur la commune), le plan d'eau de la commune de Tourlaville (1 ha) et l'étang du Bu (0,1 ha),.

### Climat
Le climat qui caractérise la commune est qualifié, en 2010, de « climat océanique franc », selon la typologie des climats de la France qui compte alors huit grands types de climats en métropole. En 2020, la commune ressort du type « climat océanique » dans la classification établie par Météo-France, qui ne compte désormais, en première approche, que cinq grands types de climats en métropole. Ce type de climat se traduit par des températures douces et une pluviométrie relativement abondante (en liaison avec les perturbations venant de l'Atlantique), répartie tout au long de l'année avec un léger maximum d'octobre à février.
Les paramètres climatiques qui ont permis d’établir la typologie de 2010 comportent six variables pour les températures et huit pour les précipitations, dont les valeurs correspondent à la normale 1971-2000. Les sept principales variables caractérisant la commune sont présentées dans l'encadré ci-après.
| Paramètres climatiques communaux sur la période 1971-2000 - Moyenne annuelle de température : 11,1 °C - Nombre de jours avec une température inférieure à −5 °C : 0,7 j - Nombre de jours avec une température supérieure à 30 °C : 0 j - Amplitude thermique annuelle : 10,5 °C - Cumuls annuels de précipitation : 925 mm - Nombre de jours de précipitation en janvier : 14,2 j - Nombre de jours de précipitation en juillet : 6,7 j |

Avec le changement climatique, ces variables ont évolué. Une étude réalisée en 2014 par la direction générale de l'Énergie et du Climat complétée par des études régionales prévoit en effet que la température moyenne devrait croître et la pluviométrie moyenne baisser, avec toutefois de fortes variations régionales. La station météorologique de Météo-France installée sur la commune et mise en service en 1935 permet de connaître l'évolution des indicateurs météorologiques. Le tableau détaillé pour la période 1991-2020 est présenté ci-après.
La température moyenne annuelle évolue de 10,4 °C pour la période 1971-2000 à 10,7 °C pour 1981-2010, puis à 11,1 °C pour 1991-2020.
| Mois                                             | jan.          | fév.         | mars         | avril        | mai          | juin         | jui.         | août         | sep.         | oct.         | nov.         | déc.         | année      |
| ------------------------------------------------ | ------------- | ------------ | ------------ | ------------ | ------------ | ------------ | ------------ | ------------ | ------------ | ------------ | ------------ | ------------ | ---------- |
| Température minimale moyenne (°C)                | 3,9           | 3,6          | 4,8          | 6,1          | 8,7          | 11,2         | 13,1         | 13,4         | 12           | 9,6          | 6,7          | 4,6          | 8,1        |
| Température moyenne (°C)                         | 6             | 6            | 7,5          | 9,3          | 12           | 14,6         | 16,5         | 16,8         | 15,1         | 12,3         | 9            | 6,8          | 11         |
| Température maximale moyenne (°C)                | 8,2           | 8,4          | 10,2         | 12,5         | 15,2         | 18,1         | 20           | 20,2         | 18,2         | 15,1         | 11,4         | 9            | 13,9       |
| Record de froid (°C) date du record              | −12,3 17.1985 | −9,9 08.1991 | −4,6 20.1985 | −3,1 08.2008 | 0,1 03.1979  | 2,9 02.1962  | 6 07.1962    | 6,3 18.1970  | 3,5 21.1986  | −0,6 30.1997 | −4 22.1998   | −8,8 24.1963 | −12,3 1985 |
| Record de chaleur (°C) date du record            | 14,9 09.1998  | 18,9 27.2019 | 23,7 30.2021 | 23,9 21.1984 | 28,6 27.2005 | 31,7 29.2019 | 33,7 19.2006 | 33,4 07.2020 | 29,3 02.1984 | 27 01.2011   | 20,8 01.2015 | 15,9 19.2015 | 33,7 2006  |
| Ensoleillement (h)                               |               |              | 130,7        | 200,3        | 226,2        | 213,8        | 247,9        | 194,8        | 161,2        | 98,4         | 71,3         | 58,6         |            |
| Précipitations (mm)                              | 101,7         | 75,1         | 64,8         | 60,4         | 56,7         | 51,8         | 48,5         | 62           | 69,1         | 111,5        | 113,5        | 125,3        | 940,4      |
| dont nombre de jours avec précipitations ≥ 1 mm  | 14,7          | 12           | 10,9         | 9,8          | 9,4          | 8,4          | 8,2          | 9,1          | 10           | 15,2         | 16,2         | 16,3         | 140,2      |
| dont nombre de jours avec précipitations ≥ 5 mm  | 7,1           | 5,7          | 4,5          | 4,2          | 3,9          | 3,1          | 2,9          | 3,9          | 4,5          | 7,5          | 8,3          | 9,3          | 64,9       |
| dont nombre de jours avec précipitations ≥ 10 mm | 3,3           | 1,9          | 1,8          | 1,7          | 1,7          | 1,4          | 1,3          | 1,6          | 1,8          | 3,7          | 3,8          | 4,1          | 28         |

## Urbanisme

### Typologie
Cherbourg-en-Cotentin est une commune urbaine, car elle fait partie des communes denses ou de densité intermédiaire, au sens de la grille communale de densité de l'Insee,,,.
Elle appartient à l'unité urbaine de Cherbourg-en-Cotentin, une agglomération intra-départementale regroupant trois communes et 81 989 habitants en 2017, dont elle est ville-centre,.
Par ailleurs la commune fait partie de l'aire d'attraction de Cherbourg-en-Cotentin, dont elle est la commune-centre. Cette aire, qui regroupe 77 communes, est catégorisée dans les aires de 50 000 à moins de 200 000 habitants,.
La commune, bordée par la Manche, est également une commune littorale au sens de la loi du 3 janvier 1986, dite loi littoral. Des dispositions spécifiques d’urbanisme s’y appliquent dès lors afin de préserver les espaces naturels, les sites, les paysages et l’équilibre écologique du littoral, comme le principe d'inconstructibilité, en dehors des espaces urbanisés, sur la bande littorale des 100 mètres, ou plus si le plan local d'urbanisme le prévoit,.

### Voies de communication et transports

#### Voies routières
Historiquement, Cherbourg-en-Cotentin est le terminal ouest de la route nationale 13 qui traversait la ville par les « Rouges Terres » et l’avenue de Paris, depuis La Glacerie. Dans les années 1990, une déviation de la nationale, désormais route européenne 3 et 46, a renvoyé le trafic par La Glacerie et Tourlaville sur un axe à trois voies de La Glacerie au rond-point de Penesme à Tourlaville puis à 2 × 2 voies jusqu'au rond-point dit de la Pyrotechnie. Cet ensemble routier constitue la rocade Est de Cherbourg, évoquée plus en détail au paragraphe suivant. Le tracé historique entrant dans Cherbourg, déclassé depuis 2006, a depuis été renommé route nationale 2013. Il s'agit désormais de la pénétrante principale de Cherbourg-en-Cotentin.
L’ancienne route nationale 801 (reclassée en D 901), qui relie le cap de la Hague à Barfleur, traverse la ville d'est en ouest sous forme d'un boulevard urbain à 2 × 2 voies.
Après l’achèvement du contournement est de l’agglomération, le projet de contournement ouest est à l'étude, et un « fuseau » correspondant au futur tracé définitif a été retenu. De même, la mise à 2 × 2 voies de l’accès à l’aéroport de Cherbourg - Manche est envisagée.
La D 650 permet de relier Cherbourg à la côte ouest du Cotentin. Au départ de Cherbourg, la D 650 prend la direction sud-ouest pour rejoindre Les Pieux puis longe pour rejoindre la Côte des Isles jusqu'à Barneville-Carteret. À l’approche de Cherbourg, cette départementale a fait l'objet, ces dernières années, de nombreux aménagements (ronds-points, feux tricolores, aménagement urbain) du fait de la rurbanisation des communes traversées.
Avec l’attribution du statut d’autoroute à la RN 13 en 2006, les travaux de mise aux normes autoroutières entre Cherbourg et Caen sont engagés pour dix ans. Les travaux d’aménagement de la RN 13 à l'entrée de l’agglomération cherbourgeoise (lieu-dit Virage des Chèvres) ont été achevés au début 2009.

##### Rocade de Cherbourg
La partie terminale de la nationale 13 reliant la commune déléguée de La Glacerie au port de Cherbourg en contournant Cherbourg par l'est constitue une rocade, autrement appelée contournement Est de Cherbourg.

Il est constitué de 3 tronçons principaux : l'Axe Nord-Sud, constitué d'alternances à 2 et 1 voies, puis la déviation Est de Tourlaville et le Barreau des Flamands à 2 × 2 voies, pour une longueur totale de 11,2 kilomètres.
Après l’achèvement du contournement Est de l’agglomération, le projet de contournement ouest est à l'étude depuis 1992, et un « fuseau » correspondant au futur tracé définitif a été retenu. De même, la mise à 2 × 2 voies de l’accès à l’aéroport de Maupertus a été évoquée.

#### Transports maritimes

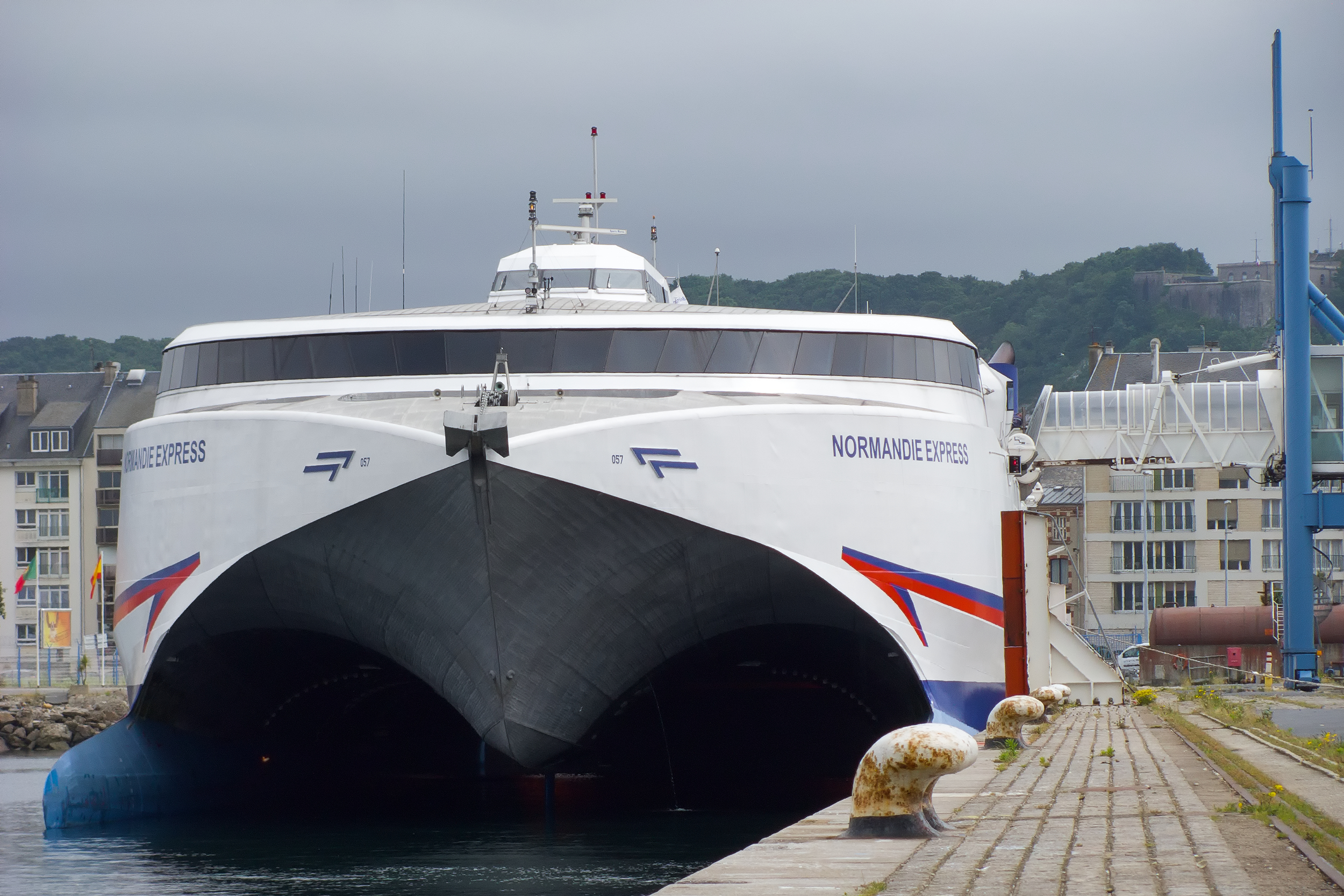
Le ferry Normandie Express à Cherbourg.

Le port de Cherbourg est approprié pour les liaisons maritimes, particulièrement depuis la construction de la grande rade qui a permis un accès plus large et sûr. Essentiellement port militaire, Cherbourg a développé, au cours des derniers siècles, un commerce de marchandises et de passagers avec l’Angleterre et les Antilles, puis vers l’Amérique.
Aujourd'hui, le Royaume-Uni et l’Irlande sont régulièrement desservis :
- Poole, par la flotte de Brittany Ferries, qui a succédé à Truckline ferries en 1985 (liaison quotidienne).
- Portsmouth, par Brittany Ferries et Condorferries.
- Rosslare Europort, par Irish Ferries et Stena Line.
- Dublin, par Irish Ferries.

Le port accueille une trentaine de paquebots par an dont les plus gros, grâce à un terminal croisière aménagé en 2006 dans la gare maritime transatlantique inaugurée en 1933. Régulièrement, certains paquebots initialement prévus pour une autre destination se réfugient dans le port pour se protéger des fréquentes tempêtes.
Lors de la construction des prototypes de Concorde dans les années 1960, certains tronçons construits au Royaume-Uni ont transité en ferry par Cherbourg pour rallier Toulouse.

#### Transport ferroviaire
La ligne Paris-Cherbourg du Réseau ferré de France se termine à la gare de Cherbourg, inaugurée en 1858, qui accueille chaque année un million de voyageurs. Cette ligne allait, au début du XXe siècle, jusqu'à la station balnéaire d’Urville-Hague et était complétée par le « tue-vaques » qui desservait depuis Cherbourg le Val de Saire entre 1911 et 1950. Aujourd'hui, la ligne Intercités Paris-Caen-Cherbourg est la plus rentable de sa catégorie avec un bénéfice de plus de 10 millions d'euros annuels malgré de nombreux incidents et retards. Chaque jour, plusieurs dizaines de TER et Intercités assurent des liaisons directes avec Lisieux, Caen, et Paris-Saint-Lazare en trois heures en moyenne.
De juillet 2009 à décembre 2010, une liaison TGV Cherbourg-Dijon, via Mantes-la-Jolie et Roissy TGV, à raison d'un aller-retour quotidien, créée à titre expérimental pour trois ans, a permis aux Cherbourgeois d'accéder directement par voie ferrée au premier aéroport français. L'expérimentation a cessé prématurément, le seuil minimum de fréquentation n'ayant pas été atteint.
Pour renforcer la part du fret ferroviaire dans le transport de marchandises, la France développe deux nouvelles autoroutes ferroviaires, à savoir Cherbourg-en-Cotentin – Bayonne (ainsi que Calais – Sète).

#### Transports urbains

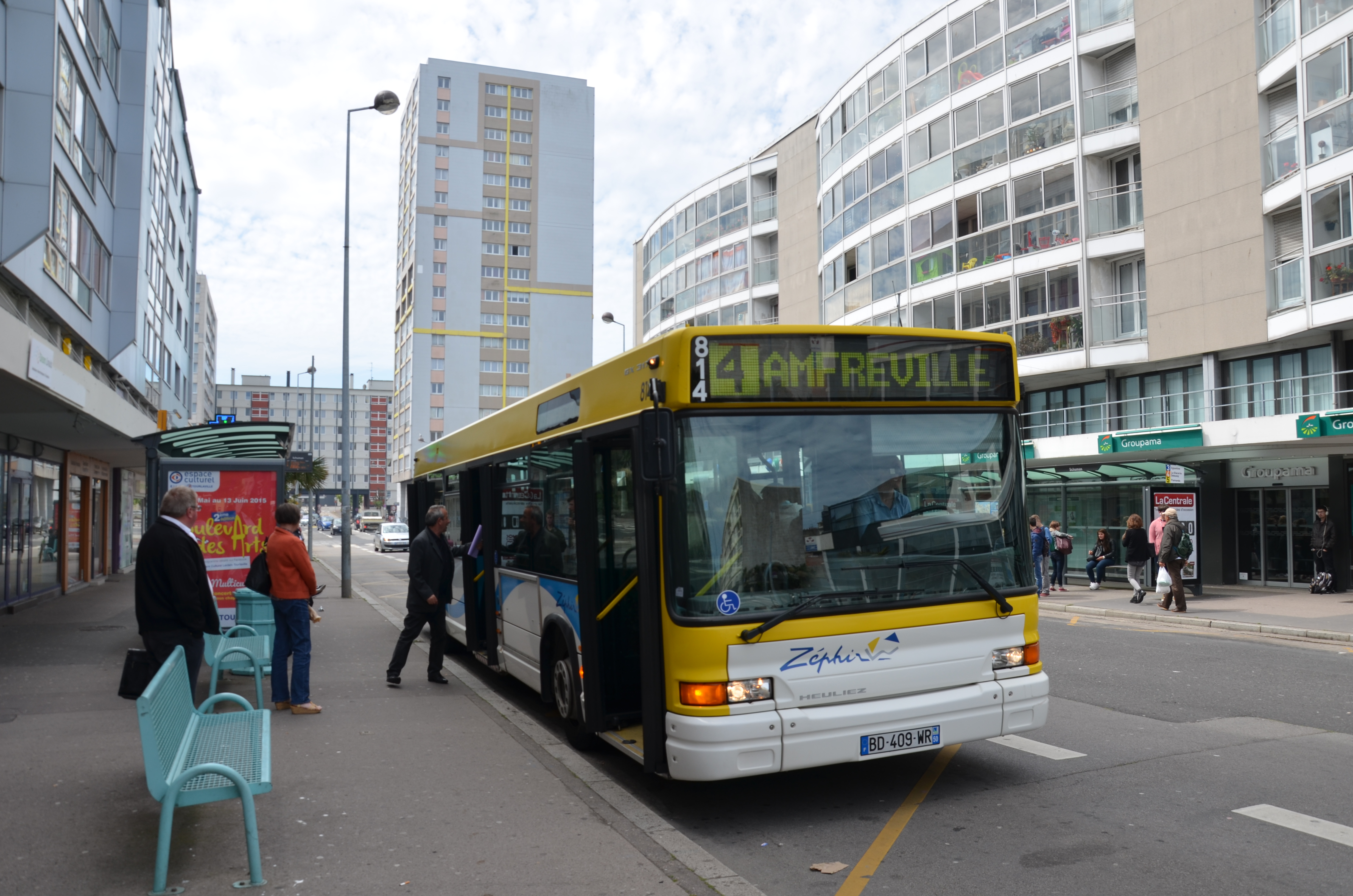
Un bus du réseau Zéphir Bus de Cherbourg.

La Compagnie des transports de Cherbourg (CTC) a été créée en 1896, reliant par un tramway la place de Tourlaville et la place du Château à Cherbourg, puis jusqu'à Urville. Après l’occupation allemande et le bombardement du dépôt de tramways, les bus prennent la succession, et il faut attendre 1962 pour que le réseau dispose de plusieurs lignes. À partir de 1976, la communauté urbaine de Cherbourg prend en charge la compétence des transports en commun. Gérée en délégation de service public par Keolis, la CTC prend le nom de Zéphir Bus en 1991.
Le maillage couvre l'ensemble de l’agglomération. Depuis quelques années, un service de bus de nuit a également été créé.
Cherbourg-en-Cotentin est également desservie par les cars départementaux du réseau Manéo jusqu'en 2021.
En août 2021, Zéphir Bus et Manéo deviennent Cap Cotentin , un nouveau réseau de bus reprenant les lignes de Cherbourg-en-Cotentin, et desservant toute la communauté d'agglomération du Cotentin.
À la création de Cap Cotentin est lancé le projet de Bus nouvelle génération, visant à créer des voies de bus ainsi que de nouvelles pistes cyclables et des parvis piétons sur de nombreuses rues de la commune de Cherbourg-en-Cotentin. Des travaux sont réalisés pour créer des voies réservées aux bus ainsi que des pistes cyclables, et un parvis piéton est installé à la gare SNCF. Des stations multimodales sont également installées en entrées de ville.
Le projet de Bus nouvelle génération fait beaucoup réagir. En effet, les travaux nuisent énormément à la circulation, provocant des embouteillages aux heures de pointe. Aussi, des associations se sont opposées au retrait des arbres de la rue de l'Abbaye, même si les élus ont assuré qu'ils seront replantés ailleurs et qu'il y aura plus d'arbres qu'auparavant sur la commune[réf. nécessaire][pertinence contestée].

#### Aéroport
L'aéroport de Cherbourg - Manche dessert la ville. Sa piste de 2 440 mètres accueille des vols charters. Après l'arrêt, au printemps 2008, de la liaison quotidienne vers Paris assurée par la compagnie Twin Jet, une nouvelle liaison vers Caen et Paris a démarré le 27 octobre 2008 avec Chalair Aviation.
Avec 40 500 passagers en 2007, l'aéroport a perdu 30 % de ses passagers commerciaux et 10 % de son trafic total sur une année.

## Toponymie

### Cherbourg
Le nom de la localité est mentionné sur la table de Peutinger vers 365, dans l’Itinéraire d'Antonin et la Gesta de Fontenelle en 747-753 sous la forme latinisée [In pago] Coriovall[inse] 747-753, Coriallo, latinisée ensuite en Coriallum. Ensuite, cette forme disparaît pour Carusburg [Castellum] en 1026-1027 (Fauroux 58), puis Carisburg en 1056-1066 (Fauroux 214), Cesaris burgus en 1042, Chiersburg vers 1070 (Guillaume de Jumièges), Kiares  buhr en 1091, Carusburc au XIe siècle, Chiesrecborc, Chierbourg au XIIe siècle, Chieresburg vers 1175 (Wace, Roman de Rou).
Une onomastique médiévale fantaisiste s'est efforcée de rapprocher le nom réel de la ville du latin Caesaris burgus (Cœsariburgum) « bourg de César » afin d'en attribuer la fondation à Jules César.
En réalité la forme antique est Coriallo et -burg n'apparaît qu'au XIe siècle. Coriallo est la forme contractée de Coriovallu(m), hybride gallo-latin composés des éléments celtique corio « armée » et latin vallum désignant à l'origine un type de palissade romain, puis ayant pris le sens de « fortification, bourg fortifié » (emprunté par le germanique sous la forme wall-). Il a été remplacé par le germanique burg de sens analogue.
Ce second élément -bourg (anciennement -burc, -burg) est un appellatif d'origine pangermanique bien connu qui a servi à former plusieurs toponymes en Normandie, tout comme au nord et à l'est de la France. Ailleurs, il est inexistant en composition.
Dans le cas normand, il peut avoir une origine saxonne (ex: les différents Cabourg) ou anglo-saxonne (ex : Wambourg, nom ancien de Saint-Aubin-sur-Quillebeuf), cette hypothèse a aussi été formulée pour Cherbourg,. En revanche, quelques auteurs considèrent que -bourg représente dans ce cas l'ancien scandinave -borg, alors que seule une forme de 1062 dans une copie du XVIIIe siècle Ceresbroch (lire Ceresborch) pourrait le laisser penser.
Dans la perspective d'un -bourg saxon ou anglo-saxon, le premier élément Chier(s)- peut représenter le vieil anglais chiriche (graphie ċiriċe) « église » où l'élément final -iċe [tʃ] s'est réduit à [s], comme pour le nom de la commune de Chirbury, dans le comté de Shropshire (Angleterre), attesté sous la forme Chirichburig en 915, puis Chiresbir en 1226. Le sens global serait donc celui de « village de l'église ».
En revanche, si -bourg est issu de l'ancien scandinave -borg, le premier élément s'interprète différemment par l'ancien scandinave, c'est-à-dire kjarr « marais », d'où le sens global de « forteresse du marais ». L'élément kjarr se retrouve par ailleurs en Normandie dans Villequier et Orcher. La principale faiblesse de cette thèse est d'ordre phonétique, en effet le [s] avant le [b] de -burg dans les formes anciennes est récurrent. En outre, une lecture rapide pourrait laisser penser que Carus-, Caris- des formes les plus anciennes représente kjarr, alors qu'il s'agit vraisemblablement de latinisations à partir de l'ancien français chiers cas sujet masculin et cas régime pluriel de chier « cher », terme issu du latin carus « cher », caris (datif et ablatif pluriel).

### Cotentin
Le Cotentin est une région naturelle correspondant globalement aux limites de l'ancien pays normand du même nom autrefois appelé Pagus Constantiensis (pays de Coutances), ce qui explique l'ancienne graphie Costentin telle que put l'employer Wace dans son roman de Rou.

## Histoire de Cherbourg

### Antiquité
Le Cotentin, conquis par Quintus Titurius Sabinus en 56 av. J.-C., est divisé entre le pagus constantiensis (« comté de Coutances ») et le pagus coriovallensis (« comté de Coriallo »), au sein de la Deuxième Lyonnaise.
Coriallo abrite une petite garnison et un castrum édifié sur la rive gauche de la Divette comme élément du Litus Saxonicum, après les premiers raids saxons de la fin du IIIe siècle. La forteresse romaine se trouvait sous l'actuel parking Notre-Dame et les immeubles qui le bordent, contrôlant ainsi l'ancienne embouchure de la Divette. Lors de fouilles fut mis au jour le tracé des remparts aux murs d'environ 1,50 m d'épaisseur, délimitant une surface trapézoïdale d'environ 1 ha. C'est ainsi qu'en 1977, au bord de la rue Notre-Dame, ont été vues, avant leur destruction pour la construction d'un immeuble, des portions de murs et d'une tour, construites en petit appareil calcaire et joint de mortier au tuileau. En 2019, lors du diagnostic archéologique sur le parking, on observa les puissantes fondations d'un bâtiment de type grenier à blé ou logement de l'armée.

### Moyen Âge: une place forte

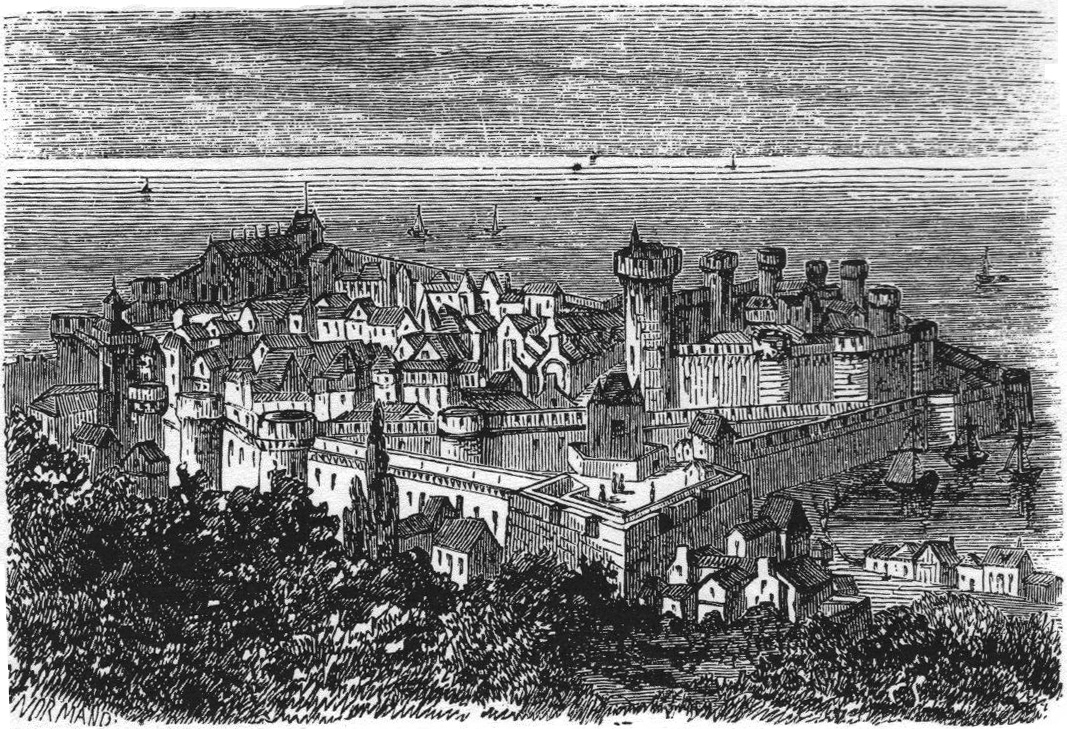
Vue de Cherbourg au XVIIe siècle.

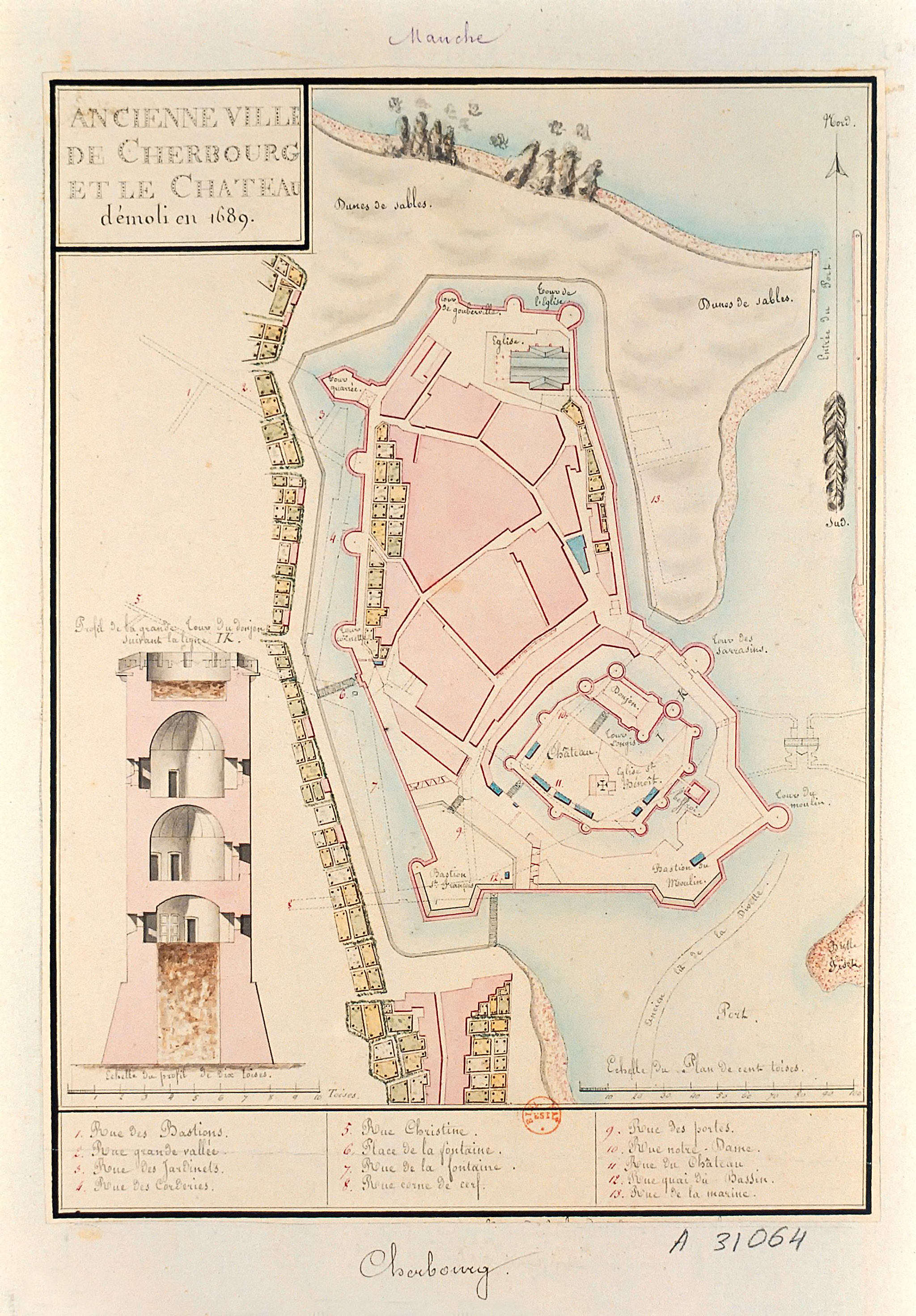
Plan de Cherbourg et du château démoli en 1689.

#### Le haut Moyen Âge (496-911)
En 497, le bourg est cédé avec l'ensemble de l'Armorique à Clovis. Elle est évangélisée par saint Éreptiole en 432, puis par saint Exuperat, saint Léonicien, et enfin saint Scubilion, en 555. En 870, saint Clair, débarquant du Kent, est ordonné prêtre à Cherbourg et établit un ermitage dans la forêt environnante.
Après plusieurs pillages par les Vikings au IXe siècle, Cherbourg est rattachée au duché de Normandie avec le Cotentin, en 933, par Guillaume Longue-Épée. Le roi danois Harald s'y installe en 946.

#### La Normandie ducale (911-1204)
Face aux menaces anglaises[Quoi ?], Richard III de Normandie renforce les fortifications du château en même temps que celles des autres grandes places fortes du Cotentin. En 1053, la cité est l'une des quatre principales cités du duché à recevoir de Guillaume le Conquérant une rente à perpétuité pour l'entretien de cent démunis.
Dans la lutte de succession de la couronne anglo-normande, Cherbourg assiégée se rend en 1139 après deux mois de siège aux troupes Étienne de Blois avant d'être reprise en 1142 par Geoffroy d'Anjou, dont l'épouse, Mathilde l'Emperesse, fonde trois ans plus tard l’abbaye du Vœu. Les abbés du Vœu seront baron de Cherbourg, Sainte-Geneviève et de Neuville.
Lors de la conquête du duché de Normandie par Philippe Auguste, Cherbourg tombe sans combattre en 1204. La ville est saccagée en 1284 et 1293, l’abbaye et l'Hôtel-Dieu pillés et incendiés, mais le château, où la population est retranchée, résiste. À la suite de ces ravages, Philippe le Bel fait fortifier la cité en 1300.

#### De la Normandie capétienne à celle des Valois (1204-1515)
Par sa position stratégique, à la fois clé du royaume avec Calais pour les Français et tête de pont de l’invasion pour les Anglais, la ville est très disputée durant la guerre de Cent Ans. Disposant de l’un des plus forts châteaux du monde selon Froissart, elle change six fois de mains à la suite de transactions ou de sièges, jamais par les armes. La forteresse résiste en 1346 aux soldats d’Édouard III.
En février 1354, par le traité de Mantes, Cherbourg est cédée par Jean le Bon à Charles II de Navarre, dit le Mauvais, avec l'essentiel du Cotentin. La ville sera navarraise de 1354 à 1378, et Charles II séjournera à Cherbourg à plusieurs reprises. La place a pour capitaine, un Navarrais, Ferrando d'Ayenz. En 1378, la ville sera assiégée par Charles V comme le reste des possessions normandes du roi de Navarre, mais en vain. Les troupes navarraises qui avaient reflué du comté d'Évreux et du clos du Cotentin s'étaient retranchées dans Cherbourg, déjà difficilement prenable, et la défendirent contre les attaques françaises. En juin 1378, ayant perdu pied en Normandie, Charles II de Navarre loua Cherbourg en 1378 à Richard II d'Angleterre pour une durée de trois ans. Bertrand du Guesclin l'assiégea pendant six mois à l'aide de nombreuses machines de guerre, mais abandonna le siège en décembre 1378. Le roi d'Angleterre refusa ensuite de restituer la ville aux Navarrais, malgré les efforts de Charles II. Ce n'est que son fils Charles le Noble qui la récupéra en 1393. Celui-ci la restitua en 1404 à Charles VI de France, en échange du duché de Nemours.
Tombée en 1418 aux mains des Anglais, Cherbourg, dernière possession anglaise du duché de Normandie après la bataille de Formigny, est libérée le 12 août 1450.

#### La Renaissance (1515-1610)
Le 28 avril 1532, Cherbourg reçoit en grande pompe la visite de François Ier et du dauphin. À cette époque, Cherbourg nous est décrite par Gilles de Gouberville comme une ville fortifiée de 4 000 habitants, protégée par des ponts-levis aux trois portes principales, gardées en permanence et fermées du coucher du soleil jusqu’à l’aube. À l’intérieur des remparts, le château, lui-même protégé par de larges fossés et muni d’un donjon et de douze tours, occupait le sud-est de la ville. À l'extérieur et au sud des remparts, le faubourg, le long de la Divette, était fréquenté par les matelots.
Cherbourg n'est pas touchée par le vent de la Réforme qui divise la Normandie, consolidé et fortement gardé par Matignon, qu'Henri III remercie de sa défense contre les troupes de Montgomery, en le nommant lieutenant-général de Normandie et gouverneur de Cherbourg en 1578, puis maréchal l’année suivante. Les bourgeois demeurent également fidèles à Henri III puis Henri IV, quand la Normandie est majoritairement tenue par la Ligue catholique.

### : naissance d’un port militaire

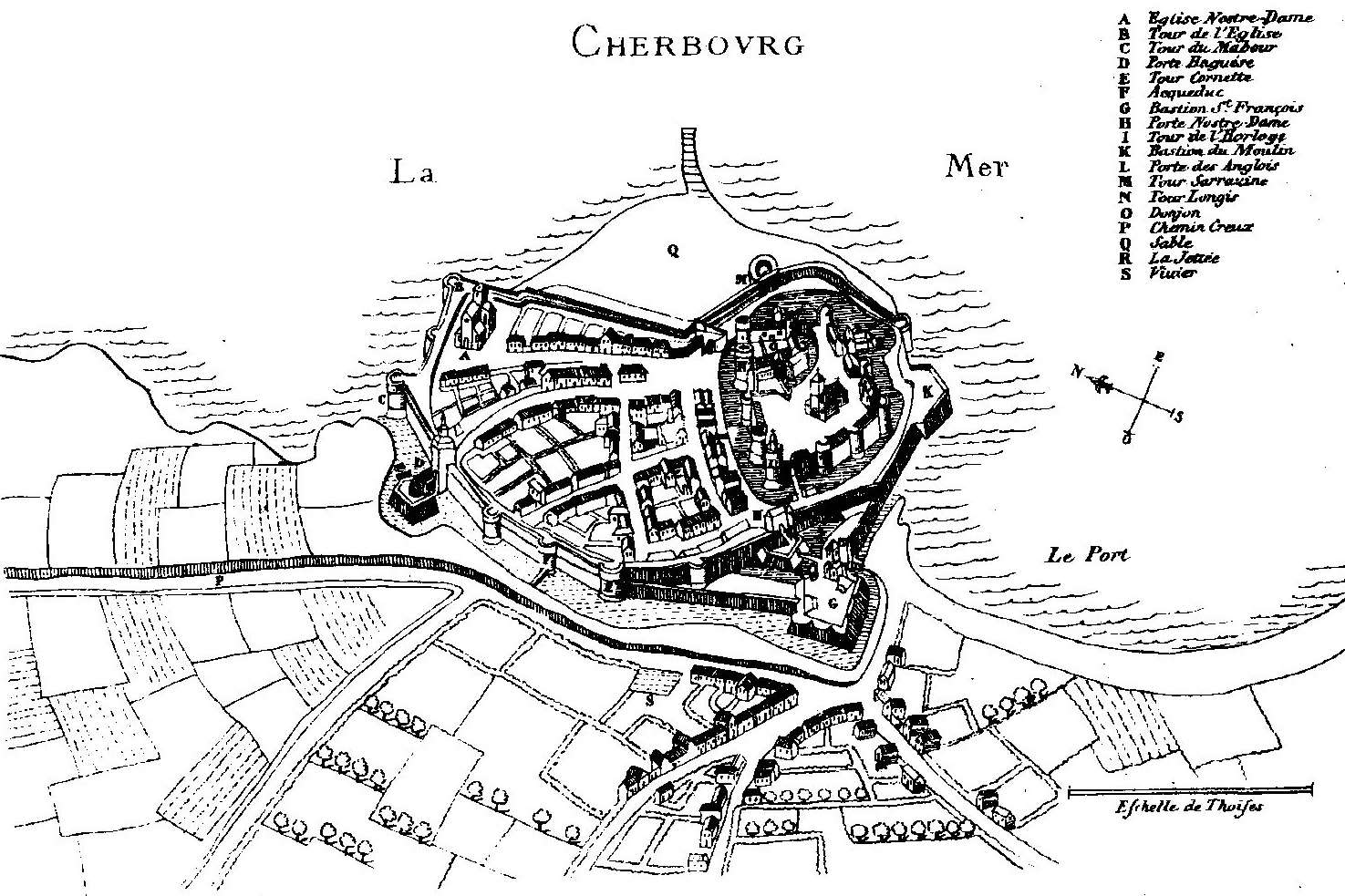
Plan de la ville et du château de Cherbourg.
Jacques Gomboust (1657).

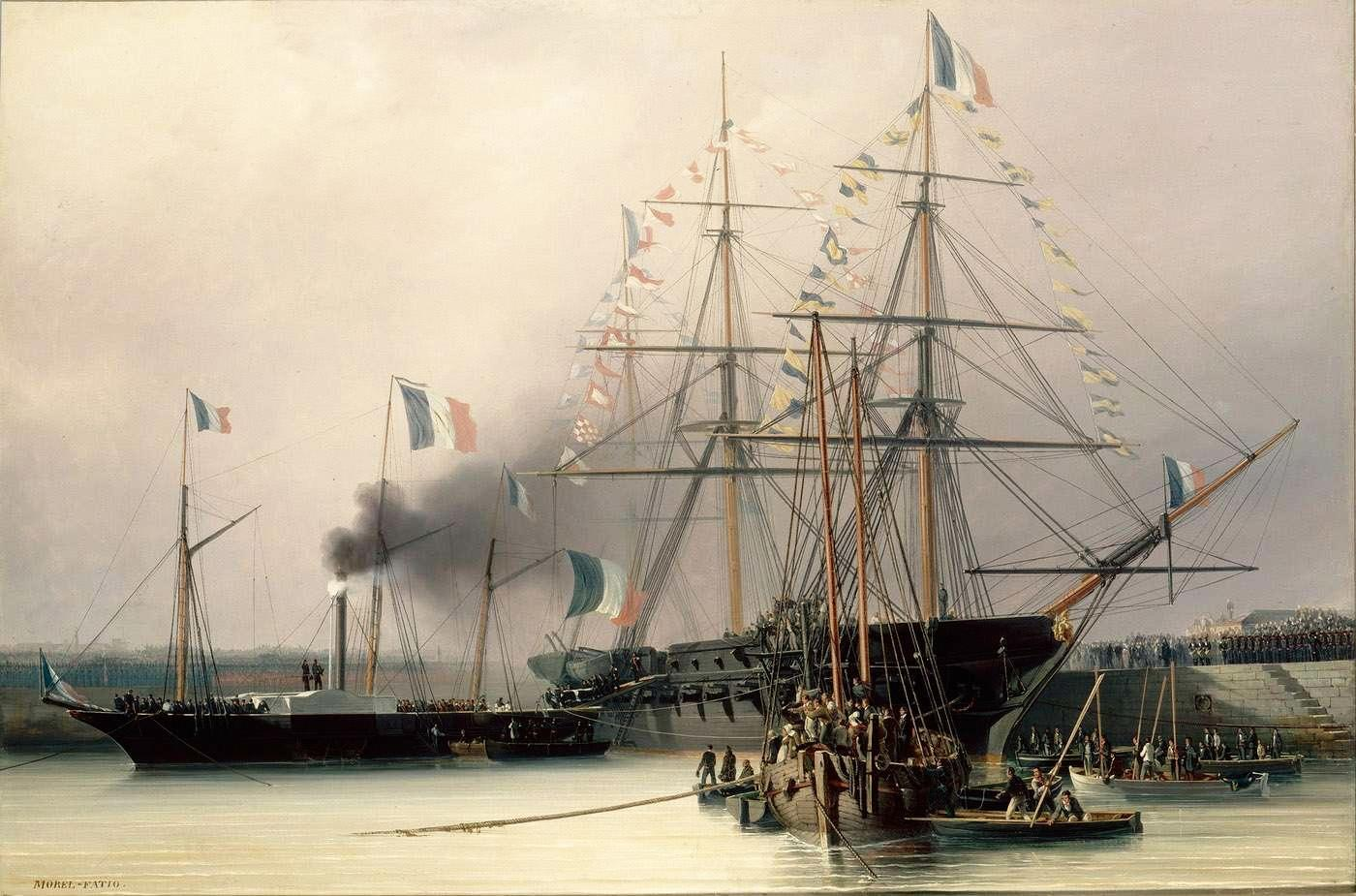
Transbordement des cendres de Napoléon Ier, Léon Morel-Fatio, 1841.

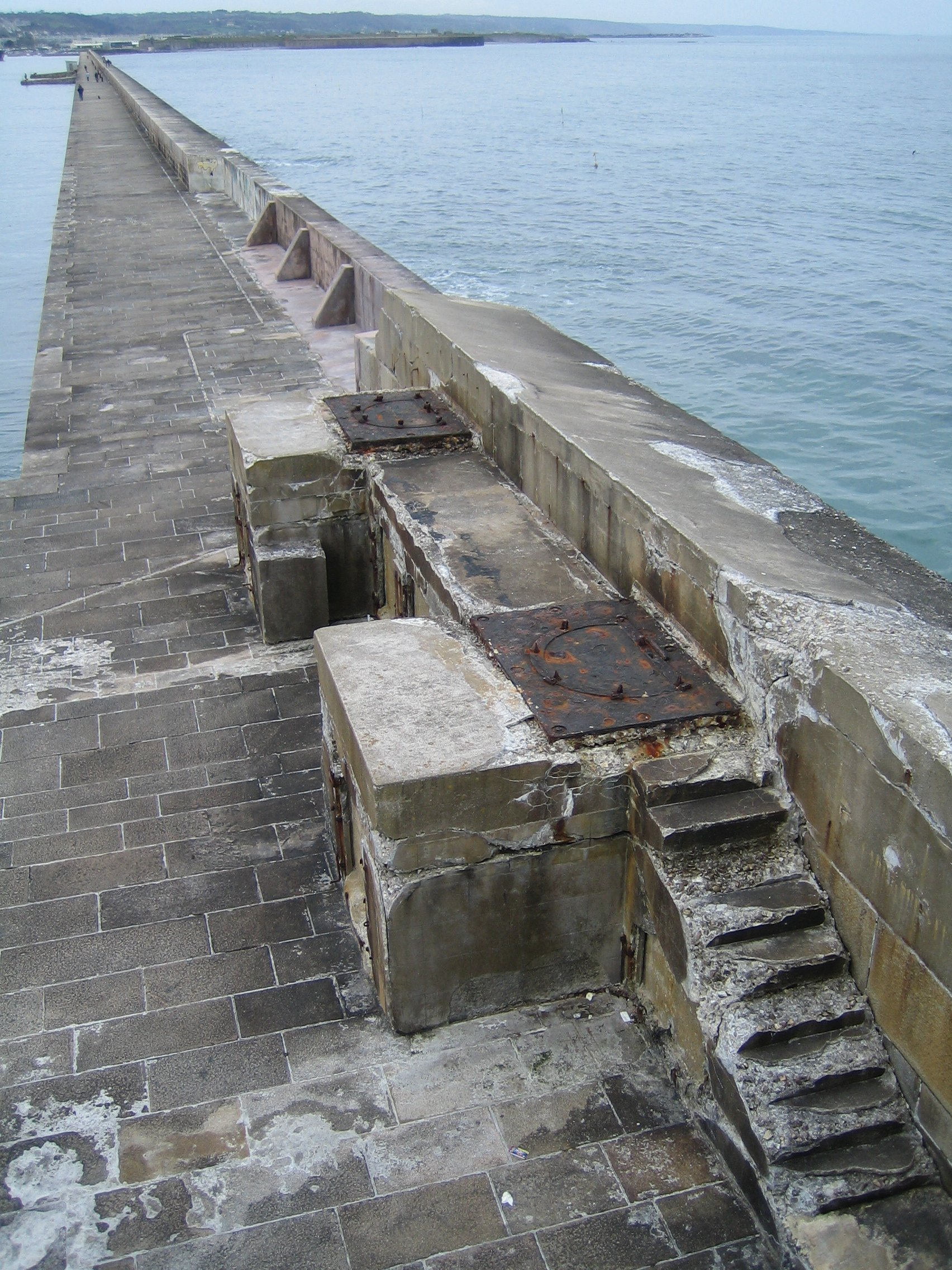
Digue de l’Ouest, dite « de Querqueville ».

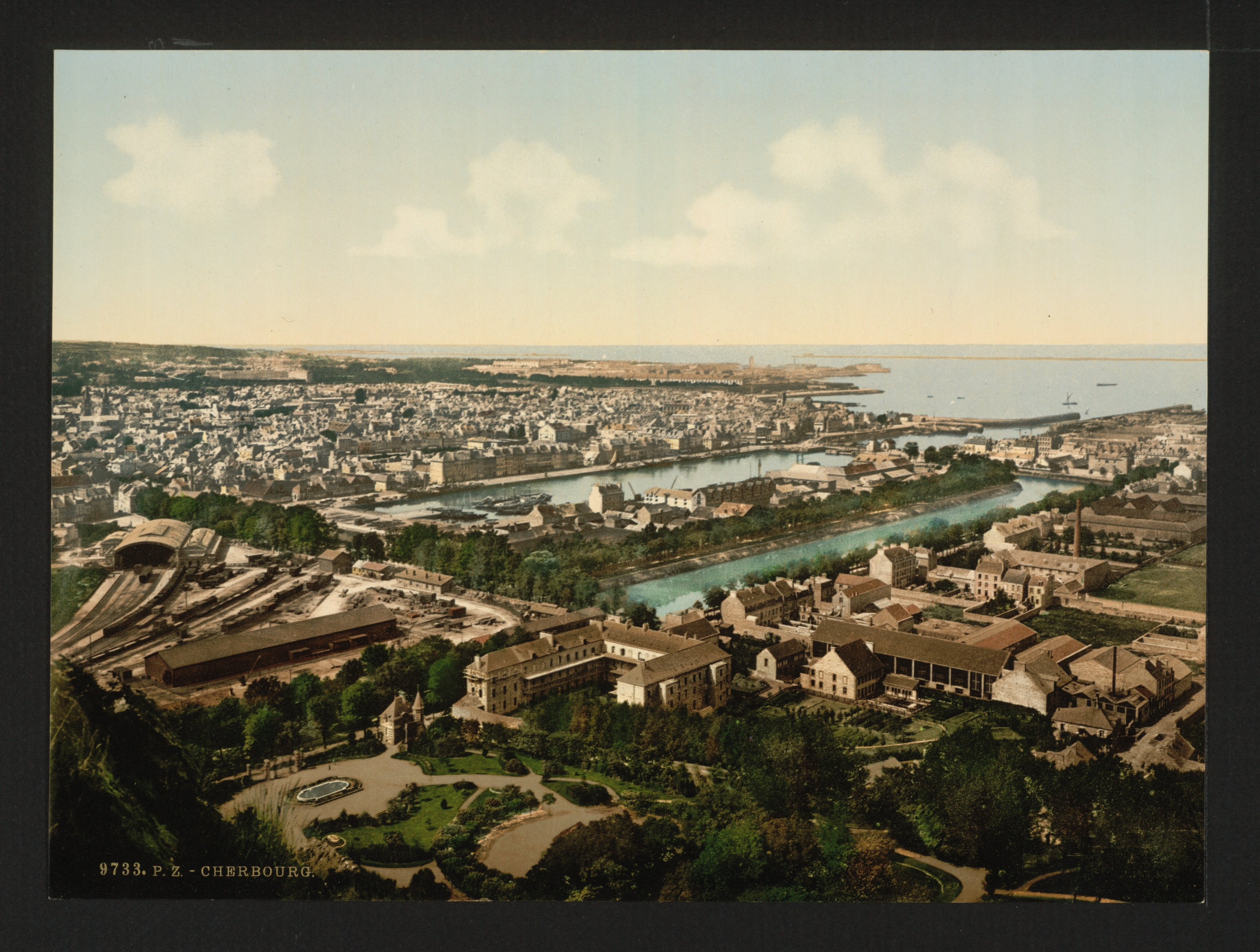
Cherbourg vue du Roule vers 1895.

### XVIIe–XIXesiècle: naissance d’un port militaire

#### Le temps de l'absolutisme (1610-1789)
Pour compléter les deux ports d’envergure que sont Brest sur l’Atlantique et Toulon sur la Méditerranée, Louis XIV désire édifier un nouveau port sur les côtes de la Manche, face à l’Angleterre, afin d’héberger les navires de passage. Vauban propose en 1686 de renforcer la fortification de Cherbourg et fermer la rade de Cherbourg par deux digues, mais privilégie la Hougue pour l'établissement d'un port militaire d'envergure. Les travaux de fortifications et d’aménagement du château débutent l’année suivante mais sont arrêtés par le Roi en décembre 1688, influencé par Louvois et par crainte des attaques anglaises. En l'absence de ces fortifications, la population cherbourgeoise assiste impuissante à la destruction des trois navires commandés par l’amiral de Tourville au terme de la bataille de la Hougue.
Le port de commerce creusé au niveau actuel de la place Divette entre 1739 et 1742, est dévasté en août 1758 par une attaque anglaise sous les ordres du général Bligh et l’amiral Howe. Avec l'aménagement d'un nouveau bassin du commerce en 1769, Cherbourg – depuis longtemps port commercial de faible importance, ville sans université ni activité culturelle, régulièrement pillée, aux faibles relations avec Paris – acquiert un poids essentiel dans le Cotentin qui se traduit, à la veille de la Révolution française, par la création de réseaux de sociabilités par les bourgeois réunis en associations – comme la Société royale académique de Cherbourg en 1755 et la loge « la Fidèle maçonne ». La population passe de 800 feux (4 000 habitants) à Cherbourg et 95 à Octeville, vers 1715, à 7 300 Cherbourgeois en 1778.
Louis XVI décide de relancer le projet d'un port sur la Manche. Après plusieurs hésitations, il est décidé en 1779 de construire une digue de 4 kilomètres de long entre l’île Pelée et la pointe de Querqueville, selon une méthode mise au point par Louis-Alexandre de Cessart, d'un môle de 90 cônes de bois de 20 m sur 20, remplis de pierres liées au mortier, reliés par des chaînes de fer. Le premier cône est immergé le 6 juin 1784, et le Roi assiste le 22 juin à la mise à l'eau du neuvième cône. Mais la technique ne résiste pas aux tempêtes, et elle est abandonnée en 1788 au profit du sabordage de vieux navires de guerre et un enrochement à pierres perdues qu'avait vanté La Bretonnière. Mais la réduction des subsides et les événements révolutionnaires ralentissent les travaux, jusqu'à leur suspension en 1792.

#### LeXIXesiècle
Le premier Consul Bonaparte veut faire de Cherbourg un des ports militaires principaux, visant l’invasion du Royaume-Uni. Il charge l'ingénieur Joseph Cachin de la reprise des travaux de la digue, du creusement de l’avant-port militaire, et de la construction du nouvel arsenal. Après une visite en 1811, Napoléon fait de Cherbourg une préfecture maritime, un chef-lieu d’arrondissement de la Manche et le siège d’un tribunal de première instance.
Les travaux de la digue centrale, interrompus à nouveau entre 1813 et 1832, s'achèvent en 1853, sous la direction de l'ingénieur Anatole Richard, ceux des digues de l’Ouest et de l’Est en 1895. Les bassins Charles X (commencé en 1814 — 290 × 220 × 18 mètres) et Napoléon III (commencé en 1836 — 420 × 200 × 18 mètres) du port militaire sont respectivement inaugurés le 25 août 1829 en présence du Dauphin, et le 7 août 1858 par le couple impérial. Les travaux de la digue sont conclus par la construction de la petite rade (digue du Homet, 1899-1914, et digue des Flamands, 1921-1922).

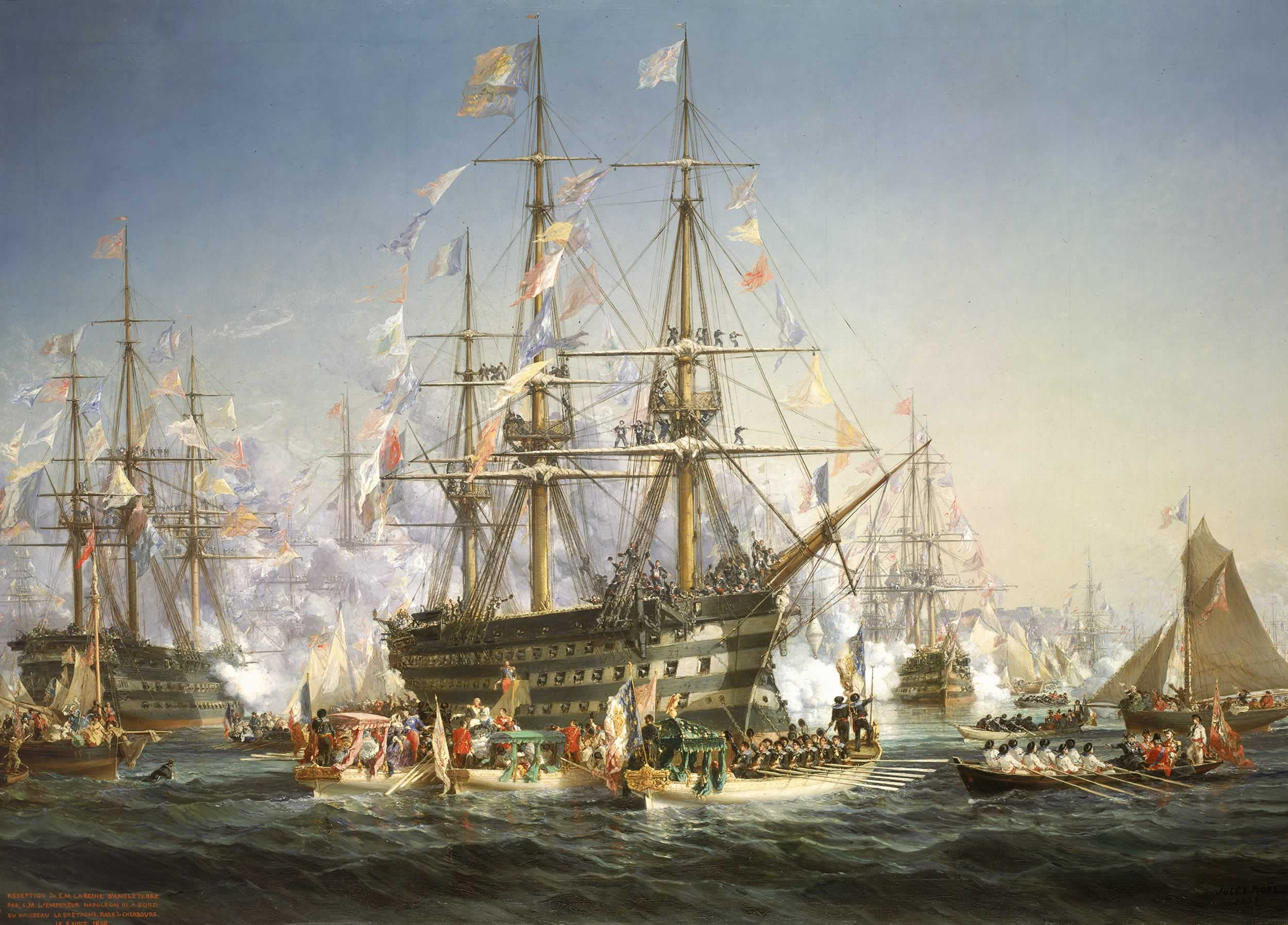
Jules Noël : Napoléon III reçoit la reine Victoria à Cherbourg, 5 août 1858
(1859, National Maritime Museum, Londres).

Les travaux du port entraînent une densification et un étalement de Cherbourg qui se modernise et s'équipe, tandis que les entrepreneurs, armateurs et commerçants locaux s’enrichissent. Village rural à l’habitat dispersé en hameaux constitués autour de grosses fermes (La Crespinière, La Prévallerie, Grimesnil, La Gamacherie…), reliés entre eux et à l’église Saint-Martin par un réseau de chemins, Octeville devient chef-lieu de canton en 1801 (décret du 23 vendémiaire an X) et voit également sa population s'accroître par l’afflux des ouvriers venus pour construire le port de Cherbourg et travailler à l’Arsenal. Après la création de la route des Pieux (actuelles rues Salengro et Carnot), le bourg se constitue autour d’un village-rue homogénéisé puis s’urbanise au début du XXe siècle.

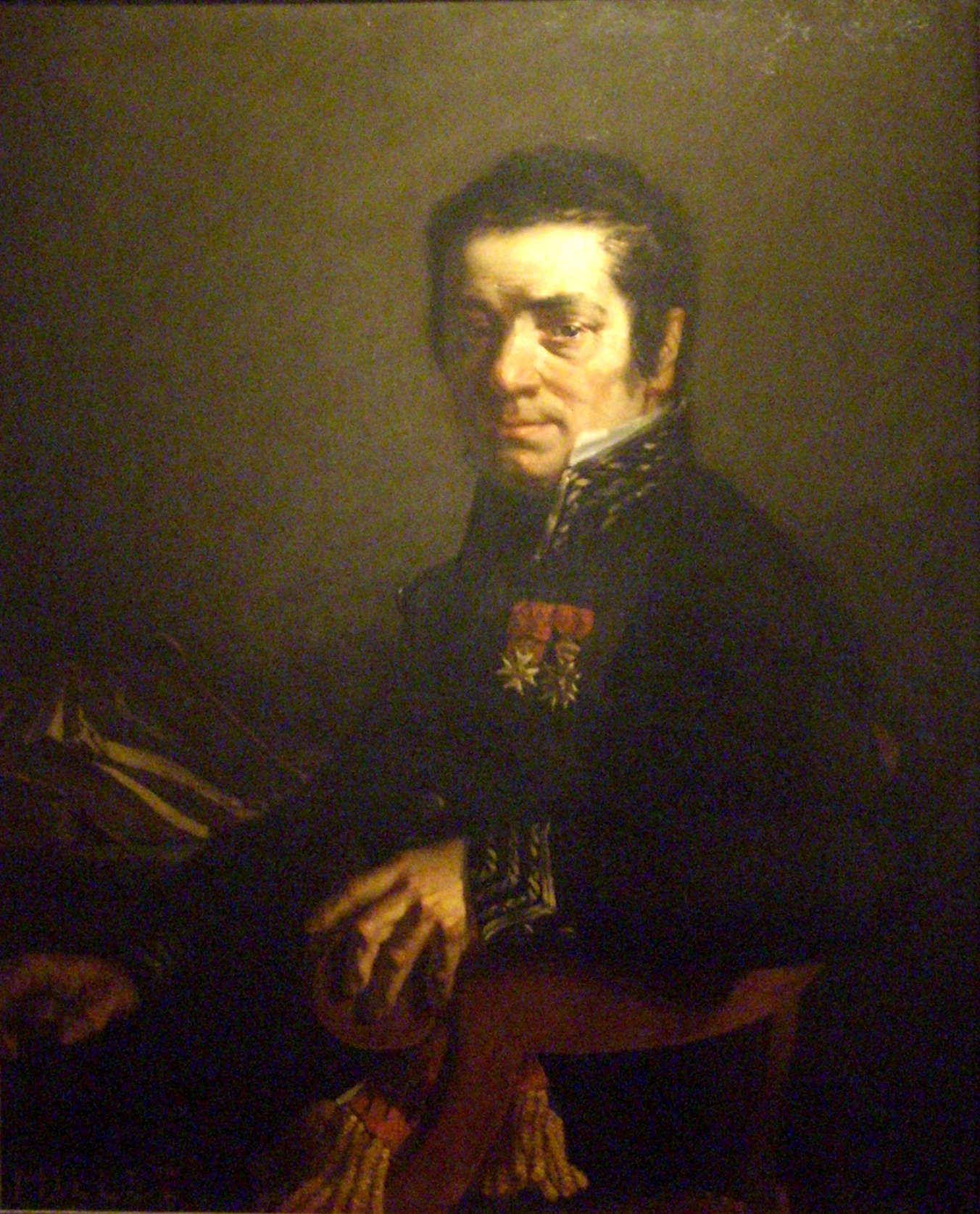
Portrait de Javain, maire de Cherbourg de 1830 à 1833
Jean-François Millet, 1841
Cherbourg-en-Cotentin, musée Thomas-Henry.

Le peintre réaliste Jean-François Millet d'une famille nombreuse paysanne est envoyé à Cherbourg par son père en 1833, grâce à des relations dans la bourgeoisie locale, pour apprendre le métier de peintre auprès de Paul Dumouchel, portraitiste de l'école David. Deux ans plus tard, il étudie avec Langlois, un autre peintre de Cherbourg et également élève de Gros. À cette époque, s'ouvre le musée Thomas-Henry, et Millet s'y exerce en copiant les toiles de maîtres et s'initie aux maîtres hollandais et espagnols. Son portrait de l'ancien maire de Cherbourg, le colonel Javain, est refusé par le conseil municipal.
Le 16 août 1830, le roi Charles X, détrôné, embarque pour l’exil au port militaire de Cherbourg sur le Great Britain, laissant la place à la monarchie de Juillet. Après avoir vu mouiller dans sa rade le Louxor transportant l’obélisque de Louxor en août 1833, Cherbourg accueille le retour des cendres de Napoléon en France à bord de la Belle Poule. Le 4 août 1858, une statue équestre de Napoléon, due au sculpteur Armand Le Véel, est érigée à l’occasion de la visite de Napoléon III pour l'inauguration de la ligne ferroviaire reliant Cherbourg à Paris.
Le 19 juin 1864 a eu lieu, au large de Cherbourg, un épisode célèbre de la guerre de Sécession : le navire de guerre des Confédérés, le CSS Alabama, est coulé par le navire de l’Union USS Kearsarge après deux heures de combat (voir le combat naval à Cherbourg), sous l’œil de milliers de spectateurs, venus en train pour l’inauguration du casino. Assistant au combat depuis un voilier, Manet l’a immortalisé dans une de ses œuvres.

### DébutXXesiècle: port d’émigration

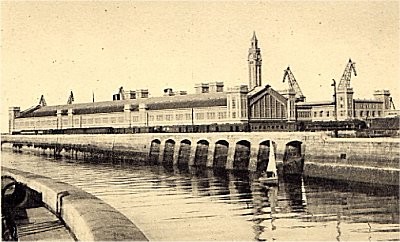
La gare maritime en 1933.

Les propriétés géographiques et techniques du port de Cherbourg attirent à partir de 1847 les compagnies maritimes reliant les ports européens à la côte est des États-Unis. Dès la fin des années 1860, les paquebots de la Royal Mail Steam Packet & Co et de la Hamburg Amerika Linie mouillent dans la rade avant de traverser l’Atlantique. Le Titanic y fait escale en 1912 pour son voyage inaugural où il embarqua 274 passagers. En 1913, Cherbourg reçoit 500 paquebots et 70 000 passagers.
Durant la Première Guerre mondiale, le trafic est entièrement suspendu. Cherbourg devient le lieu d’arrivée du matériel et des troupes britanniques puis américaines, et de départ des permissionnaires et des blessés. Le port militaire connaît un accroissement d’activité, la garnison en poste à Cherbourg est renforcée. Les infrastructures du port sont développées pour recevoir le charbon et le pétrole nécessaire au conflit. Le trafic double, atteignant 600 000 tonnes en 1918.
Le transit transatlantique reprend au lendemain de la guerre avec les compagnies transatlantiques britanniques, américaines et hollandaises. Pour accueillir au mieux les escales, la Chambre de commerce fait construire un port en eau profonde, une nouvelle gare maritime, et une zone destinée au chargement, déchargement et stockage des marchandises sur le terrain des Mielles. Cherbourg devient le premier port de migration en Europe, et les compagnies Cunard Line, White Star Line et Red Star Line s'unissent pour bâtir l’hôtel Atlantique destiné à recevoir les émigrants avant la traversée. Dans le même temps, le centre-ville se rénove, notamment sous les projets architecturaux de René Levesque, Drancey et René Levavasseur. Mais la crise économique de 1929 met fin à l'apogée transatlantique.

### Seconde Guerre mondiale

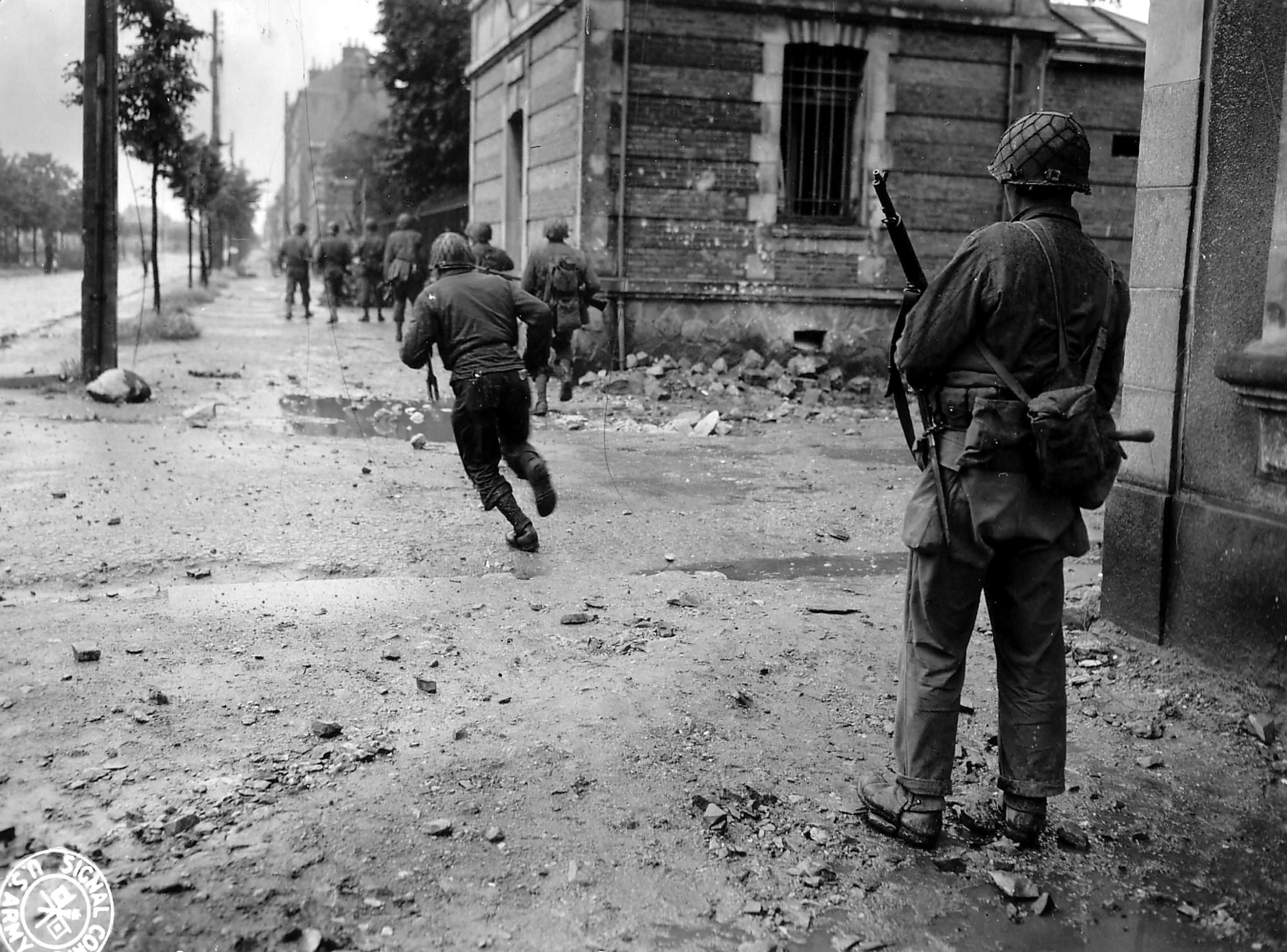
Soldats américains se livrant à des combats de rue, dans l’avenue de Paris.

Les Allemands arrivent le 17 juin 1940 dans les faubourgs de Cherbourg. Le 19, le conseil municipal déclare la ville ouverte, et Erwin Rommel reçoit la reddition de la place des mains du préfet maritime, le vice-amiral Jules Le Bigot, qui a fait détruire auparavant les sous-marins en construction à l'arsenal et le fort de l'Est.
Quatre années plus tard, Cherbourg, seul port en eau profonde de la région, est l’objectif premier des troupes américaines débarquées à Utah Beach. La bataille de Cherbourg doit donner aux Alliés un soutien logistique pour le ravitaillement humain et matériel des troupes. Les troupes américaines encerclent la ville le 21 juin. Au terme de furieux combats de rue et d’une âpre résistance du fort du Roule, le général Karl-Wilhelm von Schlieben, l’amiral Walter Hennecke et 37 000 soldats se rendent le 26 juin au général Joseph Lawton Collins. Après un mois de déminage et de réparations par le génie américain et français, le port, complètement rasé par les Allemands et les bombardements, accueille les premiers liberty ships et devient jusqu’à la victoire de 1945, le plus grand port du monde, avec un trafic double de celui de New York. C'était aussi le point d'arrivée de l’essence qui traverse la Manche via l'oléoduc sous-marin PLUTO (Pipe Line Under The Ocean), et le point de départ du Red Ball Express, circuit de transport par camions vers Chartres.
Cherbourg est rendue à la France par les Américains le 14 octobre 1945. Elle est citée à l’ordre de l’armée le 2 juin 1948 et reçoit la Croix de guerre avec palme.

### 1945-1990: reconstruction et essor

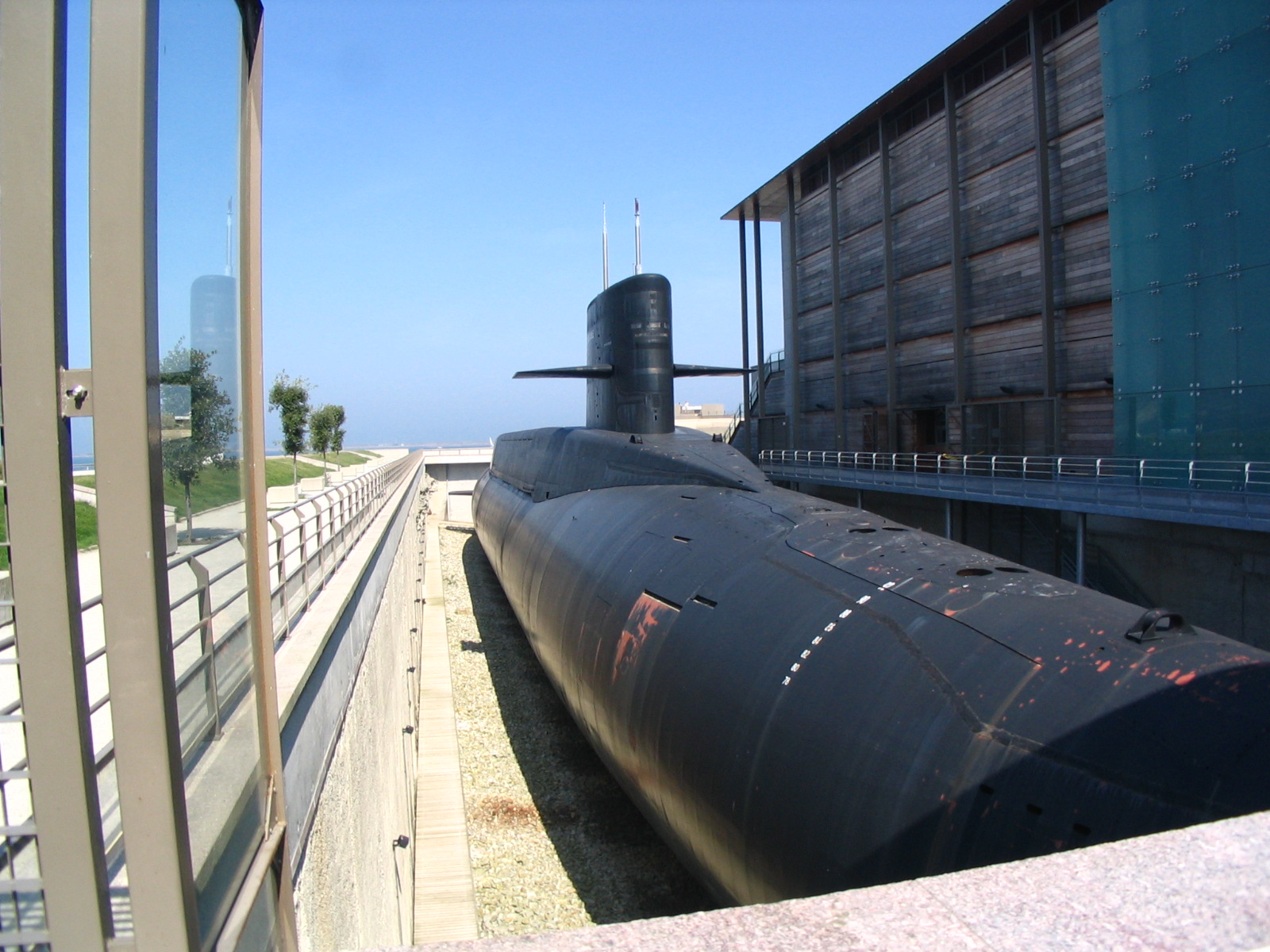
Le Redoutable, symbole de l’économie locale florissante de l’après-guerre, devenu attraction touristique en 2002.

Les destructions se concentrent essentiellement autour du port militaire à Cherbourg, mais ont touché à 60 % Octeville. Grâce à la reconstruction en urgence du port, l'activité économique reprend rapidement. Cherbourg, dirigée par l'ancien ministre SFIO René Schmitt, édifie de nombreux logements sociaux. L'essor des Trente glorieuses entraîne la modernisation de l'économie et la féminisation de l'emploi. Sous l'impulsion du général de Gaulle, Cherbourg devient à partir de 1964 le pôle de construction des sous-marins nucléaires lanceurs d'engins, dont le premier, Le Redoutable, est lancé en 1967. Les CMN de Félix Amiot, spécialisées dans l'armement militaire, deviennent célèbres à Noël 1969 grâce à l’épisode des vedettes de Cherbourg.
Cherbourg et cinq communes de sa proche banlieue (Octeville, Tourlaville, Équeurdreville-Hainneville, Querqueville et La Glacerie) fondent la communauté urbaine de Cherbourg (CUC), créée par un décret du 2 octobre 1970.
À partir de la fin des années 1960, l'industrie nucléaire émerge à travers les chantiers de l’usine de retraitement de la Hague et de la centrale nucléaire de Flamanville qui s'ajoutent aux sous-marins de la DCN. L'union des syndicats, militants de gauche et écologistes autour de la crainte de la « nucléarisation » du Nord-Cotentin, se cristallise en janvier 1979 lors du débarquement par le Pacific Fisher des premiers déchets nucléaires irradiés japonais. En cette veille de la décennie 1980, l'agglomération cherbourgeoise est frappée par plusieurs conflits sociaux violents, en particulier à la fermeture des usines Babcock.

### Fusion et création de Cherbourg-en-Cotentin

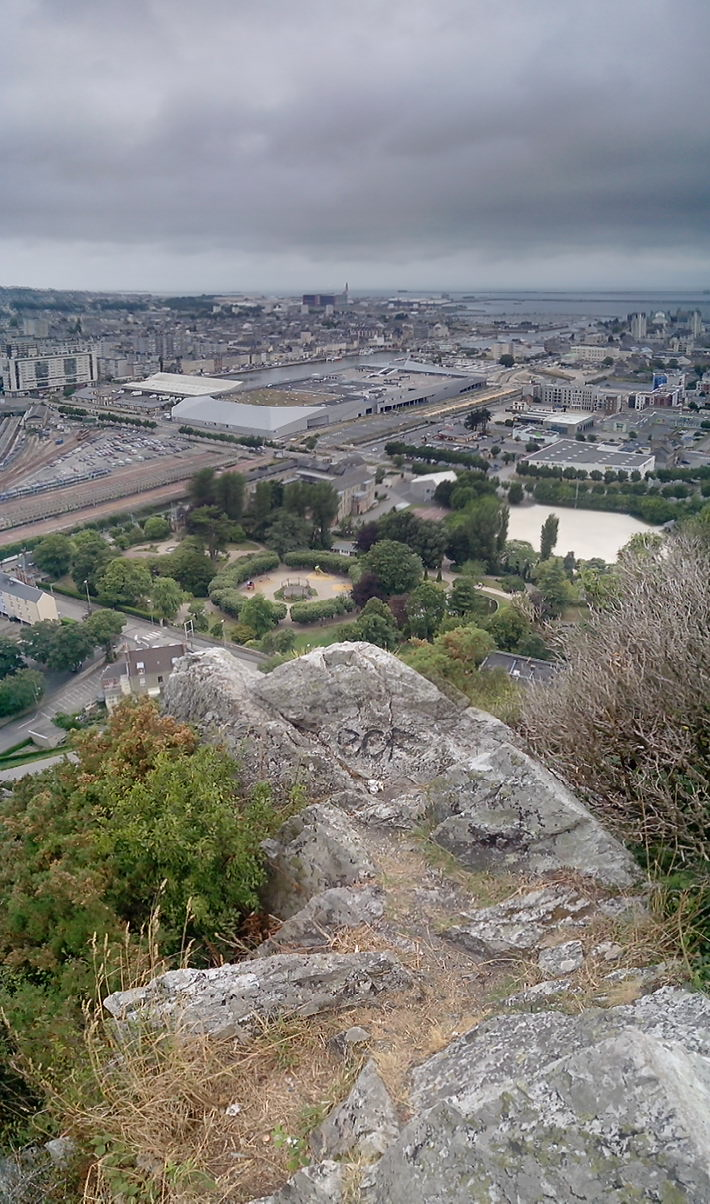
Vue sur Cherbourg depuis le fort du Roule.

Cette dépendance de plusieurs siècles aux grandes décisions des pouvoirs publics et à l’industrie nucléaire provoque une profonde crise économique dans les années 1990. L’Arsenal réduit drastiquement ses effectifs, la Flottille du Nord (FLONOR) déménage à Brest en 1992, l’hôpital maritime ferme. UIE, Burty, CMN, Socoval et Alcatel accumulent les plans sociaux ou les fermetures. Sous l'égide de la Communauté urbaine, l'agglomération développe son offre universitaire avec l’IUT de Cherbourg-Manche, l'École d'ingénieurs de Cherbourg et une antenne de l’université de Caen qui complète l'INTECHMER et l’école des Beaux-arts.
Le 7 novembre 1999, la volonté politique de fusion des six communes dans un « Grand Cherbourg » entraîne la tenue d'un référendum d'initiative locale. Mais à la question « Êtes-vous favorable à la fusion de votre commune avec d'autres pour réaliser le Grand Cherbourg ? », seules les majorités des électeurs de Cherbourg (83,72 % de oui) et d'Octeville (55,88 %) répondent positivement, entraînant le maintien de la communauté urbaine, et la fusion de Cherbourg-Octeville le 1er mars 2000. Du fait de cette fusion, la CUC ne compte plus que cinq communes à compter du 1er mars 2000.
Les années 2000 signèrent alors le début d'une nouvelle ère pour Cherbourg. Cherbourg-Octeville, créée le 1er mars 2000, renoue avec son identité touristique et maritime, à travers La Cité de la Mer et l’ouverture au public du Redoutable, l’accueil d'escales de croisières et d’événements nautiques, l’opération de rénovation urbaine « Entre terre et mer » mettant l’accent sur l'attractivité commerciale et touristique de la ville et sur le quartier des bassins, ainsi que l’émergence d’une spécialisation économique dans la plaisance, alors que les activités traditionnelles du port (trafic passagers, fret, pêche) sont en crise.
Le 8 septembre 2015, les conseils municipaux des cinq communes concernées (soit Cherbourg-Octeville, Équeurdreville-Hainneville, La Glacerie, Querqueville et Tourlaville) se réunissent et approuvent le regroupement de leurs communes respectives en une seule commune, appelée Cherbourg-en-Cotentin, ayant le statut de commune nouvelle, en application de l'article 21 de la loi no 2010-1563 du 16 décembre 2010 de réforme des collectivités territoriales,,.
Le 1er janvier 2016, Cherbourg-Octeville intègre de façon effective avec les quatre autres communes concernées la commune de Cherbourg-en-Cotentin. Les communes de Cherbourg-Octeville, Équeurdreville-Hainneville, La Glacerie, Querqueville et Tourlaville deviennent des communes déléguées et Cherbourg-Octeville est le chef-lieu de la commune nouvelle.

## Population et société

### Démographie

#### Évolution démographique
L'évolution du nombre d'habitants est connue à travers les recensements de la population effectués dans la commune depuis sa création.
En 2022, la commune comptait 78 028 habitants, en évolution de −2,56 % par rapport à 2016 (Manche : −0,31 %, France hors Mayotte : +2,11 %).
| 1968   | 1975   | 1982   | 1990   | 1999   | 2016   | 2021   | 2022   |
| ------ | ------ | ------ | ------ | ------ | ------ | ------ | ------ |
| 79 121 | 82 539 | 85 485 | 92 045 | 88 588 | 80 076 | 77 808 | 78 028 |

Aujourd'hui, les communes limitrophes de l’agglomération (Martinvast, Nouainville, Tonneville, Bretteville…) connaissent une poussée démographique : le cadre de vie, rural et paisible, n'empêche nullement les habitants de profiter des infrastructures de la communauté urbaine. Cette problématique, qui se retrouve dans de nombreuses agglomérations françaises de cette taille, a entraîné la constitution d’un pays du Cotentin, la communauté urbaine, puis Cherbourg-en-Cotentin à partir de 2016, souhaitant ainsi mieux répartir les retombées économiques des sites nucléaires de la région (usine de retraitement de la Hague et centrale nucléaire de Flamanville.

#### Pyramide des âges
La population de la commune est relativement jeune.
En 2018, le taux de personnes d'un âge inférieur à 30 ans s'élève à 34,8 %, soit au-dessus de la moyenne départementale (31,2 %). À l'inverse, le taux de personnes d'âge supérieur à 60 ans est de 26,8 % la même année, alors qu'il est de 31,6 % au niveau départemental.
En 2018, la commune comptait 38 304 hommes pour 40 840 femmes, soit un taux de 51,6 % de femmes, légèrement supérieur au taux départemental (51,21 %).
Les pyramides des âges de la commune et du département s'établissent comme suit.
| Hommes | Classe d’âge | Femmes |
| ------ | ------------ | ------ |
| 0,5    | 90 ou +      | 1,9    |
| 6,4    | 75-89 ans    | 10,6   |
| 16,2   | 60-74 ans    | 17,8   |
| 21,1   | 45-59 ans    | 20,5   |
| 18,3   | 30-44 ans    | 16,9   |
| 20,3   | 15-29 ans    | 16,8   |
| 17,1   | 0-14 ans     | 15,6   |

| Hommes | Classe d’âge | Femmes |
| ------ | ------------ | ------ |
| 1      | 90 ou +      | 2,6    |
| 8,8    | 75-89 ans    | 12,1   |
| 20,3   | 60-74 ans    | 20,8   |
| 20,7   | 45-59 ans    | 19,8   |
| 17     | 30-44 ans    | 15,9   |
| 15,5   | 15-29 ans    | 13,4   |
| 16,7   | 0-14 ans     | 15,4   |

### Logements
Cherbourg et les différentes communes déléguées comme Octeville ont deux profils différents. La première est la ville-centre, à l’habitat varié, Octeville une commune de banlieue, rapidement bâtie à partir des années 1960. Ainsi, en 1999, Cherbourg comptait 13 747 logements dont 86,2 % de résidences principales et 28,4 % de maisons individuelles, tandis qu’à Octeville, 94,6 % des 7 221 logements sont des résidences principales, 39,7 % sont individuels. Les résidences principales cherbourgeoises construites après 1949 représentait 59 % (55 % entre 1949 et 1989), alors que celles d’Octeville sont à 89 % postérieur à 1949 (84,9 % entre 1949-1989). La proportion de constructions neuves de la décennie 1990 est largement plus faible que la moyenne régionale, avec respectivement 3,6 % et 4,9 % des parcs communaux contre 9,5 % dans l'ancienne région Basse-Normandie.
La commune partage la compétence logement avec la communauté d'agglomération du Cotentin. Plusieurs organismes HLM sont chargés du logement social sur l’agglomération : Presqu’île Habitat (OPHLM, 39,1 % du parc avec 5 801 logements), Les Cités cherbourgeoises (SA HLM, 23,1 % avec 3 424 logements), la SA HLM du Cotentin (16 %, 2 371 logements), la SEMIAC (10,1 %, 1 495 logements) et la SA HLM Coutances Granville (4,7 %, 206 logements).

## Économie

### Historique

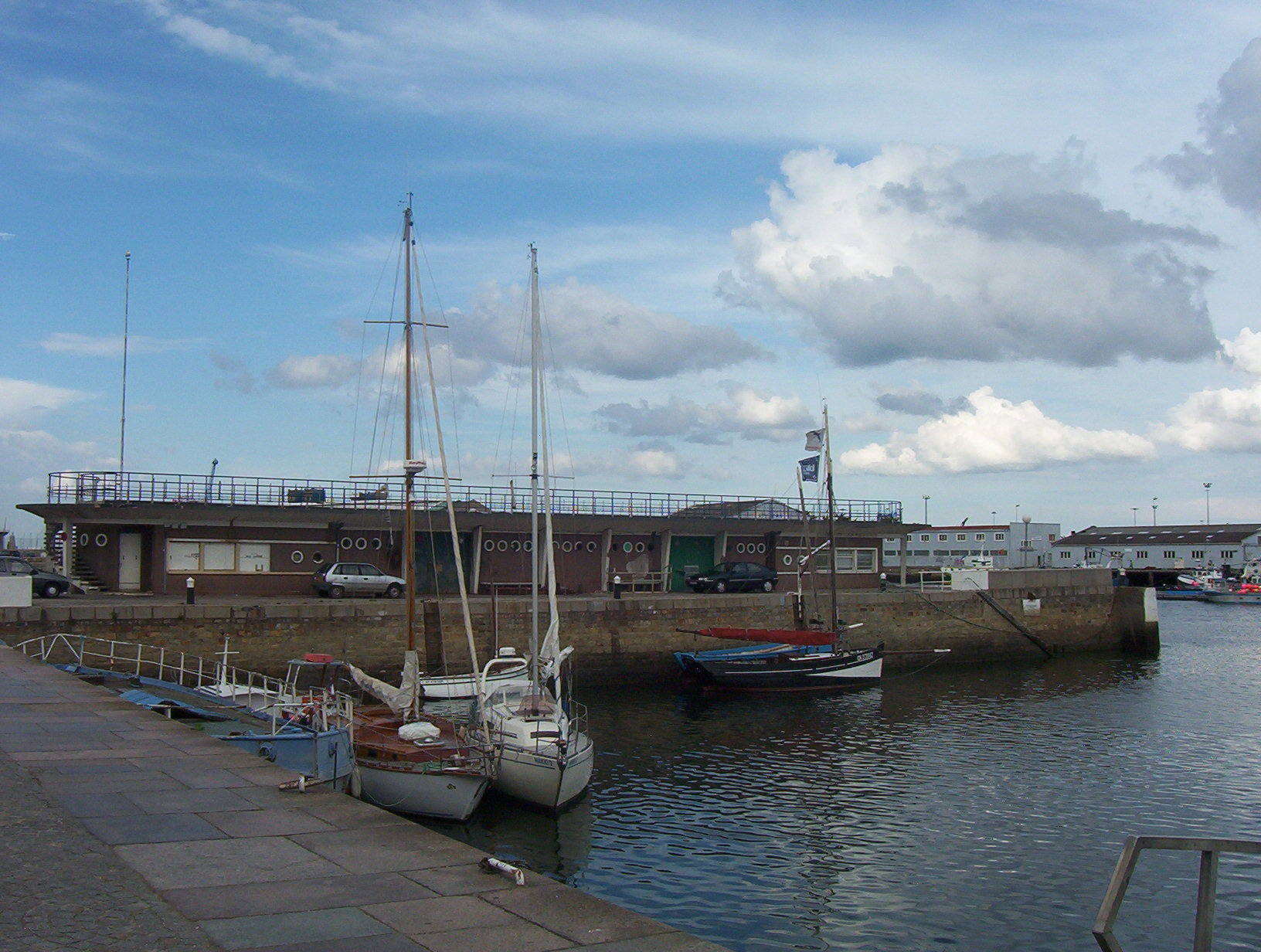
Ancienne criée de Cherbourg, quai de Caligny.

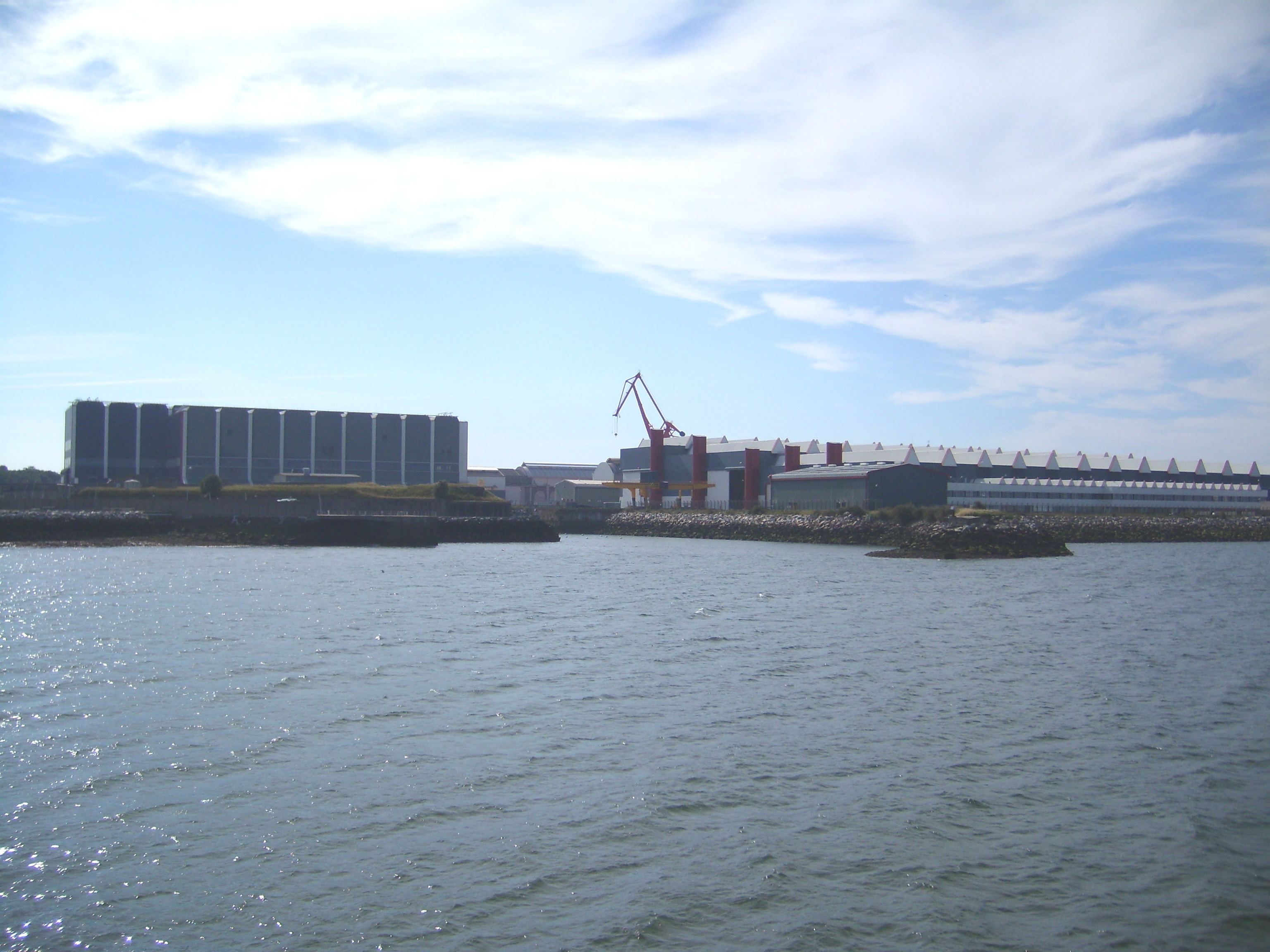
Hangars de l’arsenal, vus depuis Chantereyne.

Sous l’impulsion de Colbert, la corporation des drapiers fonde, le 16 avril 1668, la manufacture de draps qui produit deux milliers de pièces par an. Deux ans plus tôt, Colbert avait favorisé également l’implantation de la manufacture de verre dans la forêt de Tourlaville.
Au XVIIIe siècle, les ressources économiques proviennent principalement du commerce maritime, de la préparation des salaisons et des travaux du port et de la digue, auxquels s’ajoute une industrie textile moribonde. À la veille de la Révolution française, on importe du sel depuis Le Croisic, du grain britannique, du charbon de terre de Littry. Les exportations se font essentiellement vers la Grande-Bretagne (draps et toiles) et les Antilles (bétail et mulets, graisse et beurre salée, salaisons, morue, draps et toile), mais aussi vers Le Havre et La Rochelle pour le bois et le charbon. Des échanges licites ou non se font également avec les îles anglo-normandes (tan, grains, laine). Les armateurs cherbourgeois sont absents de la grande pêche, notamment de celle à la morue sur les bancs de Terre-Neuve, spécialité de Granville. Les 361 ouvriers (1764) et 69 métiers (1778) de la manufacture produisent annuellement (1760) 2 000 draps fins à lisière verte et blanche. Cherbourg compte aussi sept producteurs d’amidon. Ouvert en 1793 à l’emplacement de l’actuel quai Lawton-Collins, l’arsenal déménage en 1803 sur décision de Bonaparte, au sein du projet du port militaire. Construisant des navires à voile, dont le premier, le brick la Colombe, est lancé le 27 septembre 1797, puis à hélices jusqu’à la fin du XIXe siècle, l’Arsenal se spécialise à partir de 1898, dans la construction de sous-marins. Les premiers sont le Morse et le Narval. Depuis, plus de 91 bâtiments y ont été construits.
L’Annuaire de la Manche en 1829 mentionne dans l’agglomération plusieurs ardoisières dont le produit est parfois exporté jusqu’au Havre, deux imprimeries, deux raffineries de soude (propriétés de M. Le Couturier et de MM. Crenier et Cie produisant environ 600 tonnes pour Ostende, Dunkerque, Rouen, Paris, l’Allemagne et la Russie), une raffinerie de sucre (M. Despréaux) dont les 50 tonnes sont vendues dans la Manche, une fabrique de dentelles dirigée par quatre religieuses pour le compte de MM. Le Blod et Lange, et plusieurs tanneurs. Il indique que le commerce du port repose sur l’exportation de mulets à La Réunion et aux Antilles, de salaisons de porcs, d’œufs en Grande-Bretagne, de vins et eaux de vie, et de l’importation de bois scandinave, polonais et russe, de graine de lin, de chanvre. Mais son emploi comme place de guerre handicape l’essor de Cherbourg comme port commercial d’envergure, comparé au Havre. Pour ces échanges, Jean Fleury dénombre dix ans plus tard 225 à 230 navires tant français qu’étrangers, de 30 à 800 tonneaux, montés chacun de 6 à 18 hommes d’équipage. Il ajoute les constructions et armements maritimes ainsi que l’exportation de beurre de la Hague, et il évalue le total des échanges annuels entre quatre ou cinq millions de francs, dont un million pour l’exportation d’œufs vers le Royaume-Uni, et 850 tonnes de salaisons.
Au début du XXe siècle, Cherbourg est avant tout un port militaire. Le port de commerce est modeste, exportant toujours des mulets pour les Antilles et la Réunion et des produits alimentaires locaux vers la Grande-Bretagne (beurre, salaisons, œufs, bestiaux…), mais aussi des produits chimiques à base de soude extraite du varech, du granit des carrières avoisinantes, et important bois et fers du Nord, goudrons, chanvre, et denrées provenant des colonies. À cette époque le port embrasse l’épopée transatlantique. L'industrie cherbourgeoise est alors spécialisée dans la construction navale, ainsi que dans la confection de dentelles et la fabrication de cordage. La fin du XIXe siècle a également vu Cherbourg développer une industrie aéronautique, à travers la société de Félix du Temple, reprise en 1938 par Félix Amiot, autre pionnier de l’aviation pour fonder la Société aéronautique de Normandie. Peu à peu, les ouvriers développent une compétence particulière dans le travail du métal, tant pour les sous-marins de l'arsenal, que pour les avions et navires des chantiers Amiot ou les chaudières Babcock-Wilcox.
En 1916, Nestlé a implanté à Cherbourg sa première usine française.
Les années 1960 voient un renouveau de l’économie locale par la féminisation du travail et la chute de l’emploi agricole au profit d’une diversification des emplois et d’une industrie de pointe. En 1960, sous l’impulsion du maire Jacques Hébert, Hortson s’implante dans le quartier du Maupas. Une centaine de salariés fabriquent des projecteurs et de caméras pour le cinéma, notamment pour l’ORTF et la télévision russe. Rachetée, l’usine se spécialise sous le nom de Thomson-CSF Audiovisuel dans les caméras de surveillance et médicales, puis dans la production de circuits électroniques de terminaux d’ordinateurs pour le compte des CMN et de l’Arsenal. À partir de 1976, elle se consacre à la production de dispositifs électroniques pour faisceaux hertziens, employant 260 ouvriers en 1979 avec pour contrat les radars des Mirage F1de l'Armée de l'Air et des Super-Étendard de la Marine, culminant à 400 employés à la fin des années 1980, après son emménagement en 1987 dans une nouvelle usine modernisée à Tourlaville. Pendant une décennie, l’atelier électronique s'étoffe, se complète d’une chaîne de fabrication de relais mobiles pour la télévision, et d’un atelier de traitement de surface en mécanique. Dans le cadre de la restructuration interne d’Alcatel, le site, qui compte 300 salariés, est vendu en 2002 à Sanmina-SCI qui cesse son activité en mars 2008. La Compagnie industrielle des télécommunications (CIT), fusionnée la décennie suivante à Alcatel, ouvre elle aussi dans les années 1960 une usine d’assemblage de centraux téléphoniques électroniques, à Querqueville. L’unité, visitée en tant que fleuron de l’industrie française par le nouveau président de la République en 1981, est jugée superflue après l’intégration de la branche téléphonie de Thomson à Alcatel en 1984 et subit de lourds licenciements à partir de la fin des années 1980, avant de fermer en 1997 au terme d’un dur conflit social.
Entre les années 1970 et 1990, les deux grands chantiers du Nord-Cotentin, l’usine de retraitement de la Hague et la centrale nucléaire de Flamanville, accentuent le développement industriel d’une cité qui vit alors son âge d’or à travers ce que le journaliste François Simon nomme les « industries de mort », puisqu’environ deux tiers du tissu industriel local sont liés à la défense et au nucléaire.
Cherbourg est aussi le berceau de la famille et de la société Halley, devenue dans les années 1960 Promodès (hypermarchés Continent, supermarchés Champion). En 1999, Promodès fusionne avec Carrefour. Les anciens bâtiments de la maison Halley sont devenus le pôle technique du lycée professionnel Cachin, avenue Aristide-Briand.
Plus récemment, General Electric (GE) Power construit à Cherbourg-en-Cotentin une nouvelle usine pour la construction des pales d'éoliennes de 88,4 mètres destinées aux machines de 8 MW. Initialement prévu en juin 2018, le démarrage de cette usine a été annoncé le 16 juin 2017 par Jeff Immelt (PDG de GE) devoir se faire dans le deuxième semestre 2017. Les nouveaux développements conduisent à des pales de 107 m, toujours construites à Cherbourg-en-Cotentin par LM Wind Power.

### Données économiques
En 2016, la population active de Cherbourg-en-Cotentin était de 36 467 habitants sur une population totale de 80 076 habitants,.
Cherbourg-en-Cotentin supporte un taux de chômage relativement élevé (16 % en 2016), supérieur à la moyenne française (11 % en 2016). Au 1er janvier 2016, on comptait 5 860 demandeurs d'emploi. Dès lors, le revenu moyen mensuel par ménage est inférieur à la moyenne nationale (1 828 € pour la ville, contre 2 159 € en France).
| Catégorie socioprofessionnelle (CSP)        | Pourcentage |
| Agriculteurs exploitants                    | 3           |
| Artisans, commerçants et chefs d’entreprise | 5           |
| Cadres et prof. intell. sup.                | 11          |
| Professions intermédiaires                  | 26          |
| Employés                                    | 29          |
| Ouvriers                                    | 25          |

### Activités principales
Cherbourg-en-Cotentin est le siège de la Chambre de commerce et d'industrie de Cherbourg-Cotentin qui gère notamment l’aéroport, les ports de pêche et de commerce de Cherbourg, et, conjointement avec la Chambre de commerce et d'industrie de Centre et Sud-Manche, l'organisme de formation groupe FIM.
- Principaux employeurs du bassin d'emploi de Cherbourg au 1er janvier 2018[138]

| Nom                                                           | Activité                              |
| Orano                                                         | Recyclage des combustibles nucléaires |
| EDF, Centrale nucléaire de Flamanville                        | Production d'électricité              |
| EDF                                                           | Production d’électricité              |
| Naval Group et Constructions mécaniques de Normandie (CMN)    | Construction navale                   |
| Les Maîtres Laitiers du Cotentin                              | Coopérative laitière                  |
| Centre hospitalier Louis-Pasteur                              | Santé/social                          |
| Ville de Cherbourg-en-Cotentin (commune déléguée depuis 2016) | Administration publique               |
| ACAIS (Association Cherbourg action sanitaire/sociale)        | Santé / social                        |
| Centre communal d'action sociale (CCAS)                       | Social                                |
| Auchan                                                        | Grande distribution                   |

#### Filière maritime
L'économie cherbourgeoise tire de sa position maritime une grande partie de ses activités. Cherbourg dispose en effet de quatre ports : port militaire, port de pêche, port de commerce (trafic passager et marchandise transmanche) et port de plaisance.
Affaibli depuis les années 1990, le port de commerce voit transiter 110 000 camions en provenance ou en direction de l’Irlande et de Grande-Bretagne. Espéré pendant quinze ans, le projet Fastship de transport de conteneurs depuis Philadelphie (États-Unis) par navires ultrarapides est oublié au profit des autoroutes de la mer dans le cadre de l’Ena (Eurocoast Network Association), avec Cuxhaven (Allemagne), Ostende (Belgique), Rosslare (Irlande) et Ferrol (Espagne), sans plus d'effet pour le moment.
Ces dernières années, le trafic transmanche passagers a décliné, concurrencé par le port de Caen-Ouistreham et le Pas-de-Calais. Le retrait de la compagnie P&O, qui desservait Poole et Southampton, a laissé à deux compagnies les liaisons transmanche : Brittany Ferries vers Portsmouth et Poole et Irish Ferries vers Rosslare (Irlande). Sur les onze premiers mois de 2007, par rapport à la même période de 2006, le trafic passagers a baissé de 3,84 % à 750 000 unités, tandis que le fret a perdu 4,43 % points avec 87 000 camions débarqués, alors qu'en 1995, le port comptait 1,7 million de passagers et 138 000 camions.
Propriété, comme le port de Caen-Ouistreham, du syndicat mixte Ports normands Associés, associant le conseil régional de Basse-Normandie et les conseils généraux de la Manche et du Calvados, le port commerce est géré par une société commune à la chambre de commerce et Louis Dreyfus Armateurs. L'implantation d'un terminal destiné au trafic de charbon en provenance d'Amérique du Sud et à destination du Royaume-Uni doit mettre fin à l'hémorragie de l'activité du port.
La filière pêche est touchée par la crise qui affecte l’ensemble du secteur, et le port voit sa flottille diminuer.
Cherbourg est le premier port de plaisance français en nombre de visiteurs, soit en 2007, 10 117 bateaux pour 28 713 nuitées en 2007, et des retombées totales évaluées à 4 millions d'euros sur l'agglomération cherbourgeoise.
Tradition de l’industrie locale, la construction navale repose sur les deux piliers que sont la Naval Group Cherbourg pour les sous-marins et les Constructions mécaniques de Normandie (CMN), célèbres pour leurs vedettes rapides. Ce secteur s'est largement restructuré au cours des vingt dernières années. L’arsenal militaire a vu le terme de la construction des sous-marins de type Redoutable et a élargi sa clientèle, jusqu’alors exclusivement la Marine nationale, avant d’être privatisé en 2007. Avec les sous-marins diesel Agosta, élaborés depuis 1994 pour le Pakistan, et le Scorpène, en collaboration avec les chantiers de Carthagène, vendus à la Malaisie, le Chili et l’Inde, 25 % du chiffre d’affaires de l’établissement est d’origine étrangère. Des partenariats avec le Pakistan et l’Inde sont conclus pour que la construction se fasse à terme chez eux. Les CMN, qui employaient 1 200 personnes au début des années 1980, se sont modernisées et automatisées, et comptent désormais 500 salariés. L’entreprise s'est diversifiée dans les grands yachts de luxe, sans abandonner pour autant le marché militaire, et a signé notamment des contrats avec les Émirats arabes unis et le Qatar grâce à l’homme d’affaires franco-libanais Iskandar Safa, propriétaire depuis 1992.

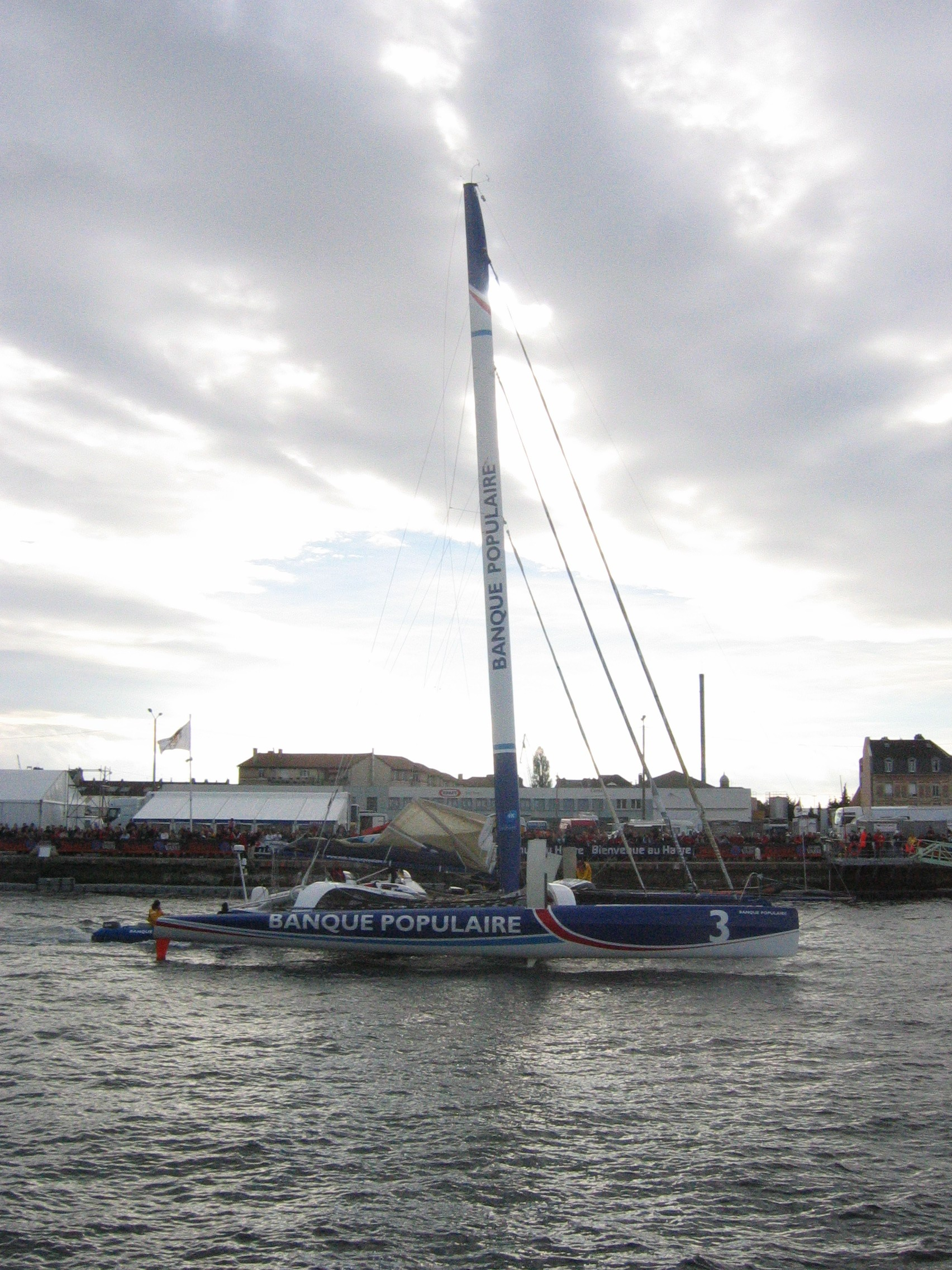
Maxi-trimaran Banque populaire V, construit par les chantiers JMV Industries.

Alors que ces deux entreprises à vocation militaire ont connu des baisses de charges importantes (le nombre d’emplois à l’arsenal est passé de 6 000, dont 1 000 en sous-traitance en 1988, à 2 600, dont 500 sous-traitants), des sociétés se sont positionnées sur la filière du nautisme. Ainsi, JMV Industries, filiale de CMN de 100 salariés, construit des voiliers de course. Initialement hébergé chez CMN pour construire des coques en aluminium aménagées par James Ébénistes (Saint-Laurent-de-Cuves), Allures Yachting s'est spécialisé dans les voiliers de croisière. Les chantiers Allais, de Dieppe, ont implanté une filiale, ICAN, consacrée aux bateaux civils et de plaisance.
Un maillage de sous-traitants et spécialistes s'est constitué autour de ce pôle, à travers Ameris France (créé en 1994 sous le nom de Cap 50 export, spécialisé dans la recherche et l’approvisionnement de pièces de rechange pour navires et avions militaires), le groupe Efinor (fondé en 1988, spécialisé dans la métallurgie, le démantèlement nucléaire et l’ingénierie), MPH (aide à la maîtrise de projet, 140 employés)… À Saint-Vaast-la-Hougue, Facnor est devenu le spécialiste mondial des enrouleurs de voile.
La Marine nationale emploie près de 3 000 fonctionnaires dans l’agglomération, en particulier dans le cadre de l’administration (préfecture maritime), de la sécurité maritime (douanes, CROSS, Abeille…), du soutien logistique des forces navales françaises et étrangères de passage, et de la formation.

#### Métallurgie
La métallurgie a longtemps représenté une grande source d'emploi dans l'agglomération. Autour de l'arsenal et de ses chaudronniers, se sont constituées à partir des années 1900 plusieurs industries de travail du métal et de mécanique. C'est le cas de l'entreprise doyenne de la ville, Simon frères, fondée en 1856, passée d'atelier de mécanique à fabricant de machines agricoles à vapeur puis agroalimentaires en un demi-siècle. Fabriquant des canons en 1870 et 1939, l'entreprise devient leader mondial pour les barattes et malaxeurs pour beurre industriel. De même, le fabricant de chaudières Babcock s'implante à Cherbourg dans l'entre-deux-guerres et ne ferme ses portes qu'après un long conflit social, en 1979. Plus tard, dans les années 1973, l'UIE débauche à prix d'or les ouvriers de l'arsenal pour la construction des plates-formes pétrolières, mais ferme en 1985.

#### Agro-alimentaire
L'industrie agro-alimentaire, essentielle en Basse-Normandie, n'est pas absente du bassin d’emploi. Une ferme aquacole élève des saumons dans la rade, les abattoirs traitent le bétail d’élevage du Nord-Cotentin, et plusieurs entreprises de transformation existent. Les établissements Simon Frères (50 salariés) proposent depuis plus d’un siècle des équipements pour l’industrie cidricole et laitière.

#### Électronique
Alcatel disposait de deux unités dans les années 1980, l’une à Cherbourg, puis Tourlavilleen (anciennement Thomson CSF), l’autre à Querqueville (Alcatel CIT). Toutes deux considérées comme fleurons du groupe, spécialisées respectivement dans les faisceaux hertziens et les centraux téléphoniques électroniques. Mais Alcatel décide de fermer, en 1997, l’usine de Querqueville dont Cofidur reprend une partie des activités avec une centaine de salariés. En 2002, elle se déleste également de l’unité de Tourlaville au profit de Sanmina-SCI, qui délocalise sa production six années plus tard. Cofidur reprend l’activité service après-vente d’Alcatel, soit 5 % de l’activité initiale, et quelques dizaines de salariés.

#### Autres industries
Socoval, fabricant de vêtements masculins du groupe italien Cantoni, dernière usine textile du Cotentin, emploie une centaine de salariés, depuis le plan social de 2001, qui s'est traduit par la perte d'une quarantaine de postes.
Les partenaires économiques misent désormais sur la « maîtrise d’ambiance », c'est-à-dire la maîtrise des contaminations des procédés industriels, à travers la technopole Cherbourg Normandie créé en 2001. Fort de l’expérience de travail en milieu à risque nucléaire, il veut transférer ces compétences aux industries agroalimentaires, électroniques et pharmaceutiques. Deux formations ont été conçues à cet effet : un BTS en maintenance nucléaire au lycée Tocqueville et un DESS de maîtrise d’ambiance à l’école d'ingénieurs de Cherbourg.

#### Commerces
La communauté urbaine, principal pôle commercial du Cotentin, dispose de quatre hypermarchés (26 780 m2) — dont un, de l’enseigne Carrefour (260 employés), implanté sur le territoire cherbourgeois, représente le troisième employeur privé de la commune — et de plusieurs grandes surfaces spécialisées. Le commerce emploie près de 1 400 personnes dans le centre-ville, mais la baisse du trafic transmanche a provoqué un gros manque à gagner, accentué par la fragilité économique locale.
Si le centre-ville cherbourgeois est bien le pôle commercial principal de l’agglomération, avec 340 établissements, on constate néanmoins que sa domination est moindre dans la communauté urbaine, que Caen vis-à-vis de son agglomération. En effet, Cherbourg concentre 35 % des activités commerciales et 45 % du commerce de détail de l’agglomération, contre 40 % et 55 % pour le centre caennais, et particulièrement deux tiers des magasins d’équipements de la personne contre 90 % dans la capitale bas-normande. Enseignes d’alimentation, d’équipement de la maison et d’électroménager quittent le centre pour les pôles commerciaux périphériques. Le nombre d’établissements de restauration rapide a doublé entre 1995 et 2005, tandis que les effectifs de la restauration traditionnelle a stagné.

#### Services
Cherbourg-en-Cotentin, plus grosse ville du département, est le principal pôle administratif et de services pour le Cotentin. La santé est un important pourvoyeur d’emplois avec le centre hospitalier Pasteur (470 lits, deuxième établissement bas-normand, fusionné depuis 2006 avec le centre hospitalier de Valognes) et la Polyclinique du Cotentin. Il en va de même pour le secteur éducatif avec quatre lycées publics et quatre privés, un lycée maritime et aquacole, un pôle universitaire et plusieurs écoles d’études supérieures. Les antennes des entreprises publiques y sont également implantées (EDF, 120 agents et la SNCF, 50 agents). L’emploi public représente une part importante avec, en plus de l’hôpital et des établissements scolaires, les effectifs communaux et communautaires.
Des entreprises de services aux entreprises sont également présentes dans l’informatique (Euriware, 85 salariés), la propreté (Onet, 240 salariés, et Sin&Stes, 100 salariés) et la publicité (Adrexo, 50 employés).
Cherbourg accueille le siège de la radio publique France Bleu Cotentin, et du quotidien départemental La Presse de la Manche (120 salariés avec son imprimerie SCE), successeur à la Libération de Cherbourg-Éclair, et filiale du Groupe Sipa - Ouest-France) depuis 1990. France 3 Normandie dispose d’une rédaction locale dans la ville ; l’édition cherbourgeoise de l’hebdomadaire La Manche libre couvre l’agglomération, la Hague et le Val de Saire ; la télévision locale 5050 TV y a installé son siège et son principal studio.
Les emplois du secteur de la construction se répartissent entre Faucillion (80 salariés), Eiffage (75) et Colas (60).
Depuis son ouverture, La Cité de la Mer est la locomotive touristique du Nord-Cotentin. Le terminal croisières attire également chaque année des paquebots. Le port de plaisance de 1 500 places est le premier port d’escale français (11 000 par an). La capacité d’accueil de la ville était au 1er janvier 2007 de 15 hôtels et 429 chambres. Le casino, propriété du groupe Cogit est le 109e en France, avec un chiffre d’affaires de 6,7 M€.

## Politique et administration

### Divisions administratives
La ville est le bureau centralisateur de 6 cantons : les cantons de Cherbourg-en-Cotentin-1 (à l'ouest), Cherbourg-en-Cotentin-2 (à l'est), Cherbourg-en-Cotentin-3 (au sud-ouest, partagé avec neuf autres communes), Cherbourg-en-Cotentin-4 (à l'Ouest), La Hague (à l'Ouest, partagé avec la commune de La Hague) et Cherbourg-en-Cotentin-5 (à l'Est, partagé avec trois autres communes). Les conseillers départementaux sont, respectivement, les socialistes et divers gauche Frédéric Bastian, Anna Pic, Karine Duval, Sébastien Fagnen, Marie-Odile Feret, Franck Tison, Dominique Hébert, Odile Lefaix-Véron, Yveline Druez, Jean-Paul Fortin, Madeleine Dubost et Gilles Lelong.
L'arrondissement de Cherbourg compte 189 communes et 190 363 habitants. Le sous-préfet est Élisabeth Castellotti, nommée le 3 avril 2018.
Depuis 1986, la cinquième circonscription électorale de la Manche, dite de Cherbourg, couvrait les trois cantons de Cherbourg-Octeville, et ceux d'Équeurdreville-Hainneville, de Saint-Pierre-Église et de Tourlaville. Dans le cadre du redécoupage des circonscriptions législatives de 2010, les deux cantons de Beaumont-Hague et Quettehou ont intégré la circonscription de Cherbourg-Octeville, devenue la 4e.
Cherbourg-en-Cotentin est également le siège de la préfecture maritime de la Manche et de la mer du Nord, dont l’autorité s'étend de la baie du Mont-Saint-Michel à la frontière belge. Voir l'article liste des préfets maritimes de Cherbourg. Le quartier maritime de Cherbourg est circonscrit aux limites du département (initiales : CH).
Cherbourg-en-Cotentin appartient depuis 2017 à la communauté d'agglomération du Cotentin, créée à la suite de la fusion de nombreuses communes et communautés de communes dans la Manche, ainsi qu'à la suite de la création de Cherbourg-en-Cotentin en reprenant les limites de la communauté urbaine de Cherbourg ayant existé de 1970 à 2016. Elle est présidée depuis sa création par Jean-Louis Valentin appartenant au parti politique Les Républicains. La commune délègue à cette structure les transports urbains, l’aménagement de l’espace et du cadre de vie, l’environnement et les stratégies de développement (enseignement supérieur, recherche, grands projets structurants, Cité de la Mer).
Les codes postaux antérieurs aux fusions de 2000 (cas de Cherbourg-Octeville) ont été conservés :
| Code postal                | Territoire concerné |
| Cherbourg                  | 50100               |
| Tourlaville                | 50110               |
| Équeurdreville-Hainneville | 50120               |
| Octeville                  | 50130               |
| Querqueville               | 50460               |
| La Glacerie                | 50470               |

### Tendances politiques et résultats
Élections municipales, résultats des deuxièmes tours :

### Administration municipale
Cherbourg-en-Cotentin est une commune nouvelle en 2016, administrée selon 5 communes déléguées qui étaient indépendantes avant sa formation.
| Nom                         | Code Insee | Intercommunalité | Superficie (km2) | Population (dernière pop. légale) | Densité (hab./km2) |
| --------------------------- | ---------- | ---------------- | ---------------- | --------------------------------- | ------------------ |
| Cherbourg-Octeville (siège) | 50129      |                  | 14,26            | 34 948 (2021)                     | 2 451              |
| Équeurdreville-Hainneville  | 50173      |                  | 12,83            | 15 898 (2021)                     | 1 239              |
| La Glacerie                 | 50203      |                  | 18,70            | 5 923 (2021)                      | 317                |
| Querqueville                | 50416      |                  | 5,56             | 4 958 (2021)                      | 892                |
| Tourlaville                 | 50602      |                  | 17,19            | 16 081 (2021)                     | 935                |

#### De 2016 à 2020
À la suite de la fusion des cinq communes la composant le 1er janvier 2016, le conseil municipal de la nouvelle commune est composé, jusqu'aux élections municipales de 2020 de 163 conseillers municipaux :
- les 39 conseillers municipaux issus de l'ancienne commune de Cherbourg-Octeville ;
- les 33 conseillers municipaux issus de l'ancienne commune d'Équeurdreville-Hainneville ;
- les 29 conseillers municipaux issus de l'ancienne commune de La Glacerie ;
- les 29 conseillers municipaux issus de l'ancienne commune de Querqueville ;
- les 33 conseillers municipaux issus de l'ancienne commune de Tourlaville.

Lors de la première séance, le conseil municipal a retenu le nombre de dix-huit adjoints au maire, auxquels s'ajoutent les cinq maires délégués, adjoints de droit.

### Liste des maires
C'est l'ancien président de la communauté urbaine de Cherbourg, Benoît Arrivé qui est élu par les conseillers municipaux de Cherbourg-en-Cotentin comme premier maire de la commune nouvelle. Il a été reconduit dans ses fonctions par les électeurs lors du second tour des élections municipales le 28 juin 2020.
| Période        | Période  | Identité      | Étiquette | Qualité                                        |
| -------------- | -------- | ------------- | --------- | ---------------------------------------------- |
| 3 janvier 2016 | En cours | Benoît Arrivé | PS        | Conseiller régional ancien président de la CUC |

### Jumelages
Cherbourg-en-Cotentin est jumelée avec :
- Allmendingen (Allemagne) depuis 1981
- Bremerhaven (Allemagne)
- Deva (Roumanie)
- Gorom-Gorom (Burkina Faso) depuis 1988
- Northeim (Allemagne) depuis 1967
- Poole (Royaume-Uni) depuis 1977

Cherbourg-en-Cotentin entretient des coopérations décentralisées avec :
- Coubalan (Sénégal) depuis 1995
- Sarh (Tchad) depuis 2001

### Justice

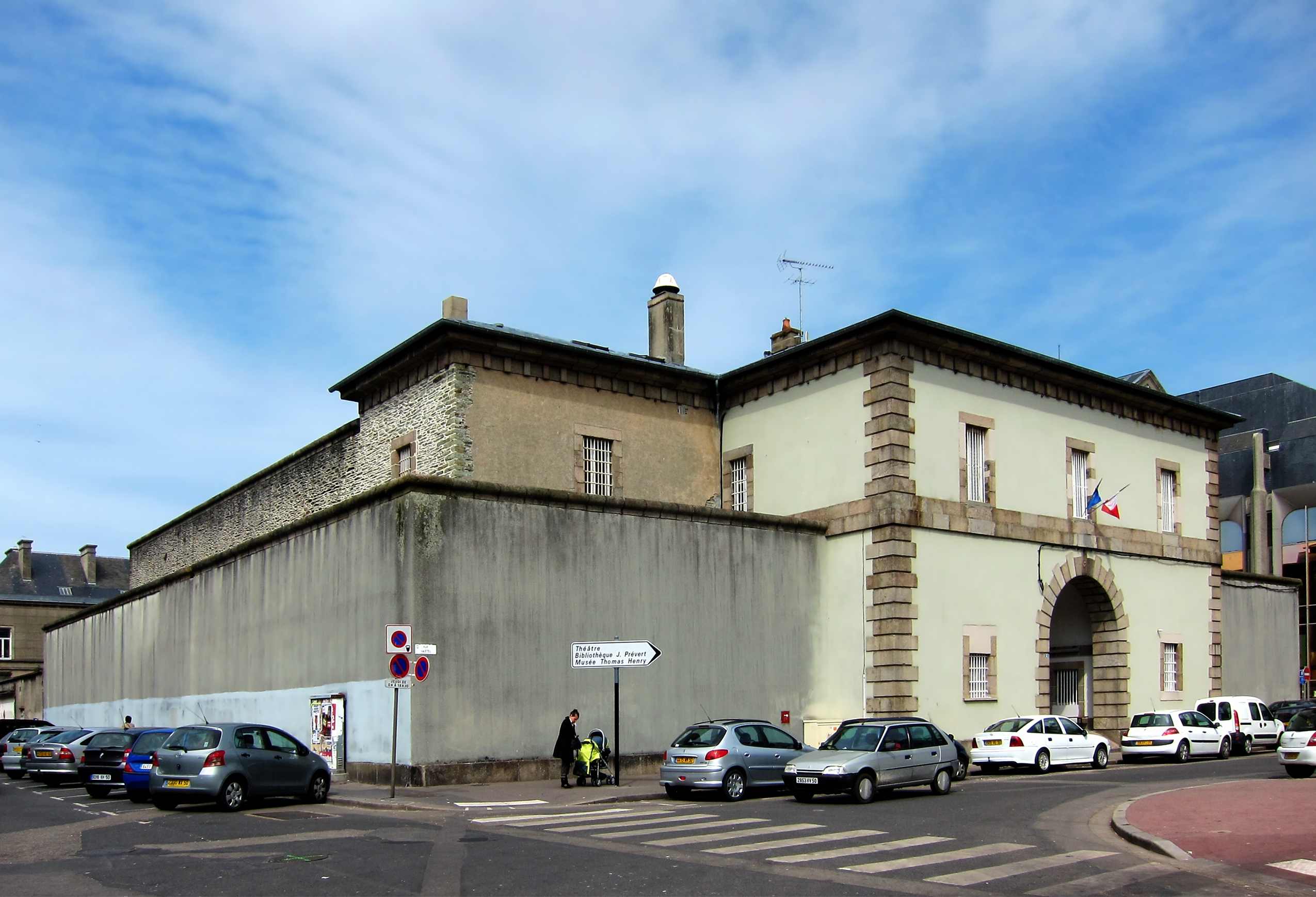
La maison d'arrêt de Cherbourg.

Héritant de la longue histoire de l'administration judiciaire à Cherbourg, Cherbourg-en-Cotentin est aujourd'hui l’un des trois pôles judiciaires principaux de la Manche, avec Coutances et Avranches. Elle accueille un tribunal de grande instance (compétent sur l'arrondissement de Cherbourg), un tribunal d'instance (cantons de Cherbourg-Octeville-1, Cherbourg-Octeville-2, Cherbourg-Octeville-3, Équeurdreville-Hainneville, La Hague, Tourlaville, Les Pieux, Val de Saire, Bricquebec et une partie du canton de Carentan) un Conseil de prud'hommes et un tribunal de commerce. Une maison d'arrêt est située en centre-ville, derrière les bâtiments du tribunal. À la suite de la réforme de la Justice présentée en 2007, les compétences du tribunal de Valognes ont été intégrées à celles de Cherbourg.

## Une ville portuaire

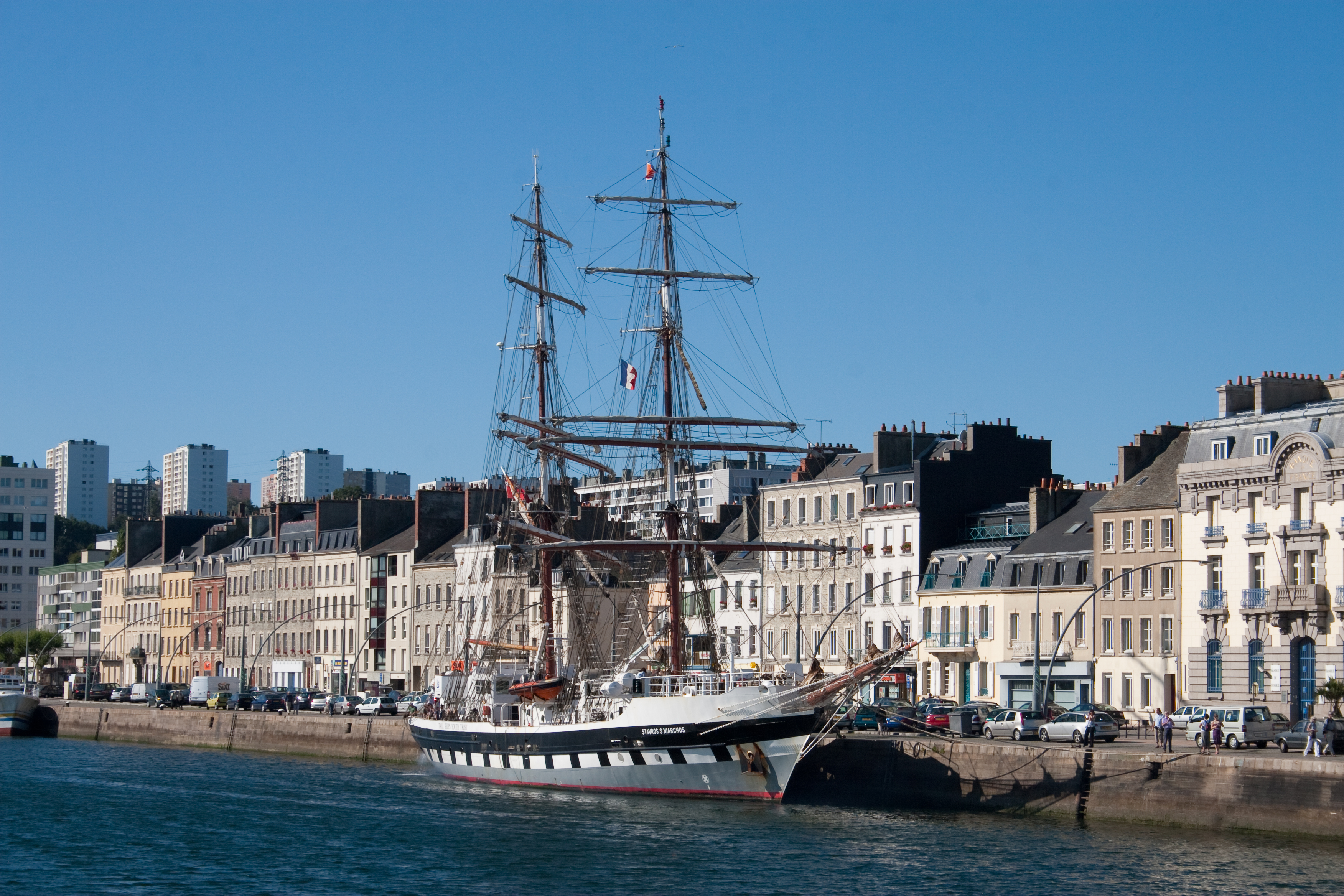
Le navire école Stavros S Niarchos de nationalité anglaise mouillant dans le port de Cherbourg.

Plan de la rade de Cherbourg.

Le port de Cherbourg-en-Cotentin se situe au cœur de la plus grande rade artificielle d'Europe, réalisation architecturale de 1 500 hectares des XVIIe et XVIIIe siècles. Avec ses trois digues, elle abrite quatre types de ports : plaisance, commerce, pêche et militaire.

### Port Chantereyne, le principal port de plaisance de la Manche

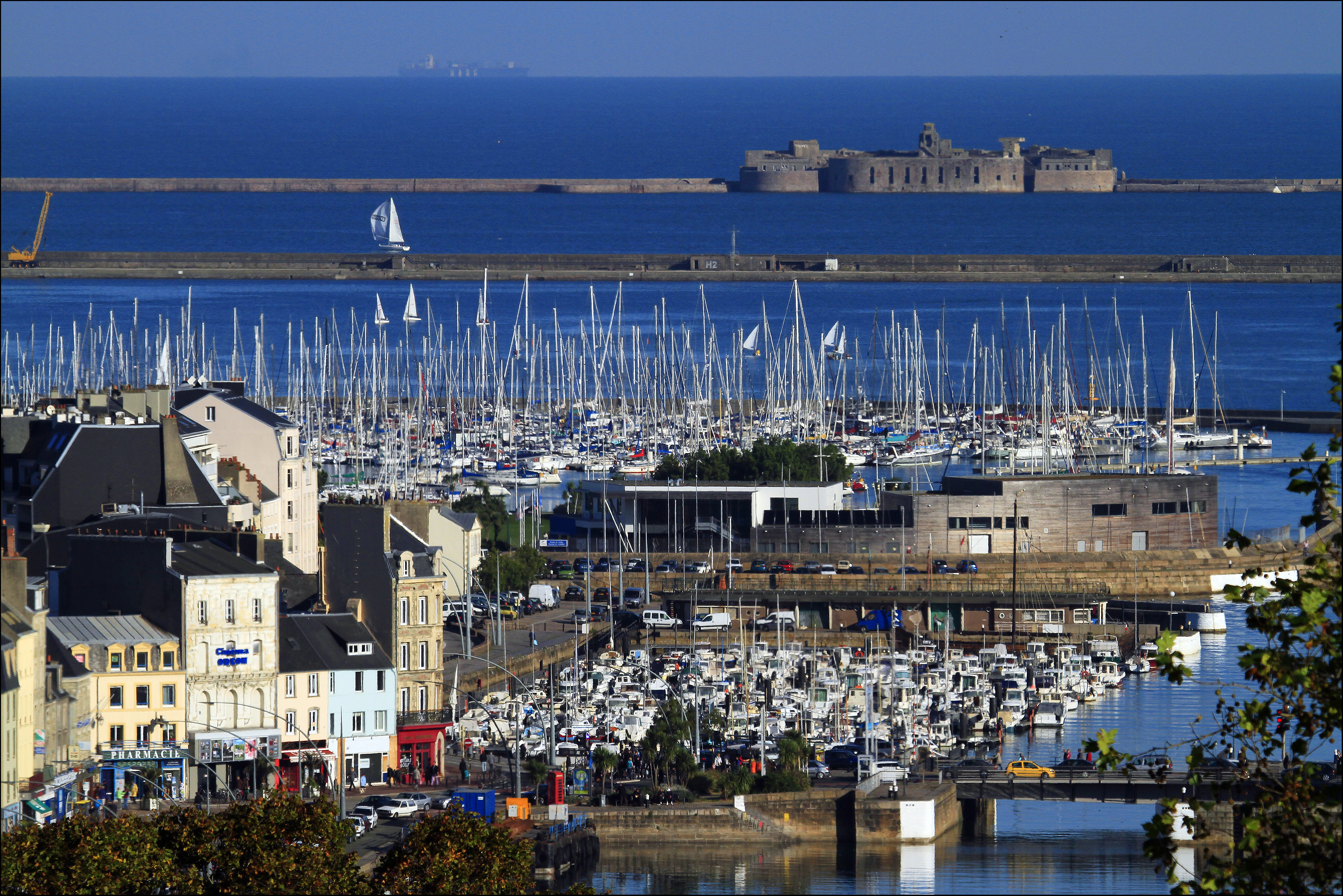
Port Chantereyne.

Construit en 1975, puis agrandi en 1992, labellisé « Pavillon Bleu » depuis 2002, Port Chantereyne est le principal port du littoral de la Manche. Il compte aujourd’hui 1 560 places à flot réparties sur plus de 25 pontons : 1 300 anneaux sont loués à l’année ; les 250 places restantes sont réservées aux bateaux de passage. Une vingtaine de places est, par ailleurs, dévolue à l'accueil des bateaux traditionnels au sein du port de l'Épi.
En 2011, le port a enregistré environ 8 000 passages et 18 000 nuitées.
Un important projet d’extension du port en grande rade est lancé à mi-mars 2015, destiné aux énergies marines renouvelables. Les travaux de dragage sont achevés en janvier 2016.

## Vie locale

### Enseignement

L'École d’ingénieurs de Cherbourg, sur le Pôle universitaire.

Deux ZEP ont été définies, l’une sur le territoire historique cherbourgeois, le quartier de Maupas, l’autre à cheval sur Cherbourg et Octeville, le quartier des Provinces.

#### Enseignement secondaire
Cherbourg-en-Cotentin dispose de huit lycées :
- l’ancien collège, devenu lycée en 1886, est connu depuis sous le nom de lycée Victor-Grignard (830 élèves : filière générale et STG, ainsi que des classes préparatoires scientifiques) ;
- le lycée Jean-François Millet (1 210 élèves : filière générale, prépa santé, classes préparatoires littéraires) ;
- le lycée Alexis-de-Tocqueville (1 480 élèves : filière générale, technique, professionnelle et enseignement supérieur -BTS-) ;
- le lycée professionnel privé Ingénieur-Cachin (320 élèves) ;
- le lycée privé Thomas-Hélye, regroupant le lycée privé Sainte-Chantal et le lycée technologique La Bucaille (1 005 élèves, filières générale et technique) ;
- le lycée maritime et aquacole (capacité 168 lycéens depuis la création des baccalauréats professionnels maritimes en 3 ans / centre de formation professionnel ;maritime continue). Devenu le 28 juin 2013, lycée professionnel maritime et aquacole (LPMA) Daniel Rigolet ;
- le lycée Edmond-Doucet, situé à Équeurdreville-Hainneville ;
- le lycée professionnel du Sauxmarais, à Tourlaville.

La commune dispose également de 11 collèges :
- le collège Bucaille, à Cherbourg-Octeville ;
- le collège Charcot, à Cherbourg-Octeville ;
- le collège Cachin, à Cherbourg-Octeville ;
- le collège Le Ferronnay, à Cherbourg-Octeville ;
- le collège des Provinces, à Cherbourg-Octeville ;
- le collège privé Saint Joseph, à Cherbourg-Octeville ;
- le collège Saint-Paul, à Cherbourg-Octeville ;
- le collège Raymond-Le Corre, à Équeurdreville-Hainneville ;
- le collège Diderot, à Tourlaville ;
- le collège Émile-Zola, à La Glacerie ;
- le collège Jules-Ferry, à Querqueville.

Le pôle universitaire, installé sur les hauteurs d’Octeville, concentre l’école d'ingénieurs de Cherbourg, l’IUT Cherbourg-Manche (qui accueille environ 1 000 étudiants en formation continue ou initiale à travers quatre départements DUT, quatre licences pro, un DU, un DECF et un DAEU), ainsi que deux antennes de l’université de Caen-Normandie (UFR de sciences et UFR des langues vivantes étrangères). L’hôpital Pasteur abrite l’institut de formation en soins infirmiers de Cherbourg-Octeville. Un des 4 Campus FIM CCI Formation Normandie, service de formation de CCI Ouest Normandie gère l’école du commerce et de la distribution(formations Bac+2 et Bachelor Bac+3 spécialisé dans la distribution et l'entrepreneuriat) des formations du Bac au Master en Gestion Finance et Organisation, mais aussi des formations en industrie et Tourisme Hôtellerie Restauration du CAP au Bac+2.FIM Campus Cherbourg est aussi un CFA-Centre de formation d'apprentis.
L'Institut des métiers du cinéma de Normandie s'est installé, à la suite de l’École internationale de création audiovisuelle et de réalisation (EICAR) sur le site de l’ancien hôpital maritime ; il est complété par le centre de formation d’apprentis du Spectacle vivant et de l’audiovisuel, tandis que l’École supérieure des Beaux-Arts (Esbaco), fondée en 1912 par le professeur de dessin Henri Buffet et le professeur de modelage Félix Delteil, se situe dans l’ancien couvent des Petites Sœurs des pauvres (zone des bassins) depuis 1976.
Cherbourg-en Cotentin accueille l’École des applications militaires de l'énergie atomique (EAMEA, 351 élèves) et l’Institut national des sciences et techniques nucléaires — vestiges de l’importance de l’armée dans la ville — tandis que l’École des spécialités du Commissariat des armées (jusqu'à 5000 élèves) est implantée à Querqueville.
L'agglomération accueille également l’Institut national des sciences et techniques de la mer (Intechmer), à Tourlaville.

### Sports

#### Sport hippique
La première course de trot organisée en Normandie s'est déroulée à Cherbourg en septembre 1836 sur la plage (disparue) le long du boulevard maritime, à l’initiative de l’officier de haras Éphrem Houël. Les courses s'installent en 1931 sur l’hippodrome de la Lande Saint-Gabriel, œuvre de René Levavasseur, à Tourlaville et à l’hippodrome de La Glacerie à partir de 1990.

#### Football
- l'Association sportive de Cherbourg football, après plusieurs décennies au niveau national, évolue, à la suite de mauvais résultats sportifs et de problèmes financiers, depuis 2018 en National 3 équivalent à la 5e division et reçoit au stade Maurice-Postaire. Le club présente également une deuxième équipe senior masculine et une féminine en ligue de Basse-Normandie et une troisième masculine et une féminine à huit en divisions de district[159].

Deux autres clubs présentent des équipes en divisions de district :
- le Patronage laïque d'Octeville (trois équipes) ;
- le Gazélec Football Club (deux équipes).
- L'Association sportive Amont-Quentin, qui présentait jusqu'en juin 2013[161] deux équipes en district, a dû cesser ses activités.
- L'Octeville Hague Sport qui faisait évoluer deux équipes en 2013-2014 n'a pu présenter aucune équipe pour la saison 2014-2015[162].
- L'Association sportive de l'Arsenal maritime de Cherbourg qui présentait deux équipes en district en 2015-2016[163] n'est plus actif en 2016-2017,

#### Football américain
La ville compte le club des Terribles.

#### Cyclisme
Cherbourg a été seize fois ville-étape comme arrivée du Tour de France : 1911 à 1914 (quatre années consécutives), de 1919 à 1929 (onze années consécutives), et enfin en 1986. Cherbourg a été ville départ en 1994. La deuxième étape du Tour de France 2016 s'est terminée à Cherbourg. Le 3 juillet 2016, Cherbourg-en-Cotentin est le point d'arrivée de la deuxième étape du Tour de France cycliste, à La Glacerie.

#### Tennis
Le Challenger La Manche est un tournoi professionnel (50 000 dollars + hébergement) depuis 1994.

#### Hockey sur glace
NC'HOP (Nord Cotentin HOckey Plus). L’équipe a succédé au CHOC, qui évoluait en division 1 jusqu’à son dépôt de bilan en 1996. Le NC'HOP a quitté lui aussi la compétition en 2010 à la suite de la fermeture de la patinoire. Une équipe de roller-hockey lui a succédé, évoluant en Nationale 1.

#### Basket-ball
L'équipe masculine de l'AS Cherbourg évolue en nationale 2 et l'équipe féminine en prénational.

#### Handball
La Jeunesse sportive de Cherbourg fait évoluer une équipe masculine en Pro D2 et une équipe féminine en Nationale 3 (entente avec Tourlaville). Le club a aussi mis en place une formation structurée pour les jeunes autour d'un partenariat avec les collèges de la ville à partir de la saison 2009-2010.

#### Sports nautiques
Cherbourg accueille régulièrement les étapes de compétitions de voile comme la Solitaire du Figaro, la Course de l'Europe, le Challenge Mondial Assistance, le Tour de France à la voile, la Tall Ships' Race.
Port Chantereyne mise sur la promotion de la voile sportive et se positionne comme base d’entraînements et d’événements. Il a accueilli à 9 reprises La Solitaire du Figaro et reçoit chaque année le Trophée de l’île Pelée et le Tour des ports de la Manche. Cherbourg-en-Cotentin est aussi une destination prisée des rallyes britanniques et en accueille chaque année plus d'une trentaine. La grande rade de Cherbourg-en-Cotentin est également un plan d’eau idéal pour les amateurs de régates… Le Yacht-club de Cherbourg organise de nombreuses régates tout au long de l'année.

### Santé
Cherbourg-en-Cotentin dispose de deux établissements hospitaliers :

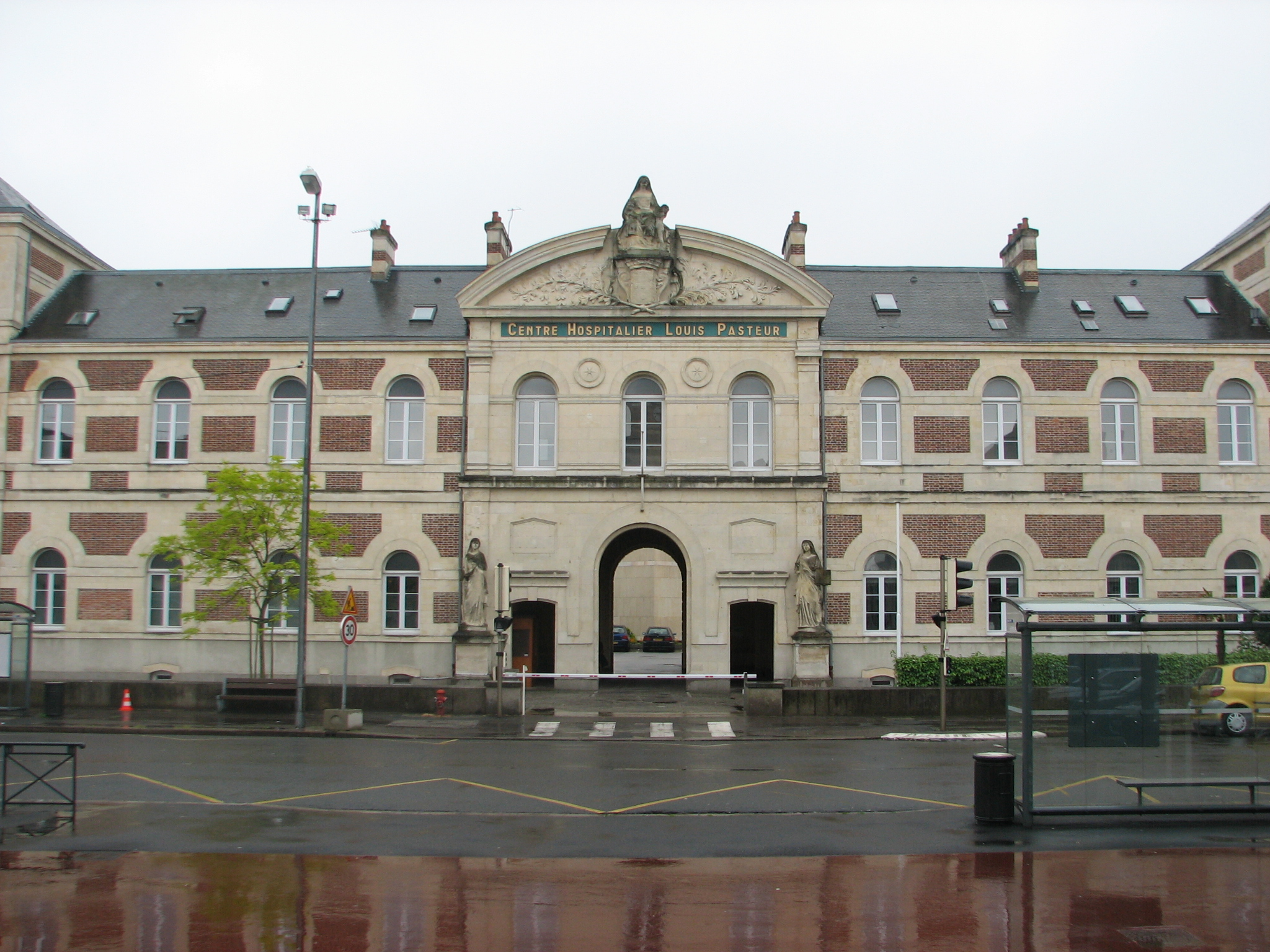
Façade principale du centre hospitalier Pasteur.

- le Centre hospitalier public du Cotentin, appelé également Hôpital Pasteur, public, deuxième établissement de l'ancienne région Basse-Normandie avec 711 lits et places[165]. Avec un projet médical commun depuis 2001 et une direction commune depuis 2003, le centre Pasteur et le centre hospitalier de Valognes ont fusionné en 2006 au sein du Centre hospitalier public du Cotentin (2 000 agents, plus de 1 000 lits, et un budget 2005 de 133 millions d’euros[166]) ;
- la Polyclinique du Cotentin, à la limite entre Octeville et Équeurdreville-Hainneville (102 lits).

Sur le territoire historique d’Octeville sont implantés la résidence médicalisée pour personnes âgées du Gros Hêtre (antenne du centre hospitalier public du Cotentin), et, depuis 1999, le centre de santé communautaire Jean-Brüder.
En 1859, à la suite de la visite impériale, l’État avait décidé la construction d’un hôpital maritime d’un millier de lits pour accueillir les troupes en garnison. Inauguré le 15 février 1869, il fut rebaptisé René-Le-Bas, du nom du premier médecin rallié aux Forces navales libres et mort en 1942 à bord du sous-marin Surcouf. Il a été fermé en 2002 et réhabilité en campus universitaire.

### Médias

#### Presse locale
- Les journaux diffusés à Cherbourg-en-Cotentin sont : les quotidiens La Presse de la Manche et Ouest-France, et l'hebdomadaire La Manche libre.

#### Radios locales
- 88.3 Virgin Radio Normandie : antenne locale de Virgin Radio réalisée depuis Caen[167].
- 93.4 Tendance Ouest : radio régionale commerciale de la Normandie. Ses studios principaux sont à Saint-Lô mais un bureau de Tendance Ouest existe à Cherbourg, dans les locaux de La Manche libre[168].
- 95.0 France Bleu Cotentin : radio locale publique du département. Ses studios sont sur l'impasse Piedagnel.
- 96.6 Hag'FM : radio associative émettant depuis Beaumont-Hague. Avant 2008, c'était une webradio[169].
- 99.3 NRJ Cherbourg : antenne locale d'NRJ à Cherbourg. Elle émet aussi à Saint-Lô sur 102.9 FM[170].
- 101.1 Sea FM : radio locale commerciale basée à Coutances[171].
- 101.5 RCF Calvados-Manche : radio locale chrétienne de ces deux départements[172].

#### Télévision
France 3 Normandie émet sur la ville. Un bureau décentralisé prend place à Cherbourg.
Deux sites de diffusion TNT sont recevables sur l'agglomération : le site le hameau Giot à Digosville, qui couvre aussi une bonne partie du département de la Manche en plus de Cherbourg-en-Cotentin, et le site Cherbourg - Agglomération qui dispose de deux émetteurs : l'un sur le château d'eau de la ZUP d'Octeville (il émet le mutliplex R1 et appartient à l'opérateur TDF), l'autre sur l'Immeuble Bélier au 12 rue de Brie (il émet les 5 autres multiplexes et appartient à l'opérateur TowerCast).

### Cultes
Rattaché au diocèse de Coutances et Avranches, le doyenné de Cherbourg couvrait jusqu'au 1er septembre 2009, le territoire de la communauté urbaine ainsi que les communes limitrophes Tonneville, Urville-Nacqueville, et celles des communautés de communes de la Saire et de Douve et Divette. À cette date, il est fusionné au doyenné de la Hague, pour devenir le doyenné de Cherbourg-Hague, ajoutant dès lors les paroisses couvrant la commune nouvelle de la Hague et la communauté de communes des Pieux. La paroisse Jean-XXIII unit Cherbourg et La Glacerie, avec les églises cherbourgeoises de la Trinité (longtemps seule église paroissiale), de Notre-Dame-du-Roule, de Notre-Dame-du-Vœu, Saint-Jean-des-Carrières et Saint-Clément. La paroisse Saint-Sauveur d’Octeville, qui couvre également Nouainville dispose de trois lieux sur la commune : Saint-Martin, l’historique, Saint-Pierre-Saint-Paul, aux Provinces, et la chapelle Saint-Barthélémy.
Les protestants disposent d’un temple protestant de l’Église réformée, avenue Delaville (depuis 1835, rebâti à la suite de la guerre en 1964), et d’une Église évangélique pentecôtiste , rue de Sennecey, affiliée aux Assemblées de Dieu. L’Église évangélique baptiste, rue des Métiers, est également présente depuis 1985 dans l’agglomération et est actuellement située à Tourlaville.
Cherbourg a connu deux principales vagues d’immigration de population musulmane, à la fin des années 1950 et au cours des années 1960, après l’érection des quartiers de l’Amont-Quentin, des Provinces et du Maupas, puis dans les années 1980, lors des grands chantiers de construction de l’usine de retraitement de la Hague et de la centrale nucléaire de Flamanville. La communauté musulmane a alors ouvert trois mosquées (la mosquée Omar à Octeville, la mosquée de la Gare, avenue de Normandie, puis la mosquée turque, boulevard de l’Atlantique).
L'Église de Jésus-Christ des saints des derniers jours, paroisse de Cherbourg, a sa chapelle rue du Commerce et rue Dom-Pedro.
La salle du royaume des témoins de jehovah, rue Malakoff.
Un temple du culte antoiniste se trouve au 79 rue Saint-Sauveur ; de style néo-roman, le bâtiment a été dédicacé en 1952.

### Événements et manifestations

#### La biennale du9eart
La Biennale du 9e art, créée en 2002, met en avant le travail des artistes de la bande dessinée par le biais d'une exposition au musée Thomas-Henry.
La Biennale a déjà accueilli quelques-uns des plus grands maîtres de la bande dessinée : Bilal (2002), Schuiten (2004), Juillard (2006), Loustal (2008), Pratt (2009), Jean Giraud, alias Moebius (2011) et Tardi (2013). La Biennale 2017 était dédiée au dessinateur américain Winsor McCay.

#### Presqu'île en fleurs
Ce rendez-vous botanique attire tous les deux ans près de 25 000 personnes dans le parc du château des Ravalet : des amateurs de plantes rares, de jardinage et de nature.
Une quarantaine de pépiniéristes présentent des roses anciennes, hydrangéas, orchidées ou herbes aromatiques en tout genre…

#### Les rendez-vous estivaux
- Fanfar'août
- Cherbourg à la plage

## Vie militaire

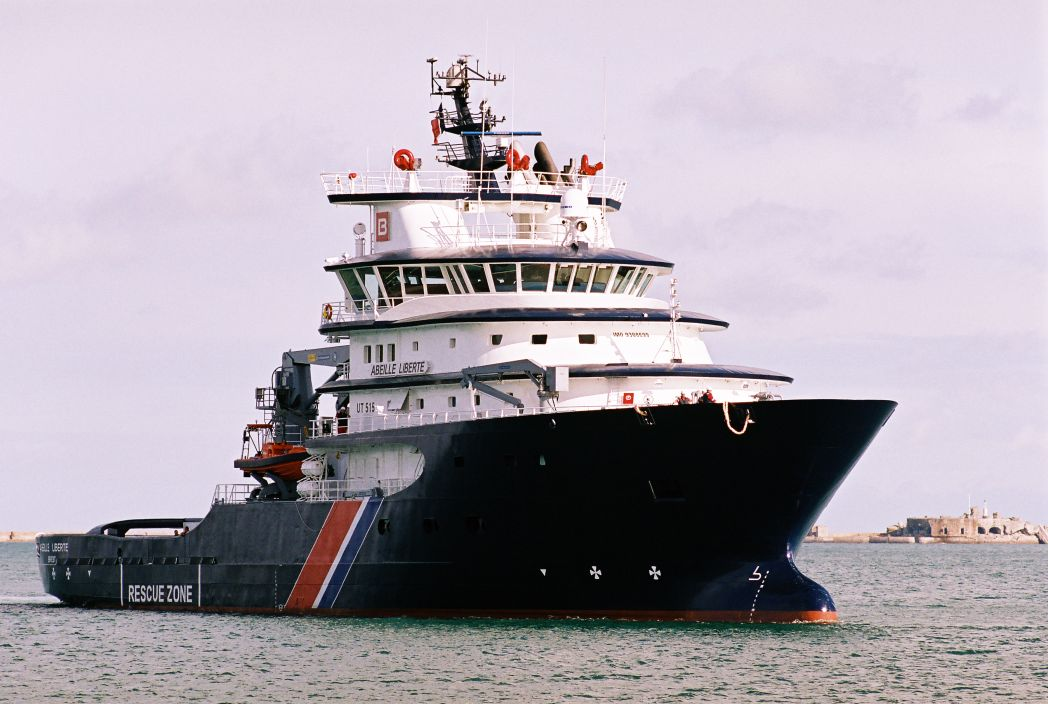
Arrivée de l’Abeille Liberté à Cherbourg-en-Cotentin.

Durant le Moyen Âge, Cherbourg, place forte du Cotentin, abrite une petite garnison pour la protection de la forteresse. Avec la mise en œuvre de la rade et du port militaire, Cherbourg devient un port de guerre à la fin du XVIIIe siècle, dotée d’une garnison importante. En 1798, on compte 1 332 hommes, soit un dixième de la population, répartis principalement entre la caserne de l’Abbaye, actuel Service historique de la Marine, qui abrite les 542 hommes de la 4e brigade et le Quartier Maurice, dans l’hôtel Épron de la Horie, où logent 227 hommes. Les effectifs sont portés à 3 000 hommes pour l’accomplissement des travaux, par un décret de germinal an XI.
Au cours du XXe siècle, Cherbourg, point stratégique lors des deux guerres mondiales, s'adapte aux nouvelles menaces. Elle accueille alors une grosse garnison de la Marine nationale, un régiment d’artillerie et un hôpital maritime. Dans les années 1990 et au début des années 2000, la présence de l’armée s'affaiblit par le transfert de la Flottille du Nord vers Brest et la fermeture de l'hôpital des armées René-Le Bas.
Pourtant, Cherbourg demeure une base de premier ordre de la Marine nationale, comme siège de la préfecture maritime de la Manche et la mer du Nord et du groupement de Gendarmerie maritime de la Manche. La base navale est le port d’attache de cinq patrouilleurs de la marine nationale et de la gendarmerie maritime, du groupe des plongeurs démineurs de la Manche et de son bâtiment-base le Vulcain, du remorqueur Abeille Liberté et de divers bâtiments de soutien. Elle est aussi le siège de la Formation opérationnelle de surveillance et d’information territoriale de Cherbourg (FOSIT Cherbourg) qui regroupe les treize sémaphores et la vigie de l’arrondissement maritime. De plus, un hélicoptère Dauphin de la Flottille 35 F est stationné sur l’aéroport de Cherbourg - Manche. Le fonctionnement du port militaire est à la charge des directions du commissariat de la marine, des travaux maritimes et des systèmes d’information de la Marine, ainsi que de l’Antenne du service de Soutien de la flotte et de l’Atelier militaire de la Flotte de Cherbourg.
Cherbourg est aussi un pôle de formation des armées par le truchement de l’école des applications militaires de l'énergie atomique (EAMEA), chargée de l’enseignement interarmées des spécialistes militaires en matière de sciences, de techniques et de sécurité nucléaires et de l’école des spécialités du commissariat des armées de Querqueville (anciennement École des fourriers), consacrée à l’instruction des personnels des trois forces armées aux métiers de l’administration, de la gestion des ressources humaines et de la restauration, à la formation des spécialistes de la restauration de la gendarmerie nationale et du personnel des foyers de la marine.
Les propositions de réformes sur l’organisation et la répartition de l’armée française, présentées au printemps 2008 dans le livre blanc sur la Défense et prévues dans le cadre de la révision générale des politiques publiques, suscitent l’inquiétude du personnel civil de la Défense de la ville, notamment concernant la construction des sous-marins. Selon les projets, Cherbourg deviendra l’une des 90 bases de défense vers 2010. Dans le cadre d’une mutualisation des moyens et de la constitution d’un service de soutien aux armées, la ville conserverait les activités militaires et civiles, et accueillerait de nouveaux régiments pour l’armée de terre et de l’armée de l’air afin de constituer l’une des plus grosses bases de défense. Toutefois, la Marine à Cherbourg-en-Cotentin devrait perdre 220 emplois, notamment civils, à travers notamment la division de moitié des effectifs de la direction des travaux maritimes, la suppression de 30 postes dont 5 civils à l'école des Fourriers et l'École atomique, la perte de 27 postes dont 14 civils à la direction des systèmes d'information, et le désarmement des remorqueurs Vulcain, Acharné, Coralline et Élan. Les commandes nationales pour Naval Group pourraient être étalées sur plusieurs années, réduisant là aussi les besoins humains, notamment chez les sous-traitants.
Plusieurs unités militaires ont été en garnison à Cherbourg au cours du XXe siècle, parmi lesquelles :
- 8e régiment d’infanterie, 1939-1940 ;
- 25e régiment d’infanterie, 1870-1914 ;
- 119e régiment d’infanterie ;
- 77e régiment d'infanterie territorial, 1870-1914 ;
- 2e régiment d’artillerie à pied, 1914 ;
- 1er régiment d’artillerie coloniale, 1906 ;
- 2e régiment d’artillerie coloniale, 1906 ;
- 5e régiment d’artillerie coloniale, 1906[réf. nécessaire][Information douteuse].

## Lieux, monuments et patrimoine

### Les parcs et espaces verts

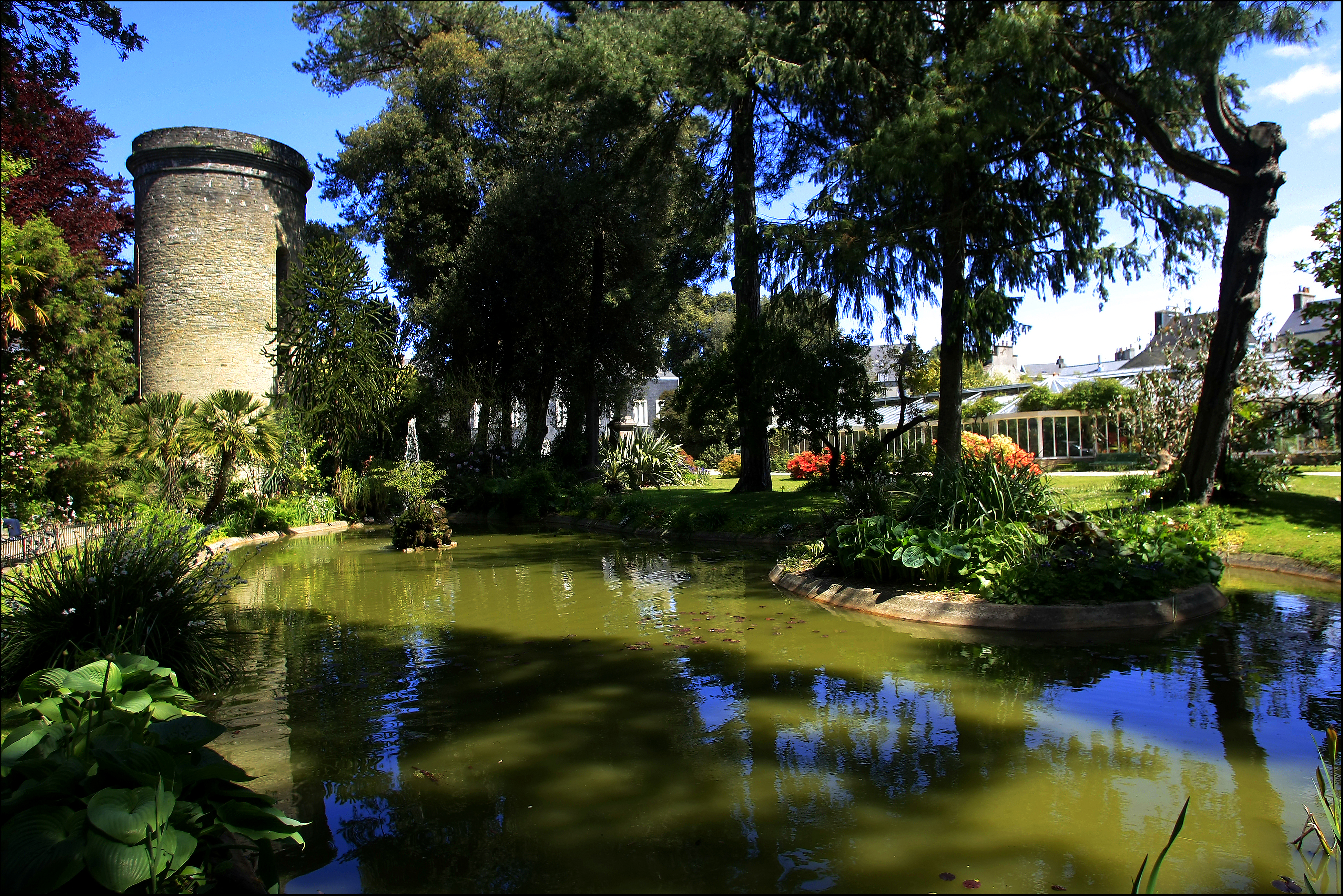
Le parc Emmanuel-Liais.

- Le parc Emmanuel-Liais est classé jardin remarquable et regroupe des plantes exotiques ramenées d'Amérique du Sud par Emmanuel Liais lors ses voyages ou importés d'Asie au XIXe siècle. Le parc héberge également le muséum Emmanuel-Liais
- Le jardin public, au pied de la montagne du Roule
- le parc Montebello
- le parc du château des Ravalet

### Monuments civils

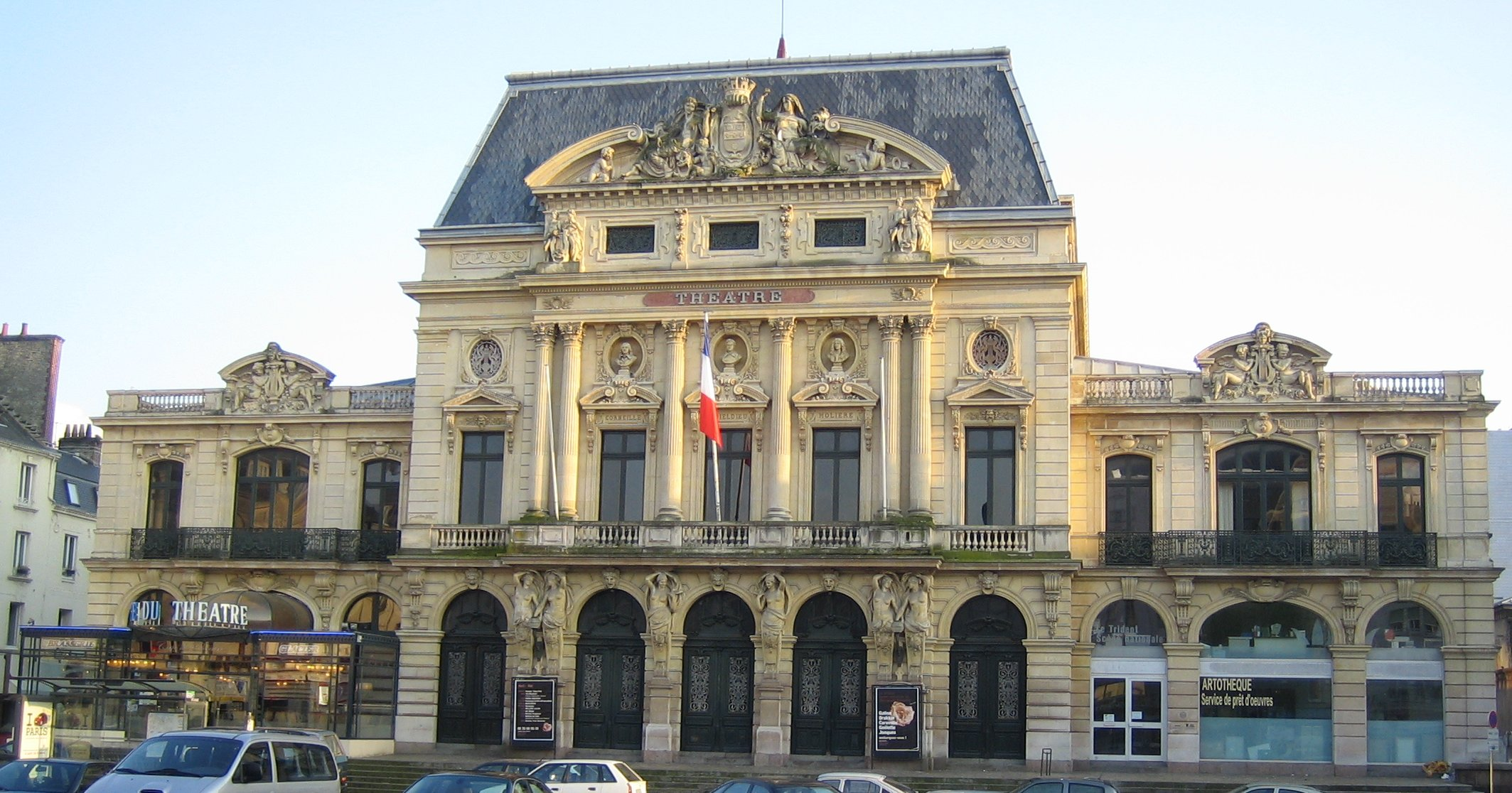
Le théâtre.

Le théâtre de Cherbourg est l’un des derniers théâtres à l’italienne construits en France (1880). Inauguré en 1882, il a été édifié sur les plans de Charles de Lalande, à l’emplacement des halles à grain. La façade rend hommage à Molière, Boïeldieu et Corneille. Elle est classée monument historique depuis 1984 avec ses deux retours latéraux et les toitures correspondantes ; sont également classés le vestibule, le grand escalier, la salle et le foyer, ainsi que les treize décors originaux. Le plafond est l’œuvre de Georges Clairin. Avec trois galeries, il accueille jusqu'à 600 spectateurs.
La fontaine Mouchel, du nom du mécène et directeur du journal Le Phare de la Manche, s'élève au centre de la place Général-de-Gaulle. Fontaine monumentale en fonte, elle a été créée par Gaston Gutelle en 1895.

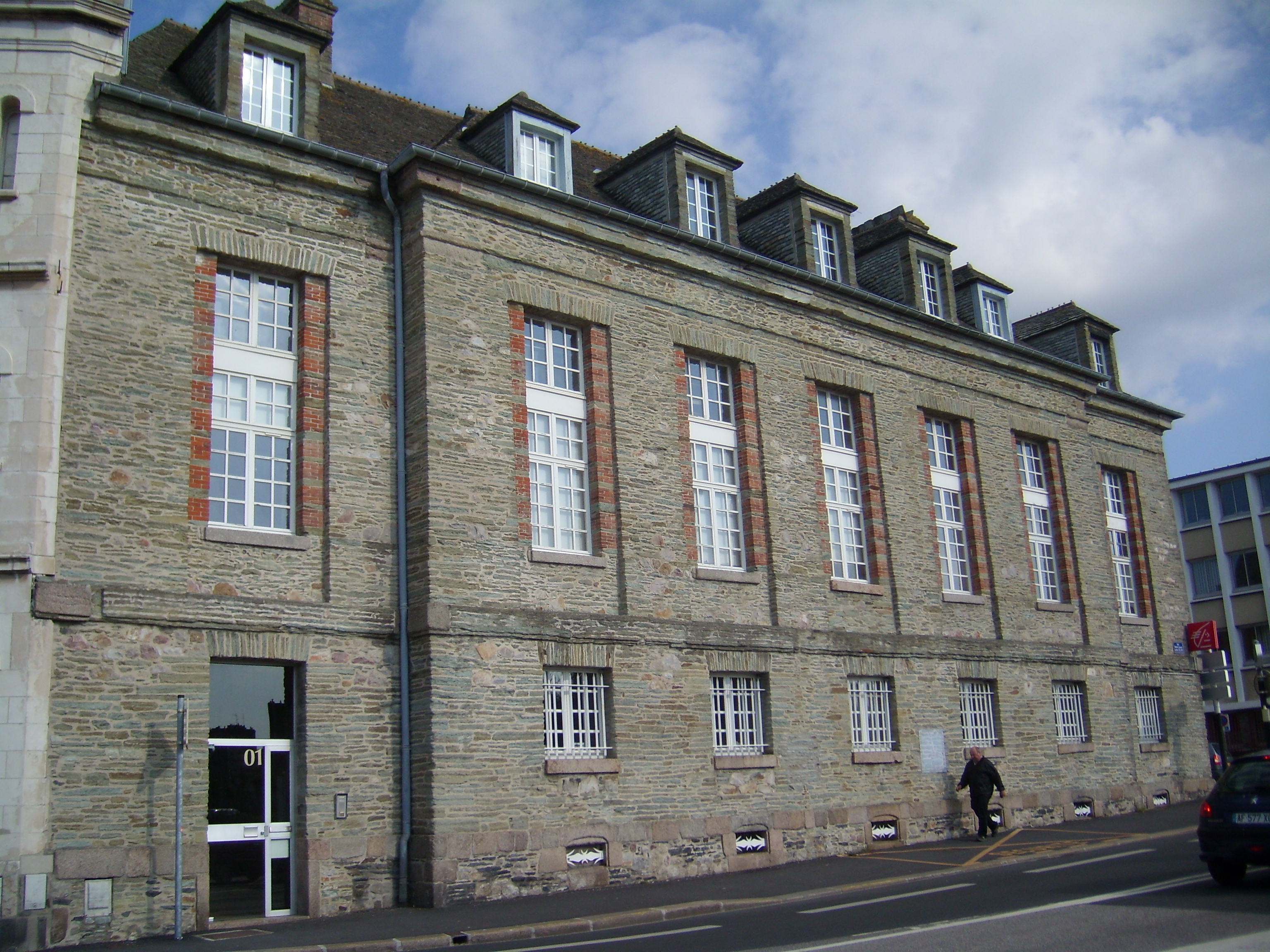
L'Hôtel Épron de la Horie.

La ville de Cherbourg compte 18 hôtels particuliers des XVIIIe et XIXe siècles. Parmi eux on trouve l'hôtel de Garantot, l'hôtel Lefevre de la Grimonnière, l'Hôtel Épron de la Horie, l'hôtel Baccia, l'hôtel Cuman-Solignac, l'hôtel Duhommet, l'hôtel Lemoigne ou encore l'hôtel Leclerc. La majorité d'entre eux est construite à l’initiative d’une bourgeoisie libérale composée d’entrepreneurs, de négociants, voire d’armateurs, enrichie dans les affaires maritimes.

L'Hôtel Épron de la Horie (du nom du vice-amiral et ministre de la marine Louis-Jacques Epron de la Horie, propriétaire sous le Premier Empire) est situé à l’angle de la rue du Val-de-Saire et du quai de l’Ancien-Arsenal. Construit en 1781 en schiste (couverture et corps de bâtiment) et briques rouges (encadrement des fenêtres), il est inscrit aux monuments historiques depuis le 16 février 1965. La porte de l'hôtel de La Grimonière est surmontée d'un imposant blason de la famille Lefèvre de La Grimonière, anoblie en 1543, timbré d'une couronne de comte.

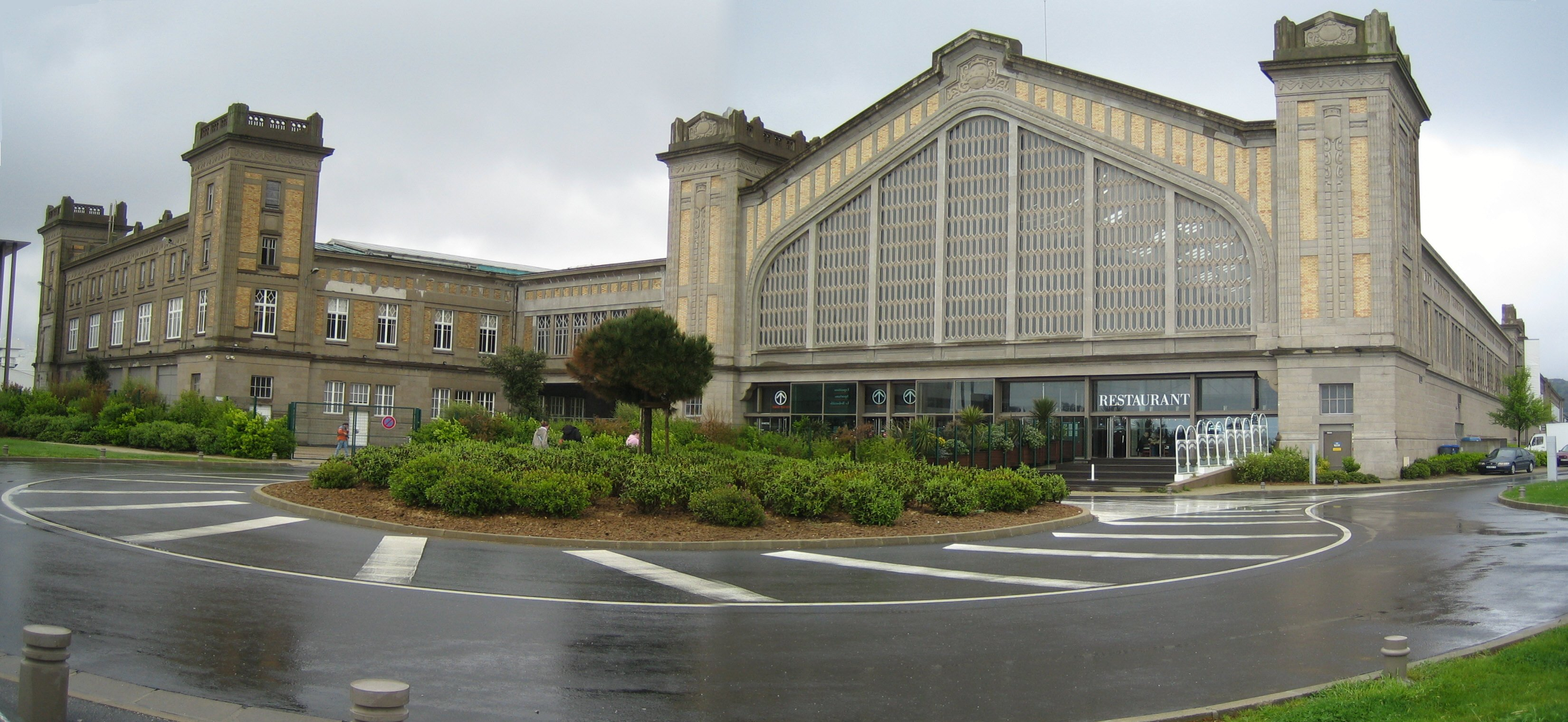
La gare transatlantique.

L’ancienne gare maritime est le plus grand monument français d’Art déco. Construite par René Levavasseur à partir de 1928 et inaugurée en 1933 par le président Lebrun, elle pouvait accueillir deux paquebots simultanément. Inscrite au titre de monument historique en 1989 et 2000, elle a été réaménagée pour devenir en 2002 un complexe océanographique, La Cité de la Mer, au sein duquel se visite le SNLE le Redoutable, et accueillir depuis décembre 2006, un terminal croisières.

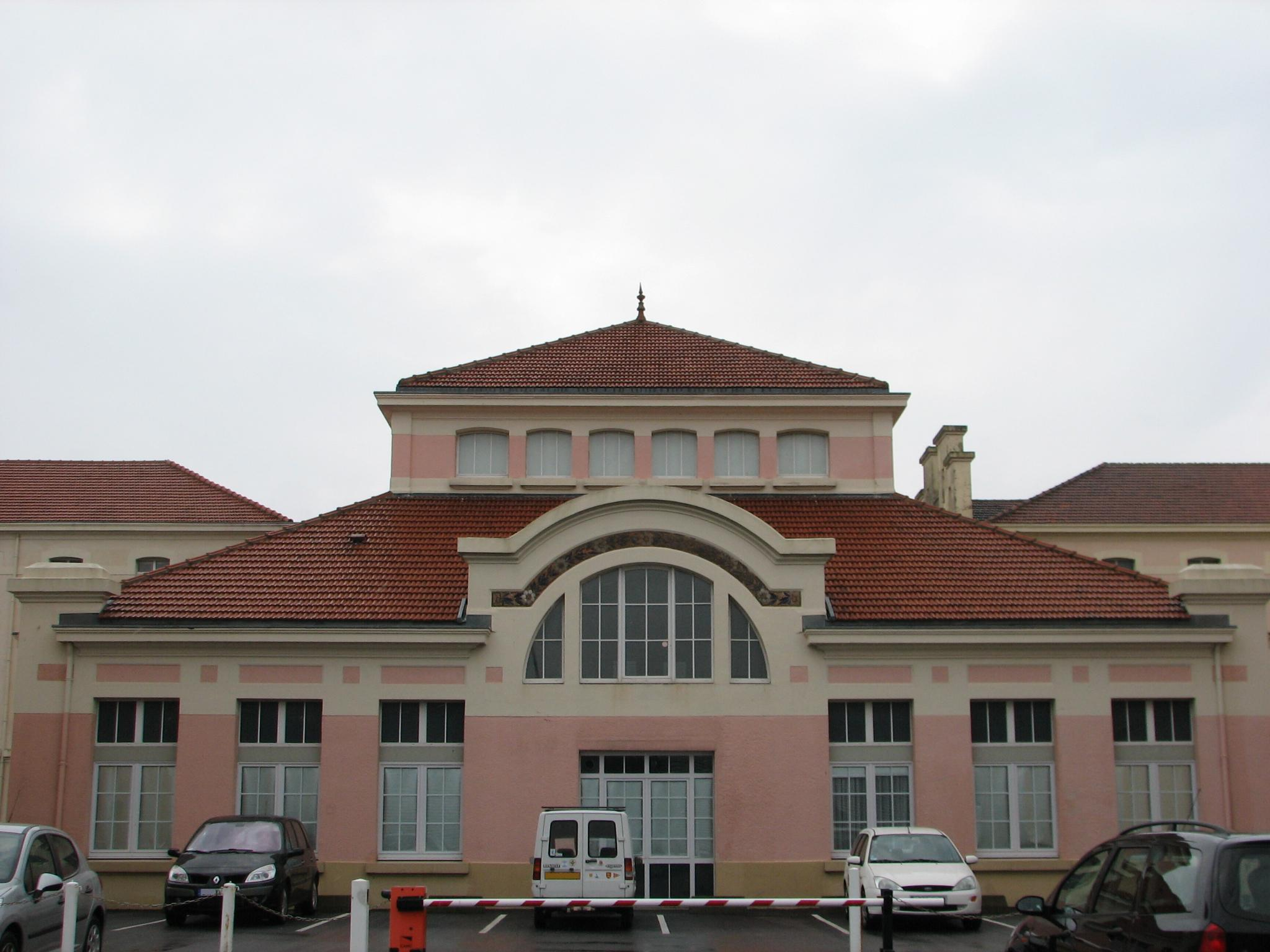
Le pavillon central de l’Hôtel Atlantique.

L’hôtel Atlantique, face à la gare maritime, a également été construit par René Levavasseur en fer et ciment armé dans le style Art déco pour les trois compagnies transatlantiques qui desservaient Cherbourg, la Cunard Line, la White Star Line et la Red Star Line, regroupées dans la Société anonyme de l’Hôtel Atlantique. Il accueillait sur 5 400 m2, les émigrants (voyageurs de troisième classe), principalement de l’Europe de l’Est, qui y séjournaient en moyenne douze jours pour subir les contrôles sanitaires et douaniers. Le bâtiment comprenait ainsi un quartier pour infectés et un quartier pour désinfectés, avec une capacité de 2 000 personnes. Débuté en 1920, ouvert en 1926, il ferme huit ans plus tard. Réquisitionné sous l’Occupation puis à la Libération, il est acheté par Félix Amiot pour y loger certains des salariés de ses chantiers. Il accueille depuis 1991 les services de la Chambre de commerce et d'industrie de Cherbourg-Cotentin. Le pavillon central est inscrit à l’inventaire des monuments historiques depuis octobre 2001.
Les statues de Thémis et Minerve, déesses romaines de la Justice et de la Guerre, de Houdon et Roland qui étaient entreposées dans la cour du Palais Bourbon depuis leur remplacement sur le frontispice de la Chambre des députés par des moulages lors de la rénovation de la façade, sont offertes à la ville en juin 1989, par le truchement d’Olivier Stirn, ministre du Tourisme, et président de la communauté urbaine de Cherbourg. Après restauration par Pierre Bataille[Qui ?], elles sont placées en 1990 et 1993 chacune sur un rond-point, la Minerve de Philippe-Laurent Roland, près de La Cité de la Mer, la Thémis de Jean-Antoine Houdon, au pied de la Montagne du Roule. Sculptées vers 1810, elles sont classées monuments historiques depuis juin 1990.

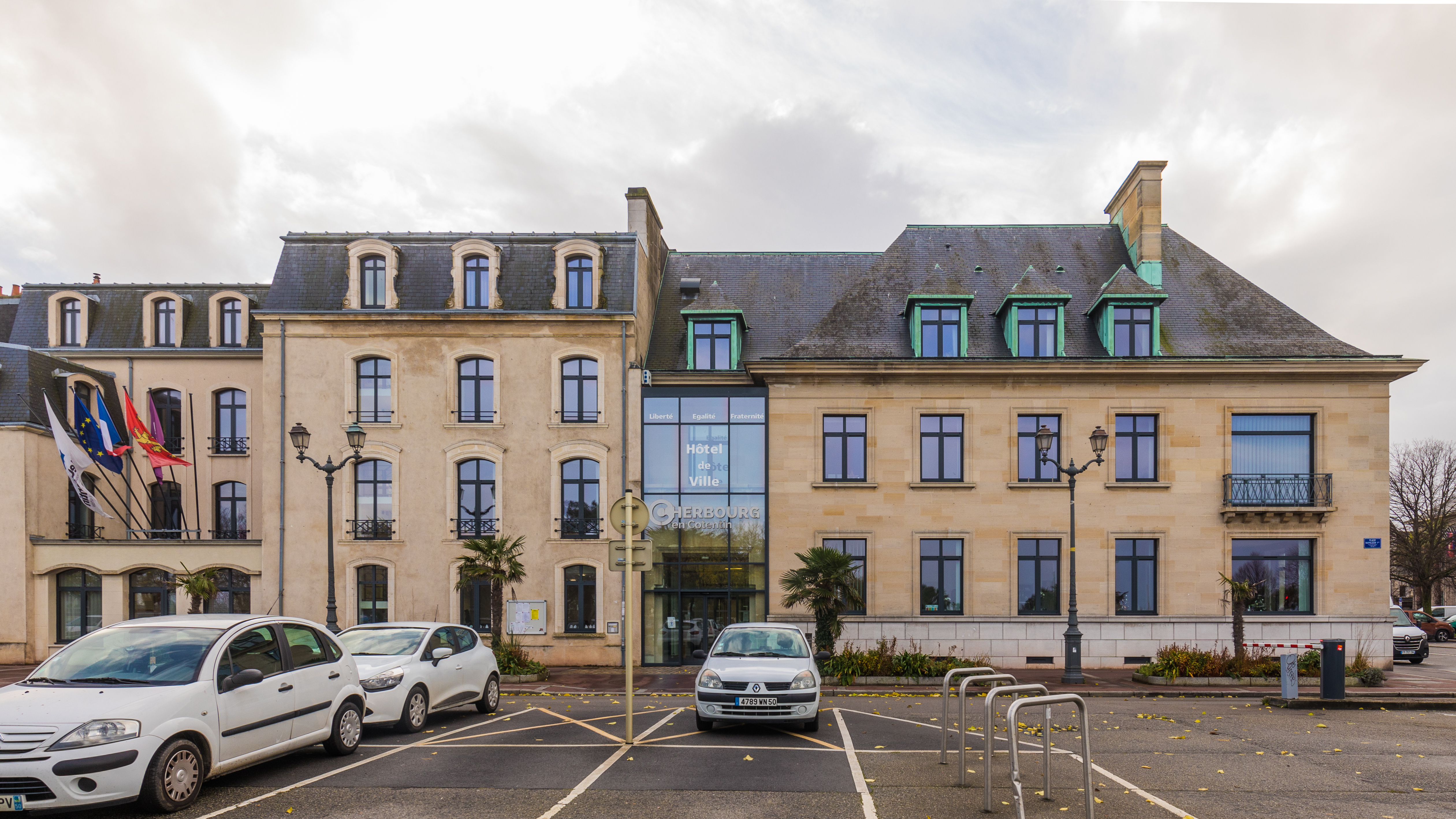
L'hôtel de ville.

L'hôtel de ville de Cherbourg a été construit au début du XIXe siècle, et a été agrandi à deux reprises, en 1850, par une aile sud-ouest formant un « L » avec le premier bâtiment, puis sous le Second Empire (salon de l'Impératrice), et remanié après la Libération. À l'intérieur, un escalier dessert le Grand salon et le salon de l'Impératrice, qui abrite les portraits de Napoléon III et d’Eugénie par Winterhalter, avec — entre les deux — une pièce en rotonde aux peintures de Michel-Adrien Servant rappelant les grands événements de l'histoire de la ville. Dans la salle du conseil se trouve, depuis 1858, la cheminée du XVIe siècle du logis abbatial de l'abbaye Notre-Dame-du-Vœu, achetée par la municipalité en 1841 et classée au titre objet aux monuments historiques en 1905. Les trois salons et l'escalier menant au grand salon sont inscrits par arrêté du 13 août 2004.

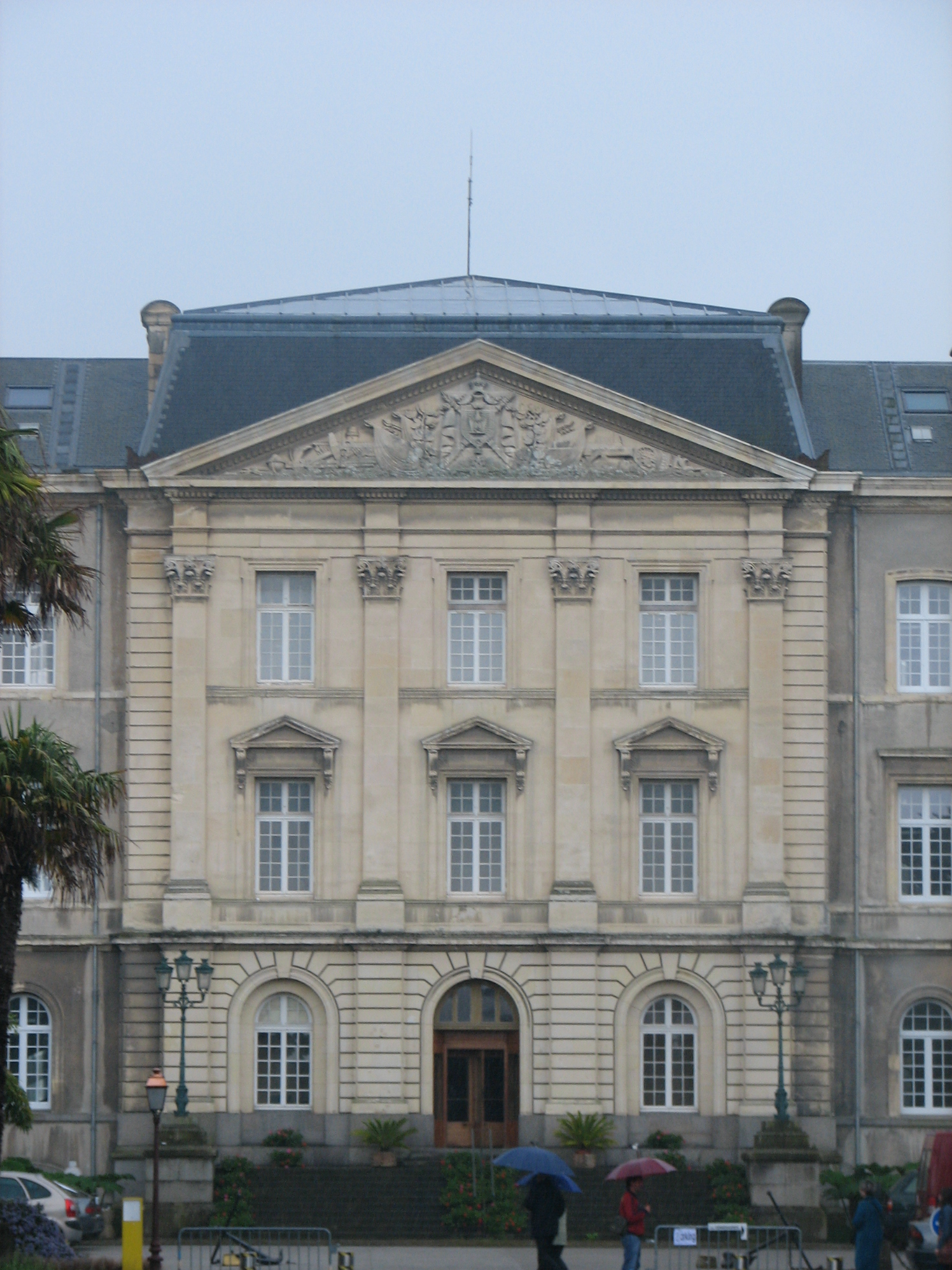
L'hôpital des armées René-Le Bas.

L'hôpital maritime, ancien centre hospitalier régional des Armées René-Le-Bas, construit sur décision de Napoléon III et inauguré le 15 février 1869, a été désaffecté en 2000 et réhabilité en pôle universitaire et culturel en 2002. Les bâtiments de style Napoléon III sont entourés d'un grand parc.
Les quais et le port Chantereyne s'animent régulièrement de nombreuses manifestations temporaires : escales de paquebots prestigieux (Queen Elizabeth 2, Queen Mary 2…), armada, courses à la voile… Les quais ont été aménagés en 1994 avec les éclairages de Yann Kersalé. Le port de plaisance, premier port d’escale français, s'étend au-delà de la « plage verte », ancienne plage réaménagée en pelouse après la création du port. Les équipements de plaisance et de loisirs y sont implantés (piscine, patinoire, bowling, services aux plaisanciers…). Dans le bassin du commerce mouille le Jacques-Louise, dernier chalutier en bois construit aux chantiers navals Bellot de Cherbourg en 1959, ancien Ruban bleu cherbourgeois, désarmé en 1991, inscrit en 1996, puis classé monument historique en 1999. Chalutier en bois de chêne de l’Orne, conçu pour la pêche latérale au large, il est ouvert au public depuis l’été 2004.

### Monuments commémoratifs

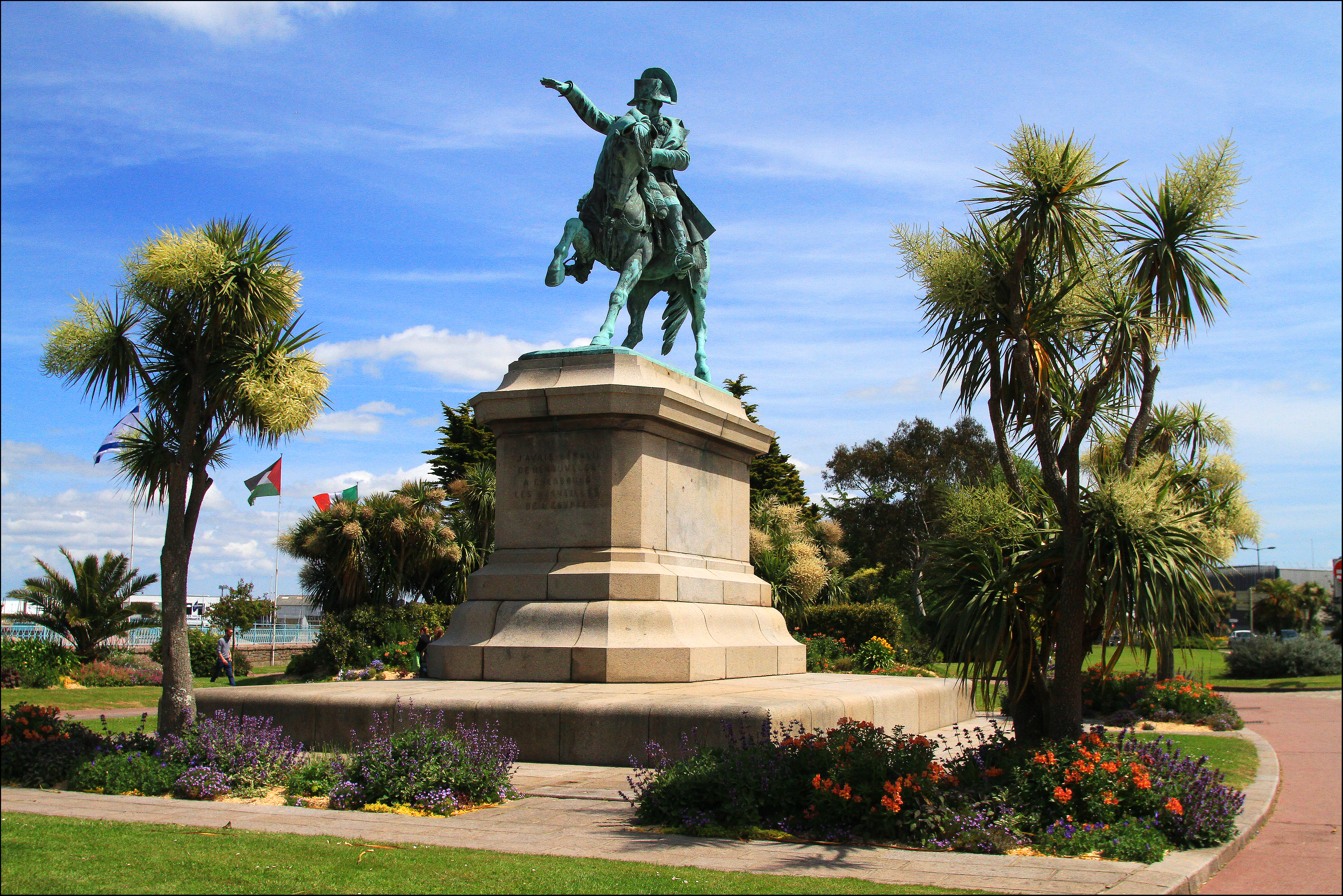
La statue de Napoléon Ier.

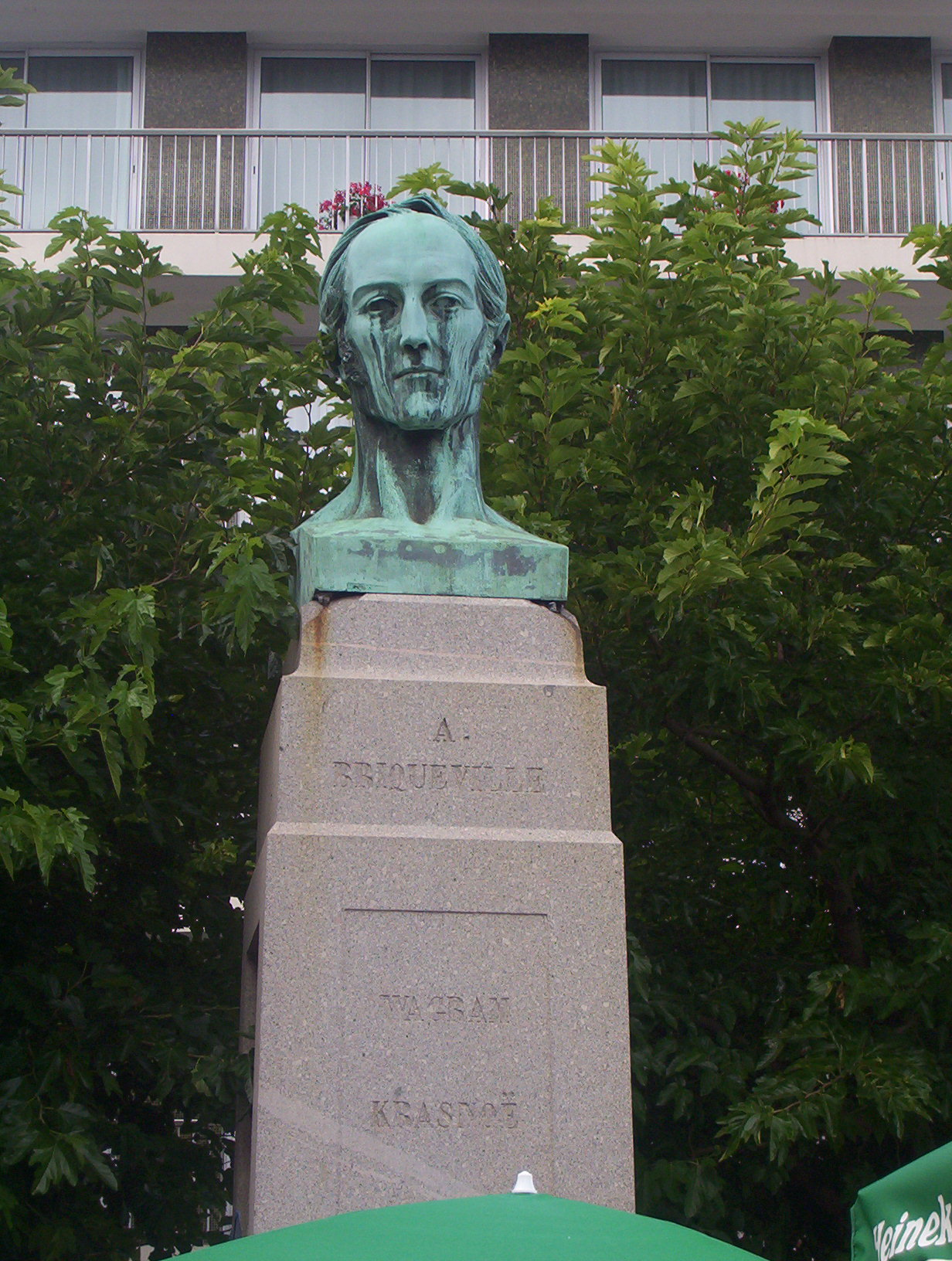
Bricqueville par David d’Angers.

La statue équestre de Napoléon Ier se trouve face à la basilique, sur la place Napoléon. Œuvre d’Armand Le Véel, elle représente l’empereur contemplant la rade et le port militaire. Sur le socle, on peut lire un extrait du Mémorial de Sainte-Hélène, daté du 15 juillet 1816 : « J'avais résolu de renouveler à Cherbourg les merveilles de l’Égypte », c'est-à-dire une pyramide avec le fort central et un nouveau lac Moéris pour l’avant-port creusé dans le roc. La statue érigée en 1858 et inaugurée le 8 août de la même année, à l’occasion de la visite de Napoléon III, rappelle l’importance de l’empereur dans l’expansion de Cherbourg. Autour de ce monument emblématique de la ville, inscrit en août 2006 puis classé monument historique le 31 janvier 2008, s'étend la Plage verte, ancienne plage artificielle jusqu’à l’après-guerre, qui longe le port de plaisance.
Le monument du duc de Berry, place de la République, commémore le débarquement du fils du futur Charles X, de retour en France sur la frégate britannique l’Eurotas le 13 avril 1814, après la chute de l’Empire. Achevée en 1816, il est formé d’un obélisque de vingt-cinq pieds en granit rose de Flamanville, surmontant une fontaine de granit gris, où quatre têtes de lions en bronze crachent l’eau dans un bassin creusé dans le même bloc.
Le buste du colonel de Bricqueville, sur le quai de Caligny, a été inauguré le 12 mai 1850 en hommage au colonel des dragons impériaux et député bonapartiste de Cherbourg mort en 1844. Ce buste en Hermès d’1,45 mètre est un bronze de David d'Angers posé sur une colonne de 4 mètres en granit de l’architecte Lemelle, sur laquelle on peut lire le nom de quatre batailles où Bricqueville s'est illustré : Wagram, Krasnoï, Anvers et Versailles. Deux reliefs de bronze évoquant le militaire (un sabre) et le parlementaire (une tribune), ont été fondus par les Allemands en 1944. Le monument est inscrit aux monuments historiques depuis août 2006.
La statue de Jean-François Millet, inaugurée dans le jardin public le 22 septembre 1892, pour le centenaire de la Première République, honore le « peintre des paysans », élève au musée de Cherbourg. Financée par une souscription lancée par la municipalité en 1886 reprise par les milieux parisiens, la réalisation du buste en marbre (1,05 mètre de haut) est confiée à Henri Chapu ; à sa mort, elle est achevée par son élève Jean-Ernest Bouteiller qui lui adjoint le groupe allégorique en bronze (2,95 mètres de haut) d’une paysanne portant sa fille dans les bras et déposant des fleurs des champs sur le buste, appuyée sur le piédestal et sur des rochers en granit (4,45 mètres de haut, 2,55 mètres de large, 2,6 mètres de profondeur). Le monument est inscrit depuis août 2006.
Le monument aux morts Surcouf, inauguré au bout de la jetée du port de plaisance le 23 septembre 1951, par le général de Gaulle, commémore le souvenir des 130 marins du sous-marin des Forces navales françaises libres, construit à Cherbourg et coulé le 18 février 1942 dans le Pacifique.

### Monuments militaires

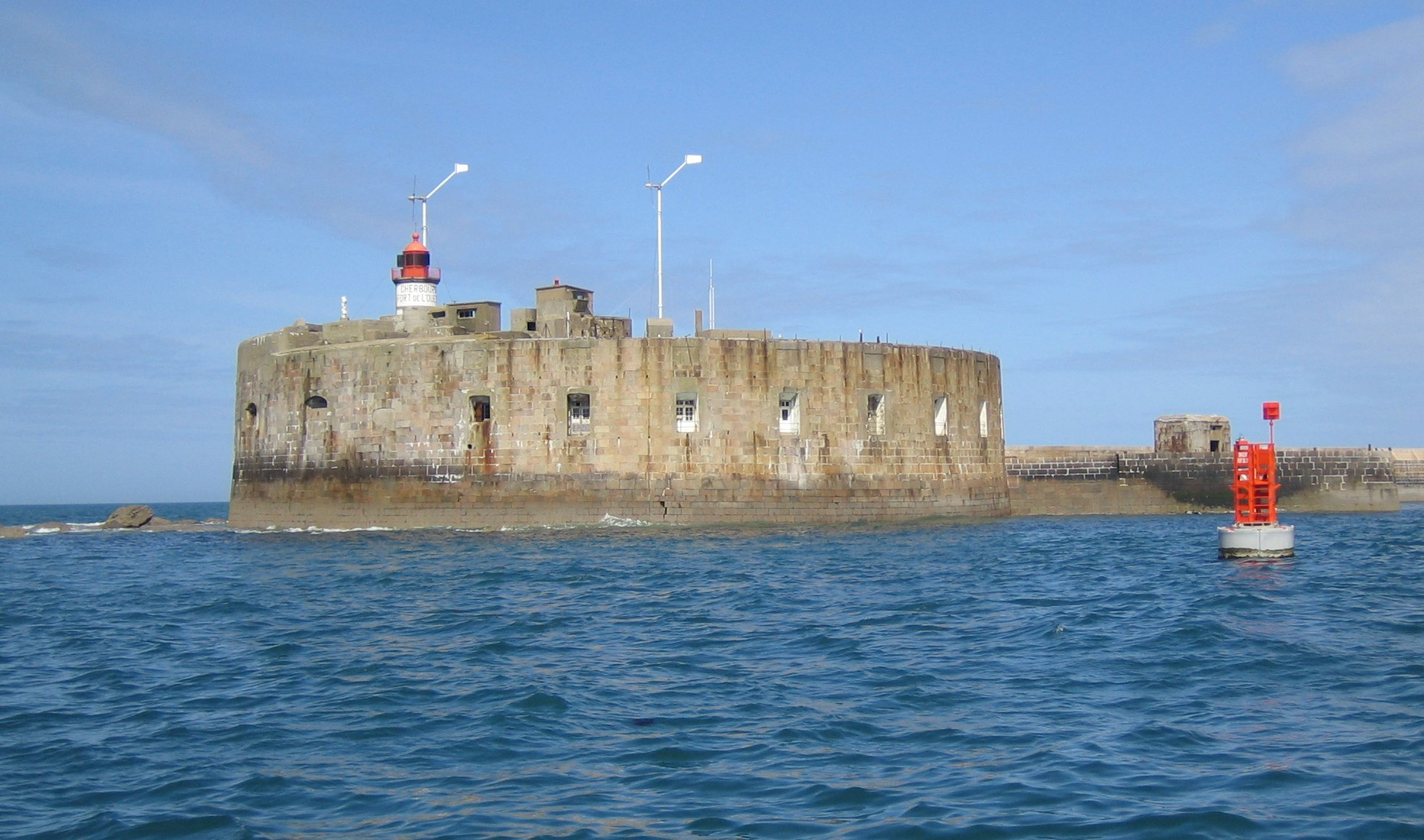
Fort de l’Ouest.

La rade de Cherbourg est la plus grande rade artificielle du monde[réf. nécessaire]. Commencée en 1783, la digue centrale a été achevée en 1853 et pourvue de trois forts en 1860. Construite à 4 km de la côte, la digue du large mesure 3 640 m, avec une largeur moyenne de 100 m à sa base et 12 m à son sommet, et une hauteur de 27 m. L’ensemble des trois digues fait plus de six kilomètres.
Le fort de l’Île Pelée, élément défensif de l’est de la digue, a été conçu par Ricard et Decaux et construit entre 1777 et 1784. Il a été nommé fort Royal, fort National, fort Impérial, avant de prendre le nom de l’île sur lequel il a été construit. Il a servi de prison durant la Révolution.
Le fort du Roule (Musée de la Guerre et de la Libération) se trouve sur la montagne du Roule. Emplacement depuis 1650 de l’ermitage de Notre-Dame-de-Protection, abandonné à la Révolution, rasé en 1870, ce point culminant de la ville (117 m) accueille en 1793 une redoute pour protéger la rade. En 1853, on bâtit le fort actuel. Lieu des derniers combats en 1940, il est renforcé par les Allemands en 1943 par une batterie située sur le flanc dominant la rade, au-dessous du fort. Composée de quatre casemates pour canons de 105 mm et un poste de direction de tir, avec plusieurs tunnels souterrains et accès creusés dans la roche, elle devient pour les Allemands le point fort de la « forteresse de Cherbourg » et du Mur de l'Atlantique. Le 6 juin 1954, René Coty y inaugure le premier musée français de la Libération. Au bout d’une route en lacet nommée « chemin des Résistants », le fort offre un panorama sur l’agglomération et la rade. La batterie et une partie des tunnels de stockage des munitions allemandes ont été classés monument historique en 1995, et une autre partie des souterrains est aménagée en laboratoire de mesure de la radioactivité pour l’École d’application militaire de l’énergie atomique.

### Monuments religieux

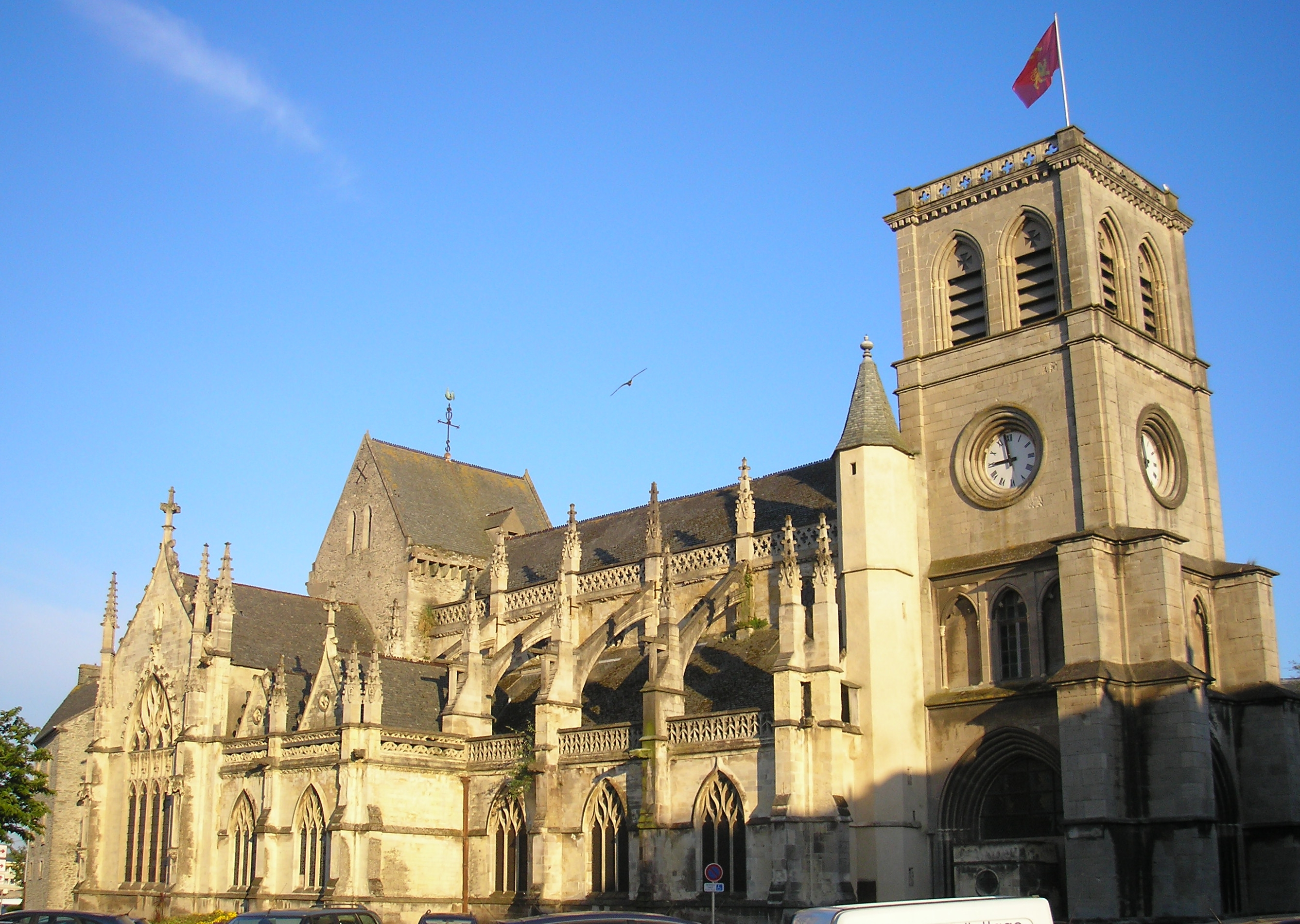
La basilique Sainte-Trinité.

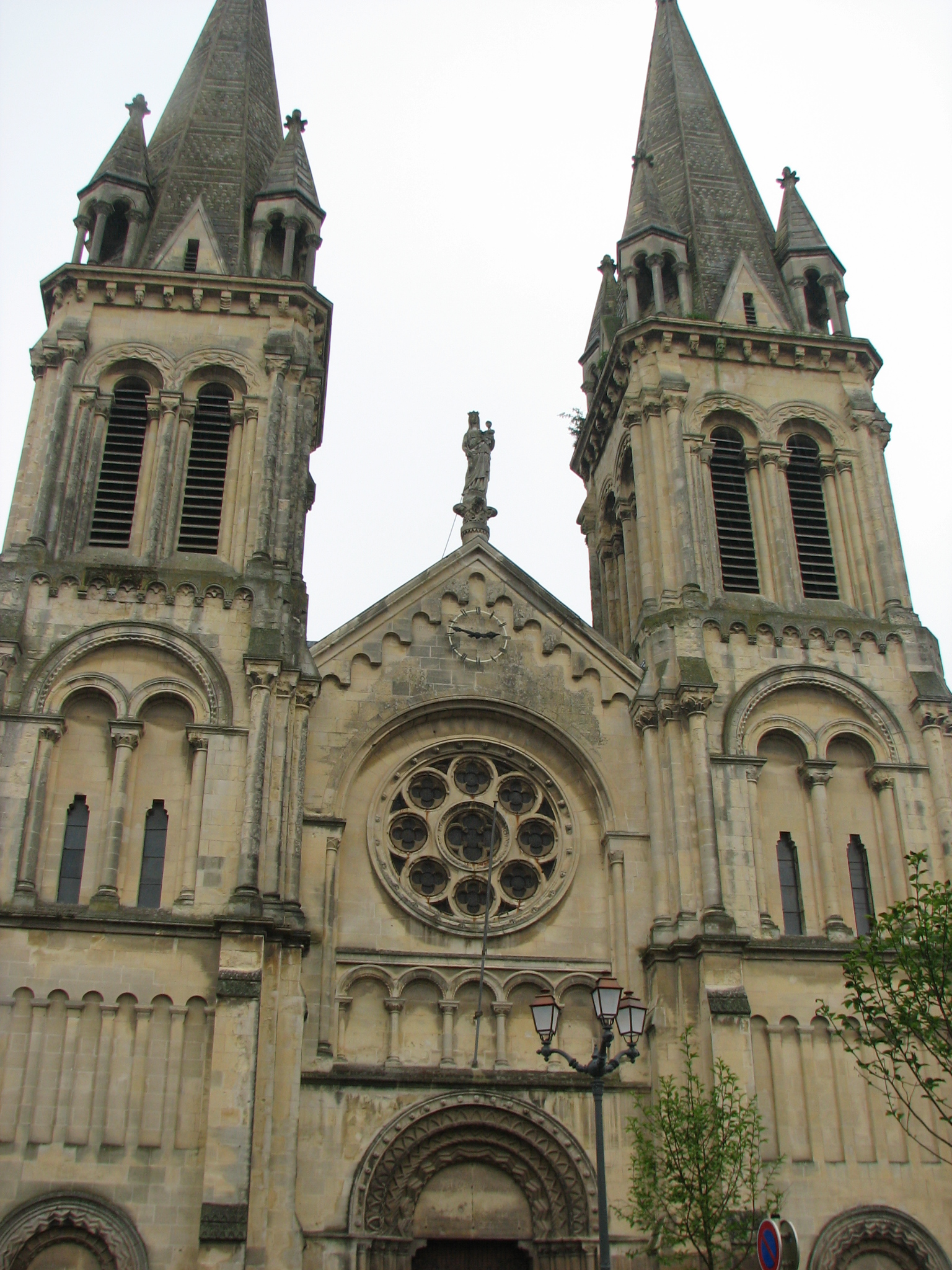
L'église Notre-Dame-du-Vœu.

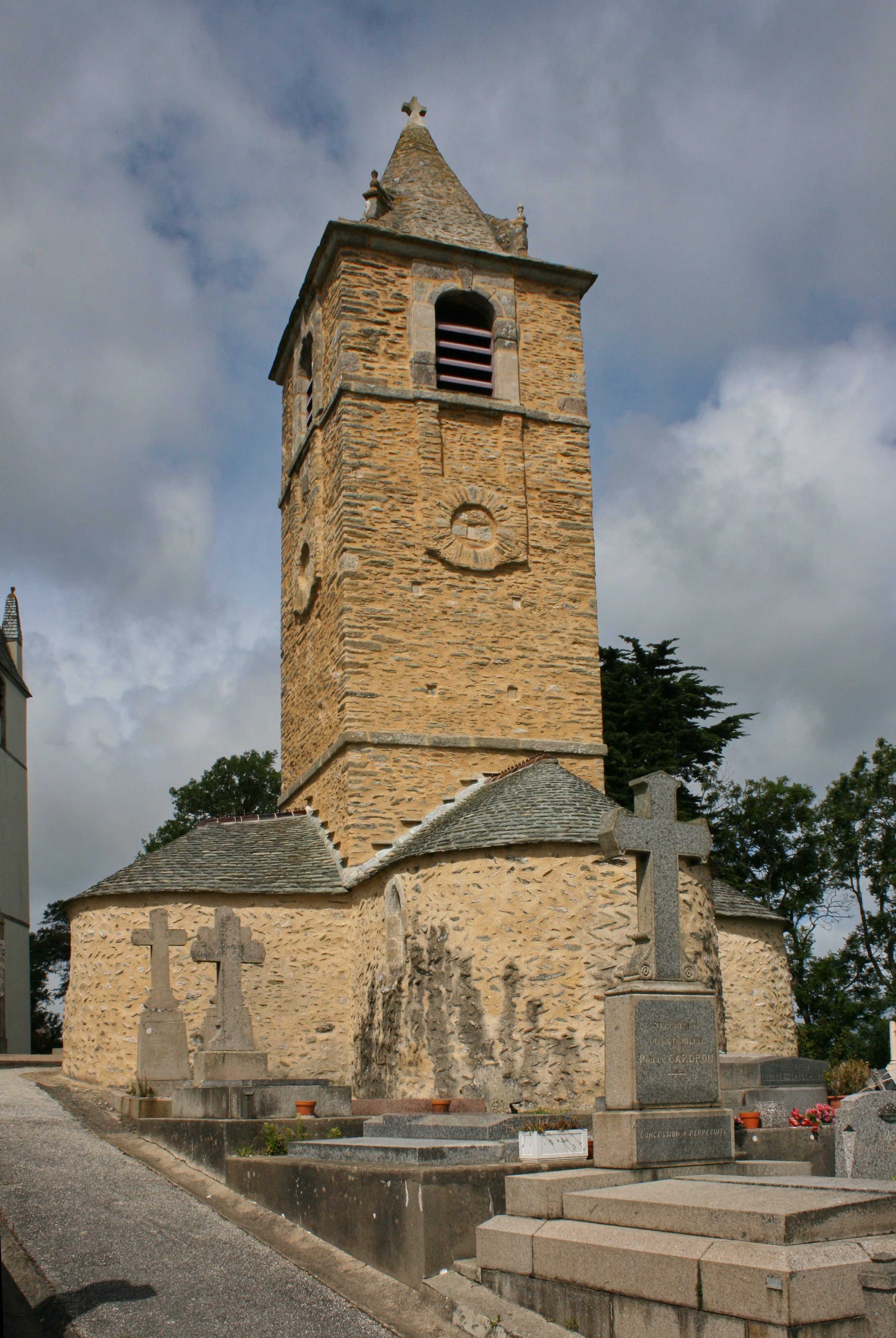
La chapelle Saint-Germain de Querqueville.

L’abbaye Notre-Dame du Vœu, rue de l'Abbaye, est fondée en 1145, sur la côte d’Équeurdreville, à la Croûte du Homet, par impératrice Mathilde. Située hors des remparts de la ville, elle est régulièrement pillée et brûlée lors des incessantes batailles franco-anglaises, puis lors des guerres de Religion. Soumise au régime de la commende en 1583, elle décline progressivement jusqu’à sa fermeture en 1774. Ses terrains sont annexés en 1778 pour la construction du port militaire, et elle devient résidence du duc d’Harcourt, abritant le roi en 1786. Le lieu est ensuite transformé en hôpital, en bagne, et en caserne Martin-des-Pallières pour l’infanterie de marine. La cité ouvrière Chantereyne s'y érige en 1928, jusqu'à sa destruction en juin 1944. Rachetée par la mairie en 1961, l’abbaye est lentement restaurée depuis 1965. La grande cheminée de la maison abbatiale (XVIe siècle) est conservée dans la salle du conseil de l’hôtel de ville, le portail occidental de l’église (XIIIe siècle) est placé dans le jardin public. Ont été classés les restes de la caserne Martin-des-Pallières en 1913, puis l’ensemble des bâtiments, vestiges et sols de l’abbaye, en septembre 2002. La dalle funéraire de Guillaume de Margerai, prêtre de Querqueville, mort dans les années 1280, mise au jour, a été classée monument historique en 1995.
La basilique Sainte-Trinité, place Napoléon, débutée au XIe siècle à la demande de Guillaume le Conquérant, reste la seule église paroissiale de la ville jusqu’au XIXe siècle. L’église seigneuriale dédiée à Notre-Dame au sein du château est détruite comme la forteresse, au XVIIe siècle. La Trinité est agrandie et transformée de manière importante au XIIIe siècle, la nef est reconstruite, le chœur et le clocher relevés, après 1450. Après un saccage de janvier 1794, on lui adjoint un nouveau clocher carré de 26 mètres en 1828 et on la restaure dans le style néogothique flamboyant en 1865. Inscrite aux monuments historiques depuis mars 1944, la Trinité possède un riche mobilier cultuel, dont un maître-autel de 1809, une chaire en bois sculptée de Pierre Fréret (1767), un retable de François-Armand Fréret (1814) et les grandes orgues de Cavaillé-Coll.
L’église Notre-Dame du Roule, rue Michel-Legoupil, a été bâtie au pied de la montagne du Roule entre 1832 et 1842 sous l’impulsion du « poète-barbier » Michel Legoupil et par la souscription des fidèles de ce quartier périphérique du Roule qui croît, comme les quartiers du Vœu et de la Polle.
L’église Notre-Dame-du-Vœu, rue Notre-Dame-du-Vœu, débutée en 1850 sur souscription des paroissiens et selon le style roman en raison de la faiblesse des ressources, est érigée sur un herbage, dit « les briques », offert par M. de Virandeville. En 1855, la municipalité complète la nef inaugurée en 1852 par un transept et un chœur plus ouvragés, et en 1862 par la façade et les deux clochers. Ouvrage de 61,5 mètres de long, l’église abrite un grand orgue de Duputel (1886), classé au titre objet aux monuments historiques depuis 1990 et des vitraux de 1834, 1858-1860 et 1949-1958. Pour cette église, le compositeur Joseph Noyon a composé une messe, dite Messe de Notre-Dame du Vœu, à deux voix égales avec accompagnement d'orgue, dédiée à l'abbé Adam, curé de la paroisse. L'édifice abrite également quatre albâtres anglais, dont une statue de saint Augustin, une Vierge à l'Enfant, et une Assomption, provenant de l'abbaye du Vœu, ainsi que la plaque tombale de l'abbé Le Filastre.
L’église Saint-Clément, rue du Val-de-Saire, a été édifiée au sein du quartier du Val-de-Saire, face à l’hôpital Pasteur, entre juin 1853 et 1856 par l’architecte de la ville Geufroy. Longue de 52 mètres, elle est d’inspiration gréco-romaine, avec un porche au fronton triangulaire supporté par quatre colonnes à chapiteaux doriques. Elle abrite les autels de la Vierge (1863) de François Fréret et de Saint-Clément (1864) de Louis-Victor Fréret, rachetés à la basilique Sainte-Trinité en 1846, un orgue (1881), la peinture des douze apôtres (1935) de Rocher de Césigné et des vitraux (1953) de Mauméjean.
L’église Saint-Pierre-et-Saint-Paul, avenue de Normandie, sur le secteur d’Octeville, a été construite entre 1967 et 1969 alors que le « grand ensemble » des Provinces voyait le jour. L’architecture moderne triangulaire et irrégulière de Paul Vimond symbolise « la tente de Dieu au milieu des maisons des hommes », un art sacré inspiré par le concile Vatican 2 (1962-1965). Une autre église a été construite sur Octeville dans ces années : l’église Sainte-Marie-Madeleine-Postel, rue de la Polle, ouverte en 1966 dans le quartier des Fourches et désaffectée en 1990.
L’église Saint-Martin d'Octeville, rue De Gaulle, datant du XIIe siècle, est l’église paroissiale historique d’Octeville qui dépendait de l’abbaye Notre-Dame-de-vœu. Romane, elle a un clocher octogonal en bâtière. La nef a été réaménagée au XVIIIe siècle. Un bas-relief représentant la Cène est classé monument historique depuis 1908.
L'église Saint-Jean des Carrières, rue du Caporal-Maupas, la chapelle Notre-Dame des Armées, rue de l'Abbaye, la chapelle de la Bucaille, rue de la Polle, la chapelle de la rue de la Bucaille, la chapelle de l'école collège Saint-Paul, rue de l'Amiral-Courbet et la chapelle Barthélemy-Picqueray, rue Picqueray.
La chapelle Saint-Germain de Querqueville, dédiée à saint Germain le Scot. Elle date des Xe et XIe siècles.

### Monuments disparus
- Château de Cherbourg (castellum Carusburc) : Vers 1026, Richard III de Normandie concède en douaire à sa fiancée la duchesse Adèle plusieurs propriétés dont la forteresse de Cherbourg[205]. En 1978-1981, le site fait l'objet d'une campagne de fouilles sous la responsabilité de Jacqueline Lemière (Le château de Cherbourg, sur Wikimanche.)
- Ancienne abbaye Notre-Dame de la Protection, fondée en 1623, par Jean III de Ravalet et dont la première abbesse fut Charlotte de La Vigne, sœur de Madeleine, l'épouse du fondateur, et qui fut transférée plus tard à Valognes[206],[207].
- Ancienne « abbaye Sartrine », entre la rue au Blé, la place de la Fontaine et le passage Digard, ainsi que la prison. Le manoir, possession de Thomas du Sartrin avait été acheté par l'abbaye du Vœu. Après 1370, c'est en ce lieu que se trouvait la salle où se rendait la justice — l'auditoire —. Pendant la guerre de Cent Ans, les religieux s'y réfugieront à plusieurs reprises (1377, 1450)[95].

## Culture locale

### Équipements culturels

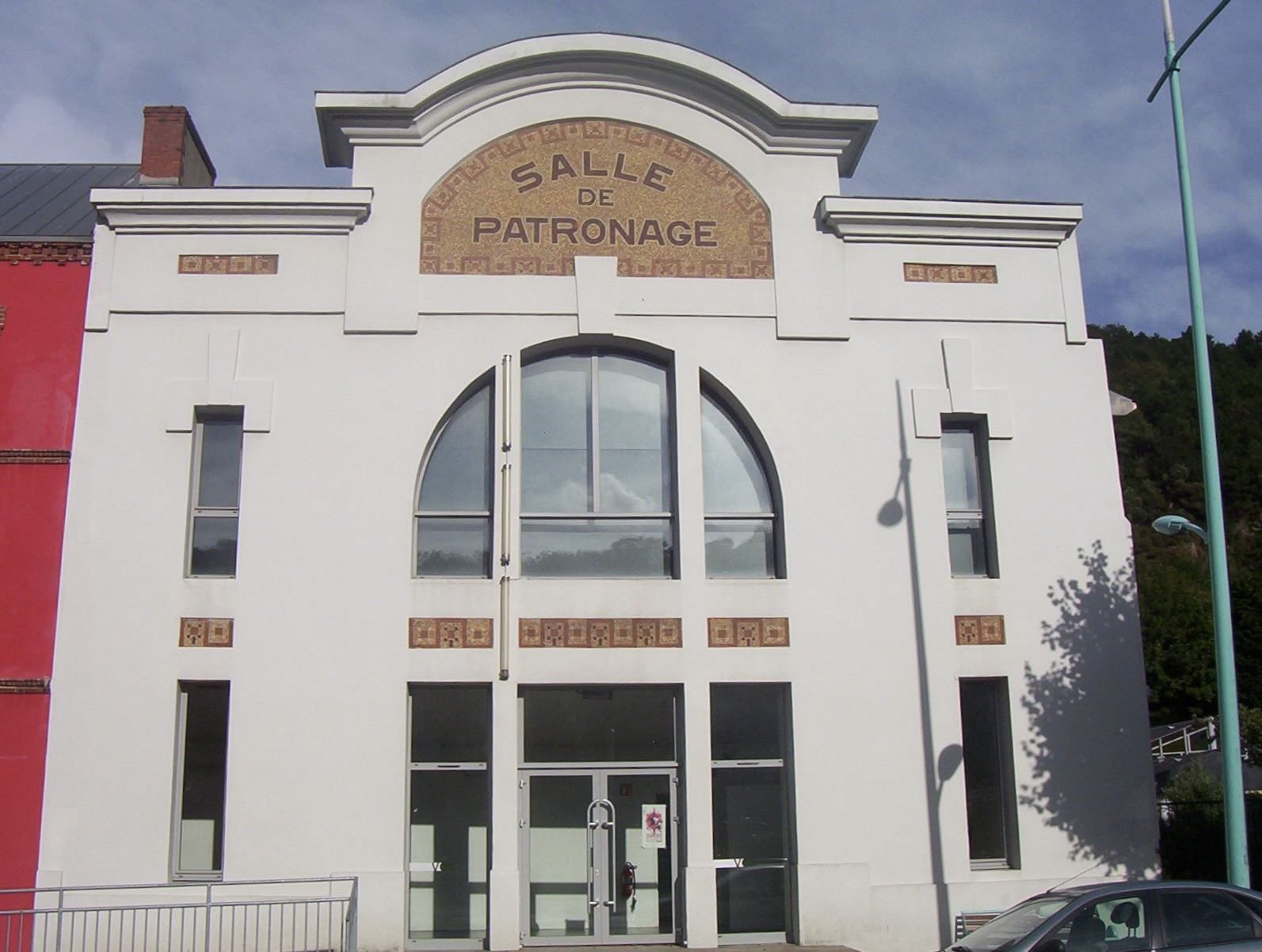
Le Vox, ancienne salle de patronage transformée en cinéma (salle de spectacle) dépendant de la Scène Nationale.

Avec Caen, Cherbourg-en Cotentin est le principal centre culturel de l'ancienne région Basse-Normandie.
La ville est le siège de plusieurs sociétés savantes, dont la Société nationale académique de Cherbourg fondée en 1755, la Société nationale des sciences naturelles et mathématiques de Cherbourg créée en 1851, et la Société artistique et industrielle de Cherbourg, constituée en 1871.
La création et la diffusion du spectacle vivant sont assurées par Le Trident, scène nationale regroupant le théâtre à l’italienne, le Théâtre d’Octeville et le Vox. Le théâtre amateur est célébré par les rencontres Les Téméraires.
La vocation prioritaire du Centre régional des arts du cirque (CRAC) de La Brèche, ouvert en octobre 2006, devenu depuis Pôle national des arts du cirque, est l’accueil en résidence de troupes circassiennes, mais le lieu propose également une programmation pour le public. Le CRAC participe au festival des arts de rue, Charivarue.
En outre, l’offre d’enseignement artistique est riche de l’Institut des métiers du cinéma de Normandie, de l’école supérieure des beaux-arts et de l’école municipale de musique, labellisée conservatoire à rayonnement communal, qui compte 800 inscrits.
Après la fermeture de l’Ultrason à Équeurdreville-Hainneville, unique salle de musiques actuelles du Nord-Cotentin, plusieurs associations se sont regroupées au sein du réseau « La Voix des oreilles » et du lieu « l’Épicentre », dans l’ancien yacht-club quai Lawton-Collins, où se déroule le festival La Terra Trema.
Cependant, la ville manque d’une salle de grande capacité, le théâtre ne pouvant accueillir que 700 spectateurs. Mais, après l’échec cuisant de Cherbourg-Land, ce problème ne peut être résolu qu’à l’échelle du Cotentin. Si la Grande halle de la Cité de la Mer, avec une jauge de plus de 6 000 personnes, a accueilli plusieurs concerts, elle est destinée initialement à l’organisation de foires et de salons. Aujourd'hui, le principal complexe accueillant des concerts d’envergure est l'Espace Cultures de l'Agora d’Équeurdreville-Hainneville.
Octeville a conservé sa fête patronale, la Sainte-Échelle, avec fête foraine et défilés. Cherbourg a vu renaître son carnaval dans les années 1980, héritier de la Confrérie des Conards, semblable à celle de Rouen et d'Évreux.
La salle Dumoncet accueille depuis 2018 le festival de l'humour le Sons of Comedy Club de Cherbourg.

### Musées
Cherbourg-en-Cotentin dispose de plusieurs musées.

#### Muséum Emmanuel-Liais

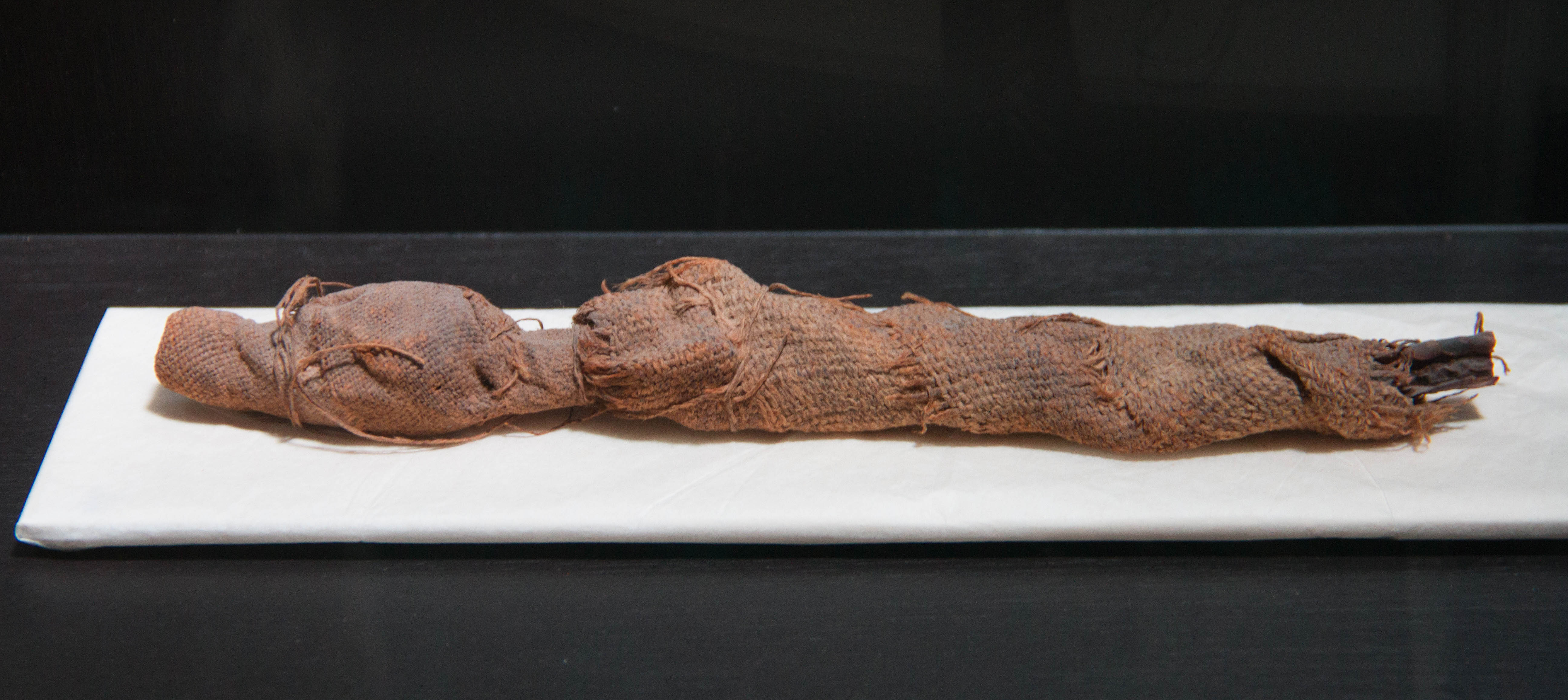
Momie égyptienne de Crocodile du Nil au Muséum Emmanuel-Liais.

L'ancienne maison d’Emmanuel Liais, maire de Cherbourg, astronome et explorateur, abrite depuis 1905 le Muséum d’histoire naturelle et d’ethnographie, plus vieux musée de Cherbourg (fondé en 1832), avec cabinet de curiosités, collection d’animaux naturalisés, de fossiles, de minéraux, d’objets exotiques (Égypte, Asie, Océanie, Amérique et Afrique), trésors archéologiques et bibliothèque des sciences. Elle est aussi le siège social de la Société nationale des sciences naturelles et mathématiques de Cherbourg.

#### Le musée Thomas-Henry

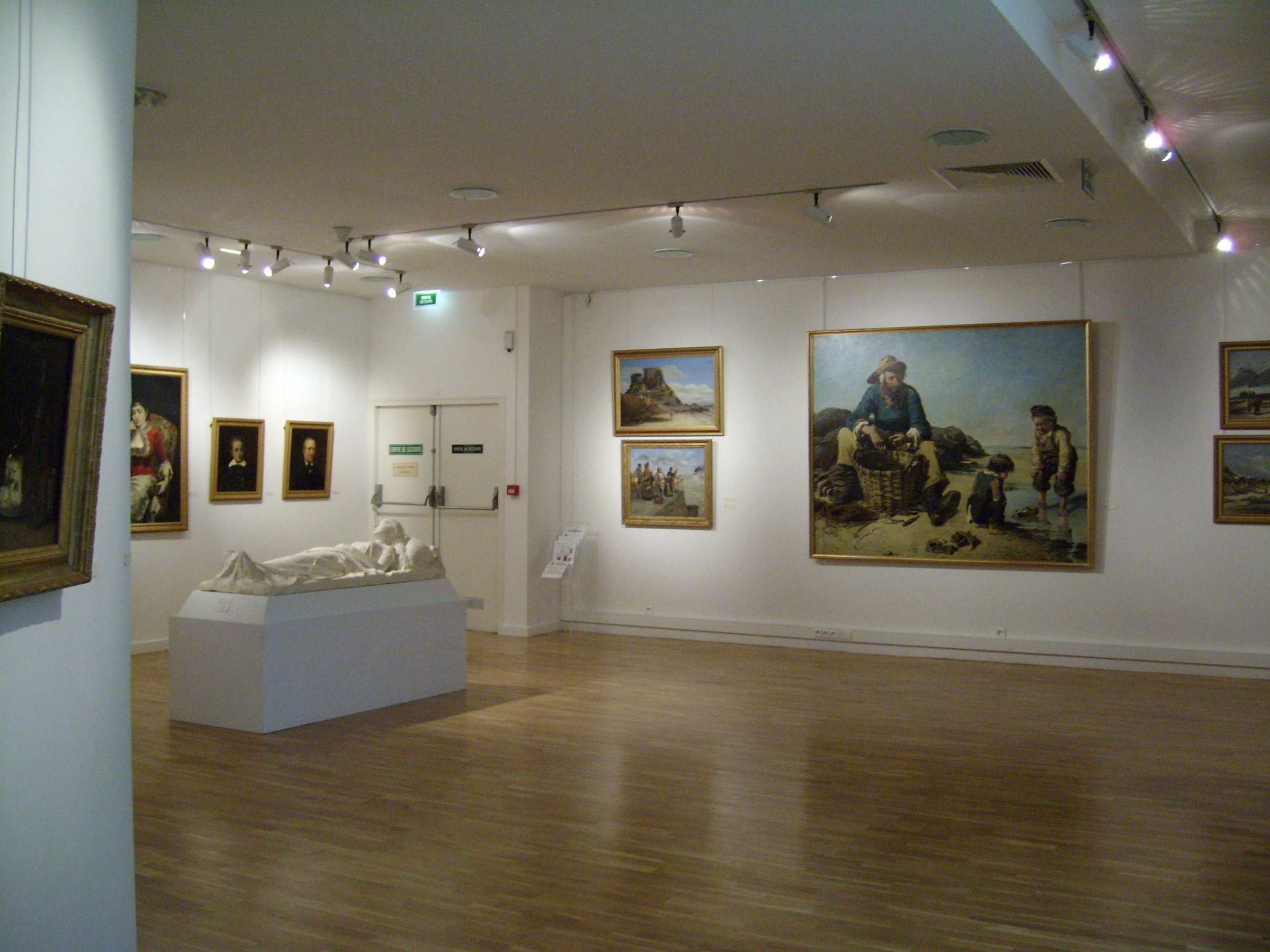
Salle Fouace, Musée Thomas-Henry.

Le musée d’art Thomas-Henry, du nom du premier mécène, est inauguré en 1835, et constitue aujourd'hui la troisième collection de Normandie avec 300 peintures et sculptures du XVe au XXe siècle. Situé dans le centre culturel, à l’arrière du théâtre, il présente des peintures des écoles française, flamande, espagnole et italienne, ainsi que des sculptures. Y sont notamment exposés des œuvres de Fra Angelico, Simon Vouet, Camille Claudel, ainsi que l’une des plus grandes collections d’œuvres de Jean-François Millet et des tableaux de Guillaume Fouace, natif de Réville, ou de peintres de la Marine, de même que des sculptures d’Armand Le Véel.

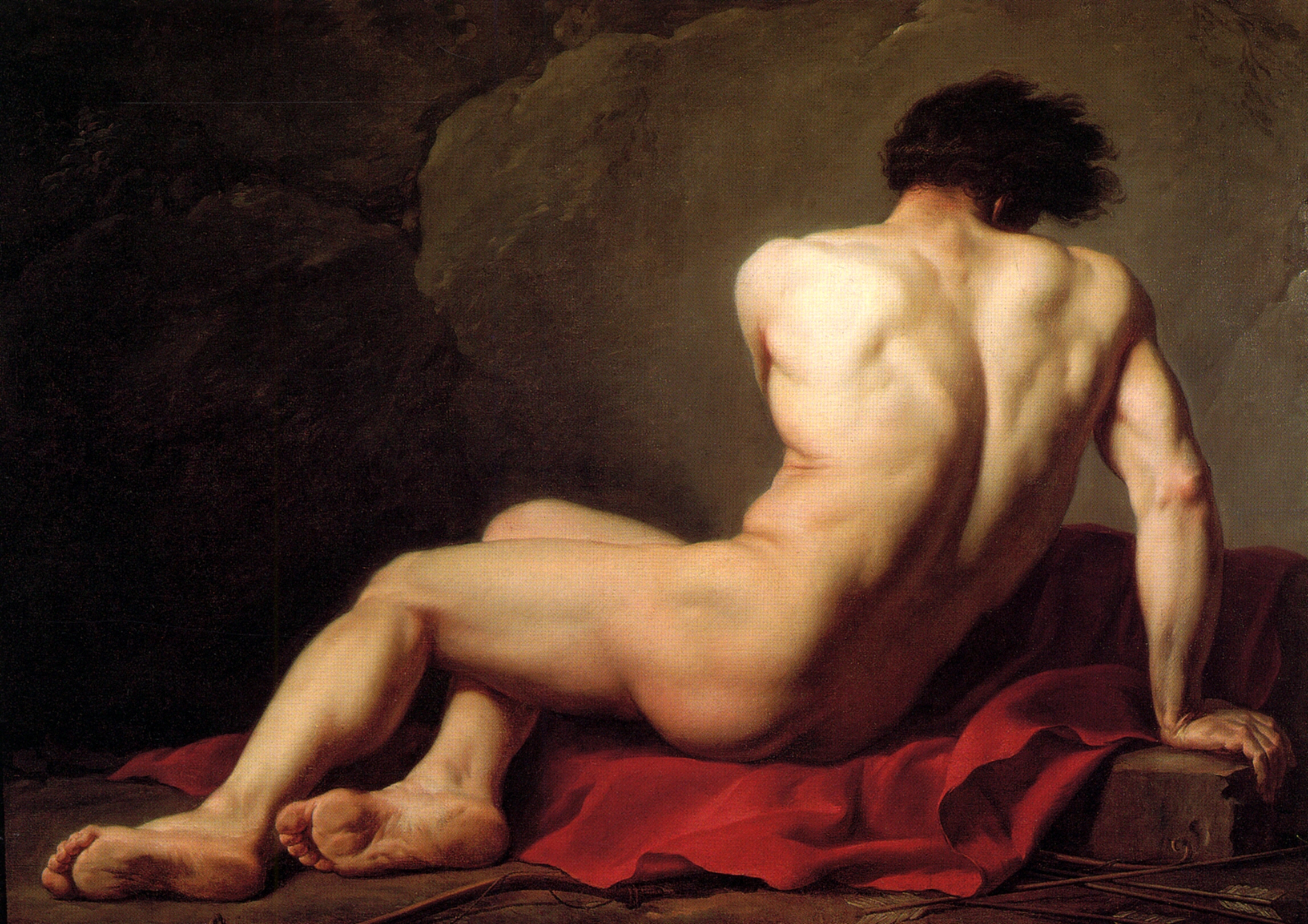
Le Patrocle de David.
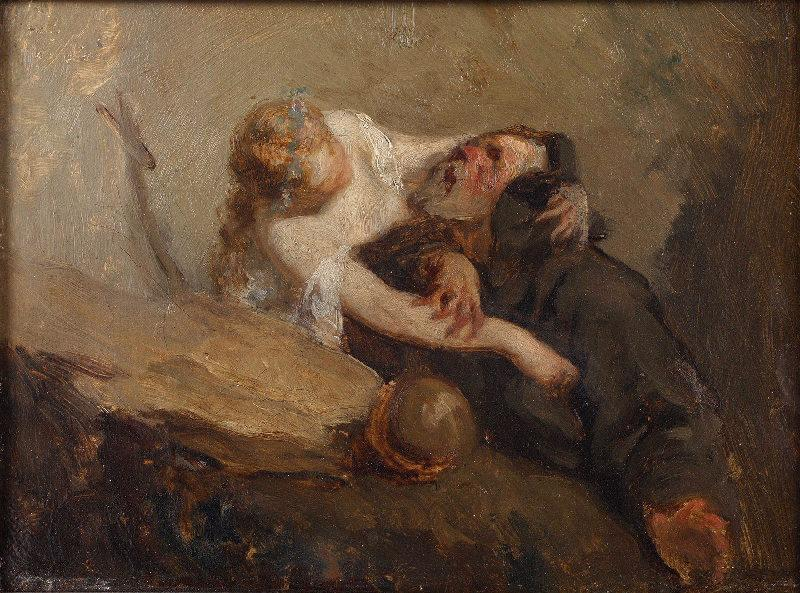
Tentation de saint Antoine par Jean-François Millet.
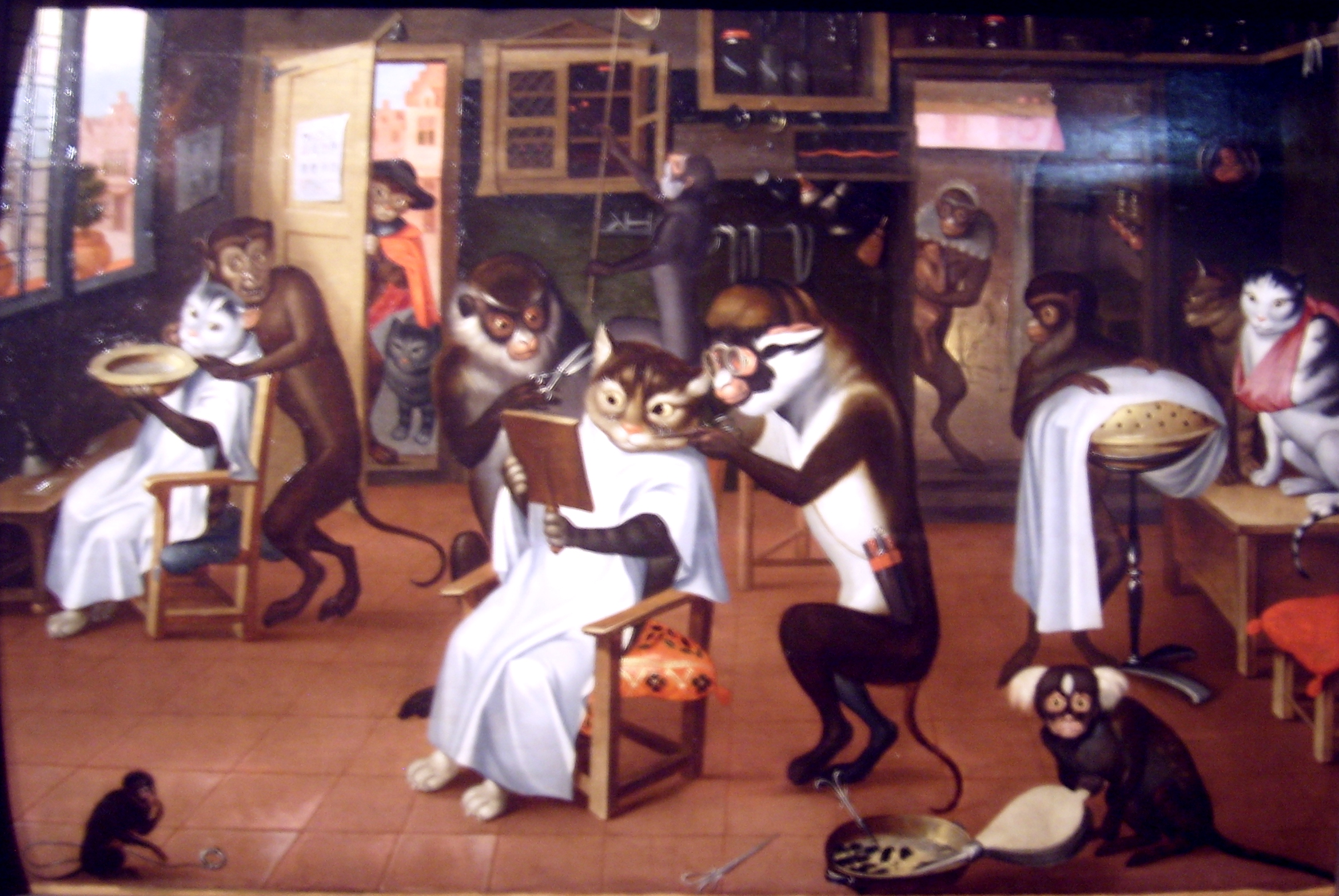
Singerie : La boutique du barbier-chirurgien.

#### Le musée de la Guerre et de la Libération

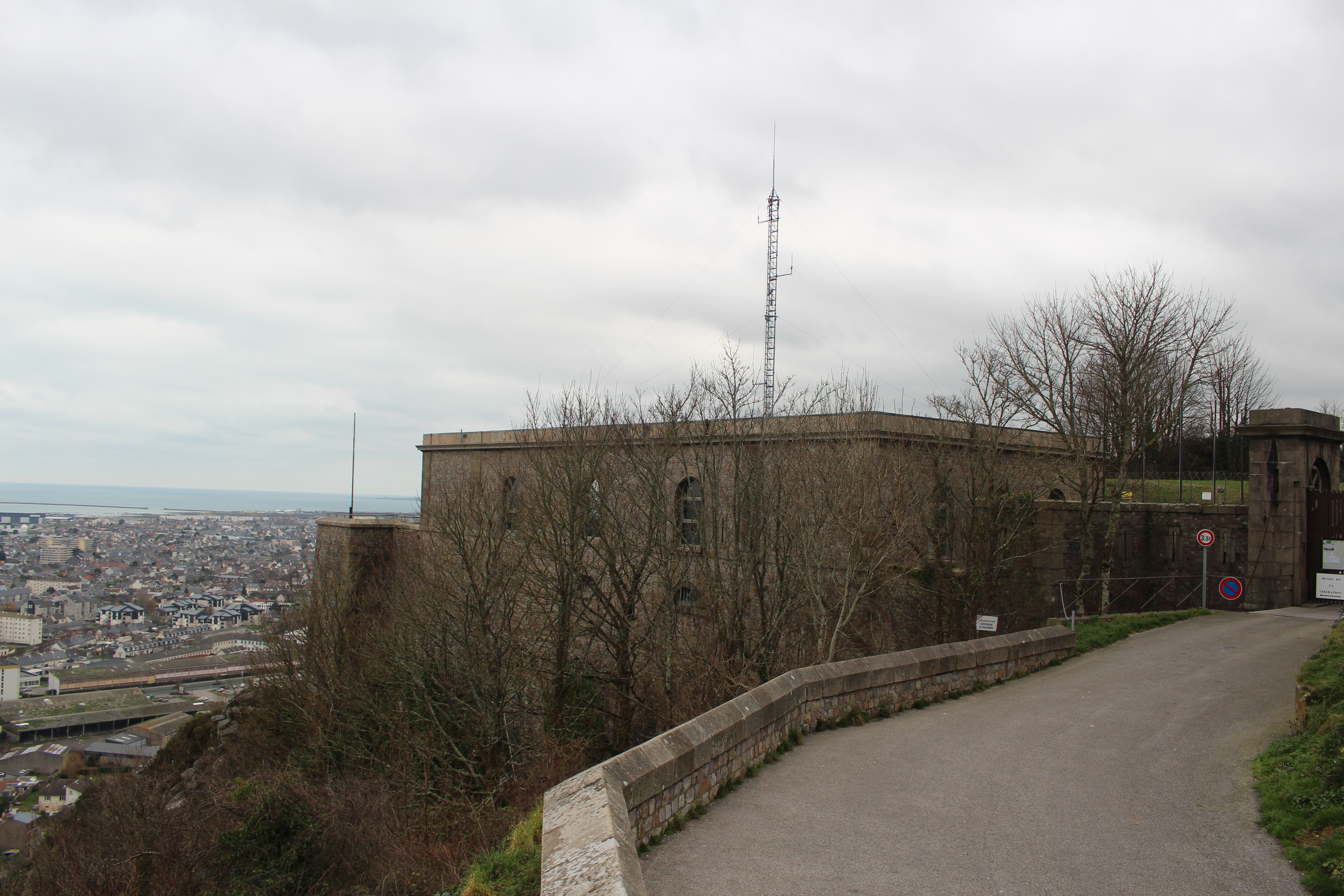
Le musée de la Guerre et de la LIbération dans l'ancien Fort du Roule.

Le musée de la Guerre et de la Libération, premier du genre lors de son inauguration par René Coty le 6 juin 1954, retrace la vie quotidienne des civils cherbourgeois sous l’Occupation et le déroulement de la Libération du Cotentin, en particulier la bataille de Cherbourg. Il est installé dans le fort du Roule, pièce maitresse de la défense de Cherbourg pris par les Américains le 25 juin 1944.

#### La Cité de la Mer

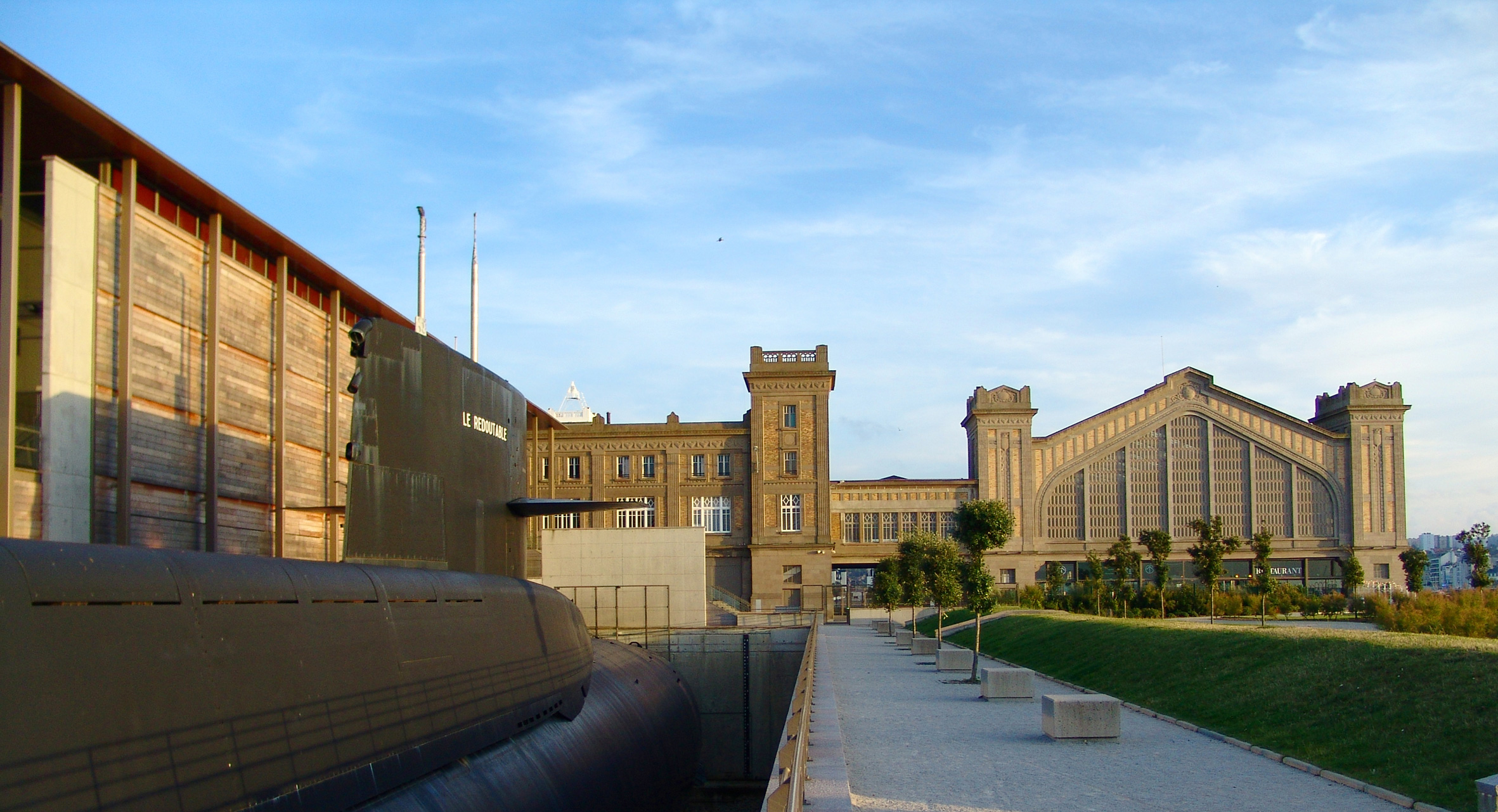
La Cité de la Mer dans l'ancienne gare transatlantique.

La Cité de la Mer, consacrée à l’exploration océanographique, est un complexe installé depuis 2003 au sein d’une partie des vestiges de l’ancienne gare transatlantique. Elle propose des aquariums géants, une collection d’engins sous-marins, comme ceux de la Comex, le bathyscaphe Archimède, et le Redoutable, premier SNLE français, construit à Cherbourg, entièrement visitable.

#### Le Point du jour
Le Point du jour, centre d’art contemporain unique en France, consacré à la photographie, a été inauguré dans la zone des bassins en novembre 2008.

### Littérature
La bibliothèque municipale Jacques-Prévert, fondée en 1831 et ouverte en 1832, conserve la deuxième plus grande collection de la région, après celle de Caen. L’achat de la bibliothèque de l’érudit local Henri-François Duchevreuil, en 1830, complète les 1 855 volumes de la bibliothèque du District, créée au 24 de la rue Tour-Carrée, en application du décret de la Convention du 8 pluviôse an II et composée d'ouvrages essentiellement saisis aux émigrés et déportés. Plusieurs donations ont été effectuées ensuite, notamment un legs de 3 000 ouvrages par Augustin Asselin en 1844 (avec vingt-six incunables et le manuscrit du IXe siècle De bello iudaico de Flavius Josèphe, qui reste le plus vieux document de la bibliothèque) et un don en 1877 de Jérôme-Frédéric Bignon, maire du Rozel et héritier des bibliothécaires du roi. Elle possède également un fonds normand, un fonds ancien consacré à la botanique et un autre au voyage. Installée dans une aile de l'hôtel de ville en 1855, puis au no 9 de la rue Thiers (rue Talluau) à partir de 1896, la bibliothèque emménage dans le centre culturel en juin 1981, prenant le nom de Jacques Prévert, mort quatre ans plus tôt dans la Hague. La bibliothèque participe également au projet Normannia de bibliothèque numérique normande.
L'ancienne caserne de l'Abbaye, datant du lancement des travaux de la grand digue au XVIIIe siècle, abrite depuis 1970 l’un des cinq centres régionaux du Service historique de la Marine nationale, aux côtés de Brest, Lorient, Rochefort et Toulon. Là sont regroupées les archives de la circonscription maritime de la Manche et de la mer du Nord, et la bibliothèque de la Marine fondée à Cherbourg en 1836 et spécialisée en histoire maritime avec ses 23 000 ouvrages.
Chaque année sont organisés un réseau des ateliers d’écriture dans l’agglomération, les Mercurielles, et le Festival du livre et de la bande dessinée de jeunesse (depuis 1987).
La Biennale du 9e art expose des auteurs de bandes dessinées (Enki Bilal en 2002, François Schuiten et Benoît Peeters en 2004, André Juillard en 2006, Loustal en 2008). En 2002, Enki Bilal avait projeté, avec le soutien de la mairie de Cherbourg, de créer une fresque au sein de l’ancienne gare maritime pour représenter l’histoire des migrations dans ce lieu ; ce projet a été rejeté sur fond de querelles d’édiles par Bernard Cauvin, président de la CUC et La Cité de la Mer.
Cherbourg-en-Cotentin est le siège de deux maisons d’édition, Isoète fondé en 1985 et Le Point du jour créé en 1996.

### Cinéma

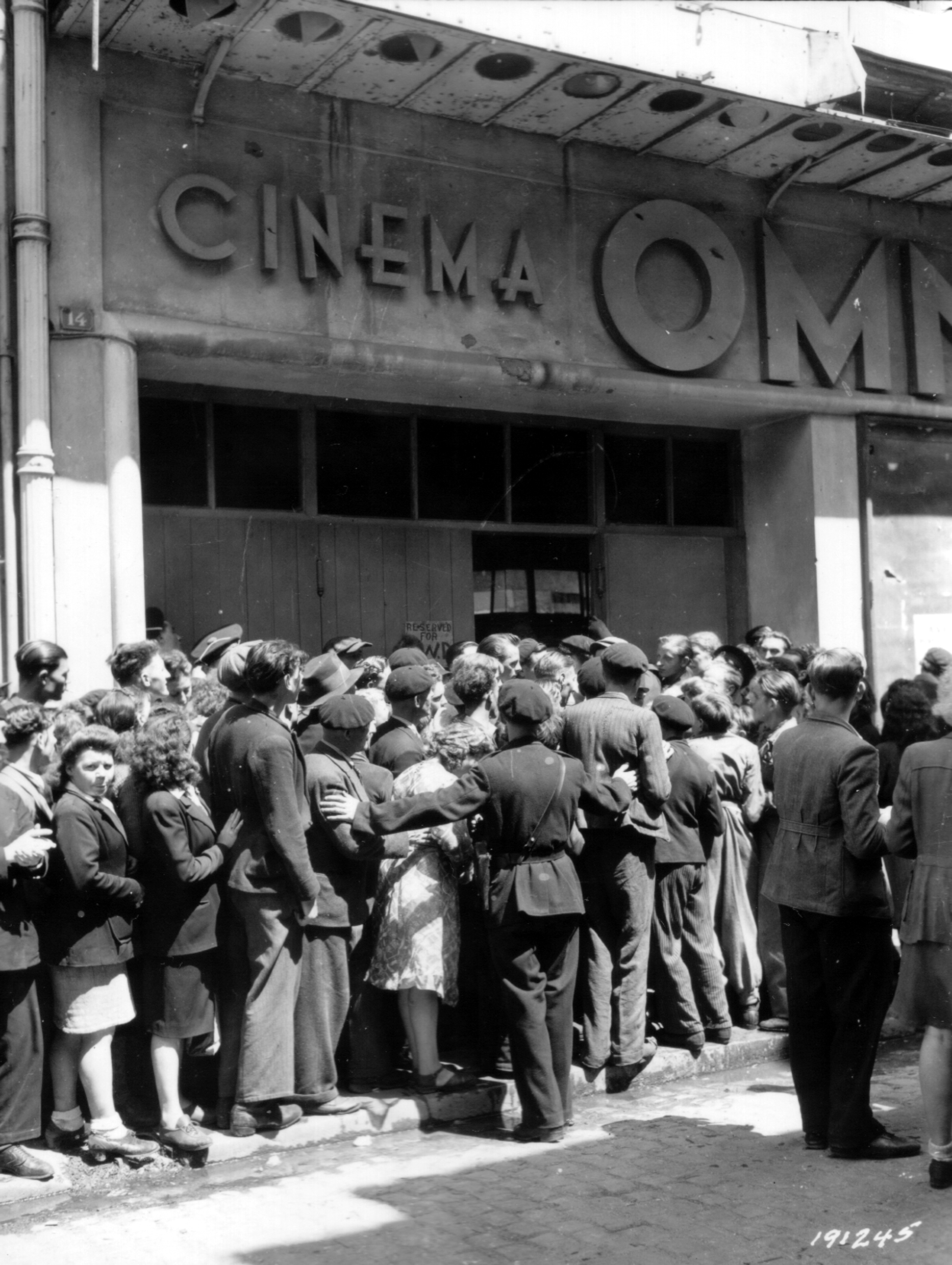
Le cinéma Omnia en 1944, après la Libération.

Le cinéma occupe une place non négligeable dans la vie cherbourgeoise. Plusieurs classiques du cinéma français y ont été tournés, comme La Marie du port de Marcel Carné avec Jean Gabin. En 1981, Claude Miller y situe également l’action de Garde à vue, tourné en studio. Mais le plus emblématique est sans conteste Les Parapluies de Cherbourg de Jacques Demy, tourné l’été 1963, qui contribue encore aujourd'hui au renom international de la cité. Bien avant pourtant, au temps de la splendeur des paquebots transatlantiques, Cherbourg était un port d’arrivée, de départ ou de transit pour de nombreuses stars, notamment Charlie Chaplin, Burt Lancaster… La ville a également vu naître le cinéaste Jean-Charles Tacchella et l’acteur Jean Marais.
Le Festival des cinémas d'Irlande et de Grande-Bretagne, la Cinemovida (Festival des cinémas d’Espagne et Amérique latine), et Images d’Outre-Rhin (cinéma allemand), ainsi que Cin'étoiles, projections de films en plein air en juillet, animent la vie culturelle locale.
En 2003, l’école de cinéma EICAR s'est implantée dans les anciens bâtiments de l’hôpital maritime. Après trois années de perte et un passif estimé à 1,5 million d’euros, elle a été placée en liquidation judiciaire en septembre 2006 et remplacée le mois suivant, sous l’impulsion d’anciens de ses professeurs, par l’Institut des métiers du cinéma de Normandie (l'IMC Normandie), qui ferme lui-même ses portes en 2010.
La ville dispose d’un parc de 17 salles de cinéma permanentes, réparties sur deux établissements, dont un labellisé « art et essai ».

#### Odéon
À la suite de l’ouverture du multiplexe CGR, le retrait de la Soredic — qui exploitait le Club 6 (rue de la Paix) depuis 1983 et l’Odéon (rue Foch) depuis 1991 — a entraîné en 2004 la fermeture du premier et la reprise du second, dernier cinéma de centre-ville, labellisé « art et essai », par Fadila Chambelland, ancienne gérante salariée, puis par CGR en conservant le nom et le label.
La façade abîmée de l’ancien café Le Grand Balcon, devenu ensuite le cinéma Le Central, est de style Second Empire, avec cariatides et guirlandes de fleurs.

#### Méga CGR
Ouvert en 2003 près du boulevard Maritime et du port, le Méga CGR dispose de douze salles (2 557 fauteuils). Il a enregsitré 400 000 entrées en 2006.

#### Omnia
Salle historique exploitée par Pathé, située rue de la Paix, l'Omnia a été rachetée dans les années 1990 par la municipalité et n'accueille plus que de rares événements. Les fresques intérieures de R. Lecoq, représentant Éole et Vulcain, ont été distinguées en 2006 par le label « Patrimoine XXe siècle » du ministère de la Culture.
Plusieurs salles ont disparu, comme l’Eldorado (détruit, place de la République), l'Eden (rue de l'Ingénieur-Cachin), le Vox (ancienne salle de patronage devenue seconde salle du Trident), le Saint-Joseph (rue des Ormes)…

### Langue
La population cherbourgeoise parlait le haguais, variante du normand cotentinais, tout en ayant des particularismes quant à la prononciation de certains mots.
En normand cotentinais, Cherbourg se nomme Tchidbouo (prononciation :/tʃidbwu:/) et Octeville, Otteville (prononciation : /ɔtvil/). Leurs habitants sont les Tchidbouorqŭais et les Ottevillais (prononciation :/tʃidbwuʁtʃje:/ et /ɔtvile:/).
Alors que le français s'impose à Rouen au XIXe siècle, le normand reste largement utilisé à Cherbourg comme à Caen, jusqu'à la Première Guerre mondiale.
Alfred Rossel est la principale figure locale des auteurs patoisants du XIXe siècle. Il publie ses Chansonnettes normandes, parmi lesquelles Sus la mé est devenu un hymne du Cotentin. À cette époque, Jean Fleury critique pourtant son orthographe approximative et une mauvaise maîtrise de la langue.
Divers acteurs tentent aujourd'hui de promouvoir l'usage local du normand. La société Alfred-Rossel fait vivre le folklore et la langue, la revue le Boué-jaun basée à Cherbourg publie ses textes en normand, et l'une des trois universités populaires normandes y est basée.

### Gastronomie
Grand port de pêche, Cherbourg-Octeville offre une grande variété de poissons (limande, bar, plie, maquereau, raies, surmulet, colin, limandier, roussette…), crustacés (dormeur, araignée, homard) et coquillages (Saint-Jacques, pétoncle, moules), pêchés au large du Cotentin. On nomme demoiselles de Cherbourg des petits homards. Cherbourg se situe également à proximité de trois zones conchylicoles (Blainville, Saint-Vaast et Isigny). La préparation la plus traditionnelle est la matelote. Alexandre Dumas présente également la recette de la « queue de merlan à la mode de Cherbourg », au beurre et aux huîtres.
À partir de 1464, les boulangers de Cherbourg détiennent l’autorisation royale d’élaborer leurs pains à base d’eau de mer, évitant ainsi de payer le sel et la gabelle. À l’occasion de la visite de Napoléon Ier, ils auraient créé le pain plié, boule de pain de campagne, ovale, qui est repliée sur elle-même pour être cuite, offrant ainsi une mie plus serrée, en forme de bicorne qui lui vaut d’être appelé « pain Napoléon ». Fleury indique qu’au début du XIXe siècle, la nourriture principale du Nord-Cotentin est le pain d’orge, la bouillie de sarrasin et les produits à base de porc, ainsi que, les jours de fête, la galette, « sorte de pâte composée de farine de sarrasin, de lait et d’œufs, et cuite en couches minces sur la tuile avec du beurre », arrosée, bien sûr, de cidre.
L'agglomération est située dans les zones AOC du pont-l'évêque et du camembert de Normandie ainsi que, partiellement, du calvados, du Pommeau de Normandie et du cidre de Normandie. Elle bénéficie également de l’IGP du cidre de Normandie, du porc de Normandie et des volailles de Normandie. Plus largement, la cuisine du Nord-Cotentin est celle de la Normandie, dans laquelle dominent les produits laitiers (beurre, crème, lait, fromages…) et la pomme (comme fruit ou comme alcool).
Depuis 2010, le restaurant le Pily, du Valognais Pierre Marion, détient une étoile au guide Michelin.

### Héraldique et logotype

#### Blasons
Concernant les communes déléguées et historiques, elles possèdent leur propre blason du fait, avant 2016, de leur statut de commune à part entière.

Blason d'Équeurdreville-Hainneville.
Blason de Tourlaville.
Blason de La Glacerie.
Blason de Querqueville.
Blason d'Octeville.
Blason de Cherbourg

#### Logotype
Cherbourg-en-Cotentin

Logo en 2016.

- Description : Le C de Cherbourg, en blanc sur fond mauve, est suivi du reste du nom de la ville complété par le suffixe en Cotentin en position basse, tous deux en mauve.
- Déclinaisons du logo :
  - Communes déléguées de Cherbourg-en-Cotentin

Les communes déléguées sont aussi identifiées au moyen d'une déclinaison du logo de la ville en plusieurs couleurs, précédé par le nom du territoire concerné (à gauche du logo).

Logo de la commune déléguée de Cherbourg-Octeville.
Logo de la commune déléguée d'Équeurdreville-Hainneville.
Logo de la commune déléguée de Tourlaville.
Logo de la commune déléguée de La Glacerie.
Logo de la commune déléguée de Querqueville.

## Personnalités liées à la commune

### Liés à Cherbourg

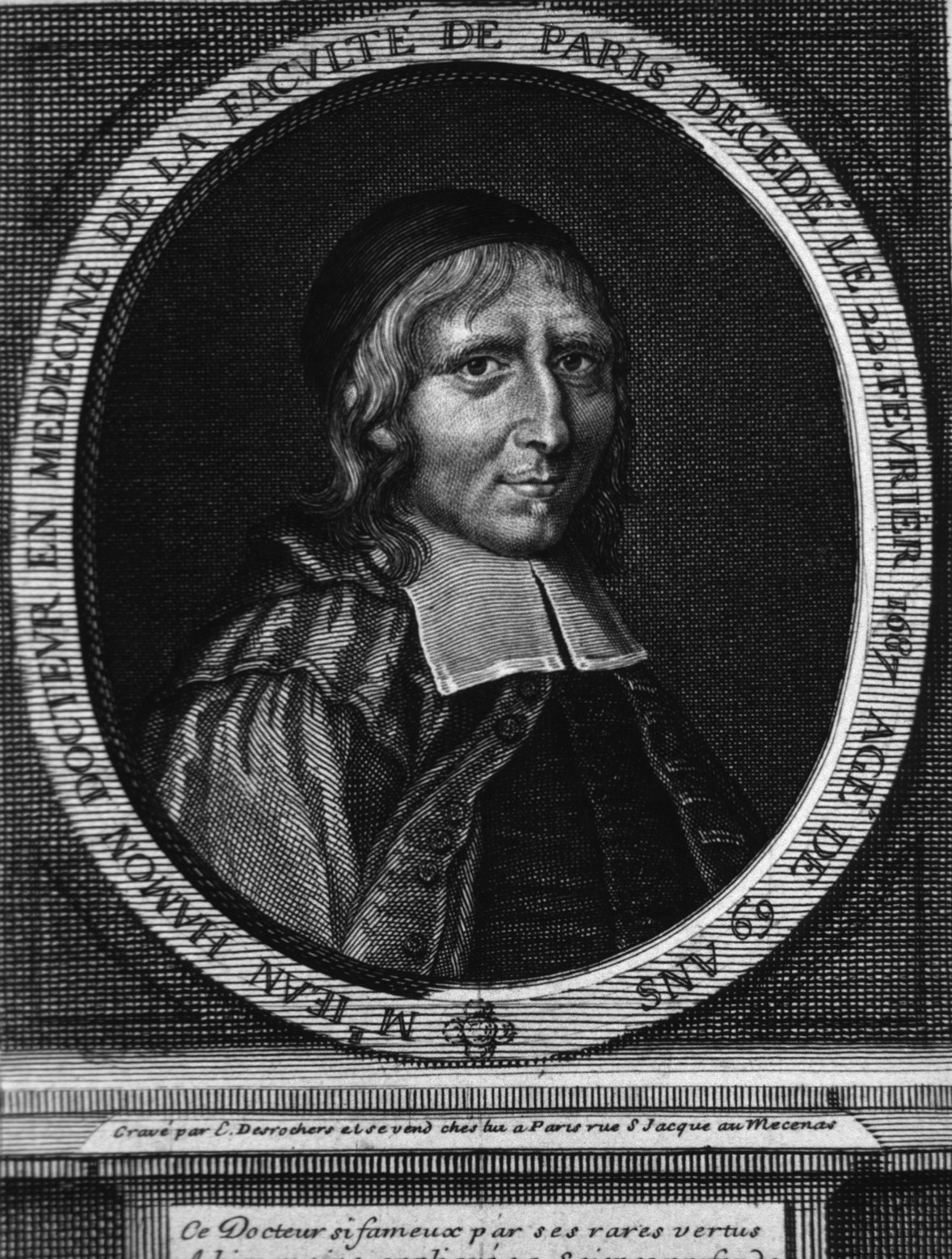
Jean Hamon.

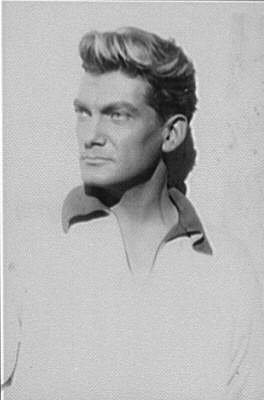
Jean Marais.

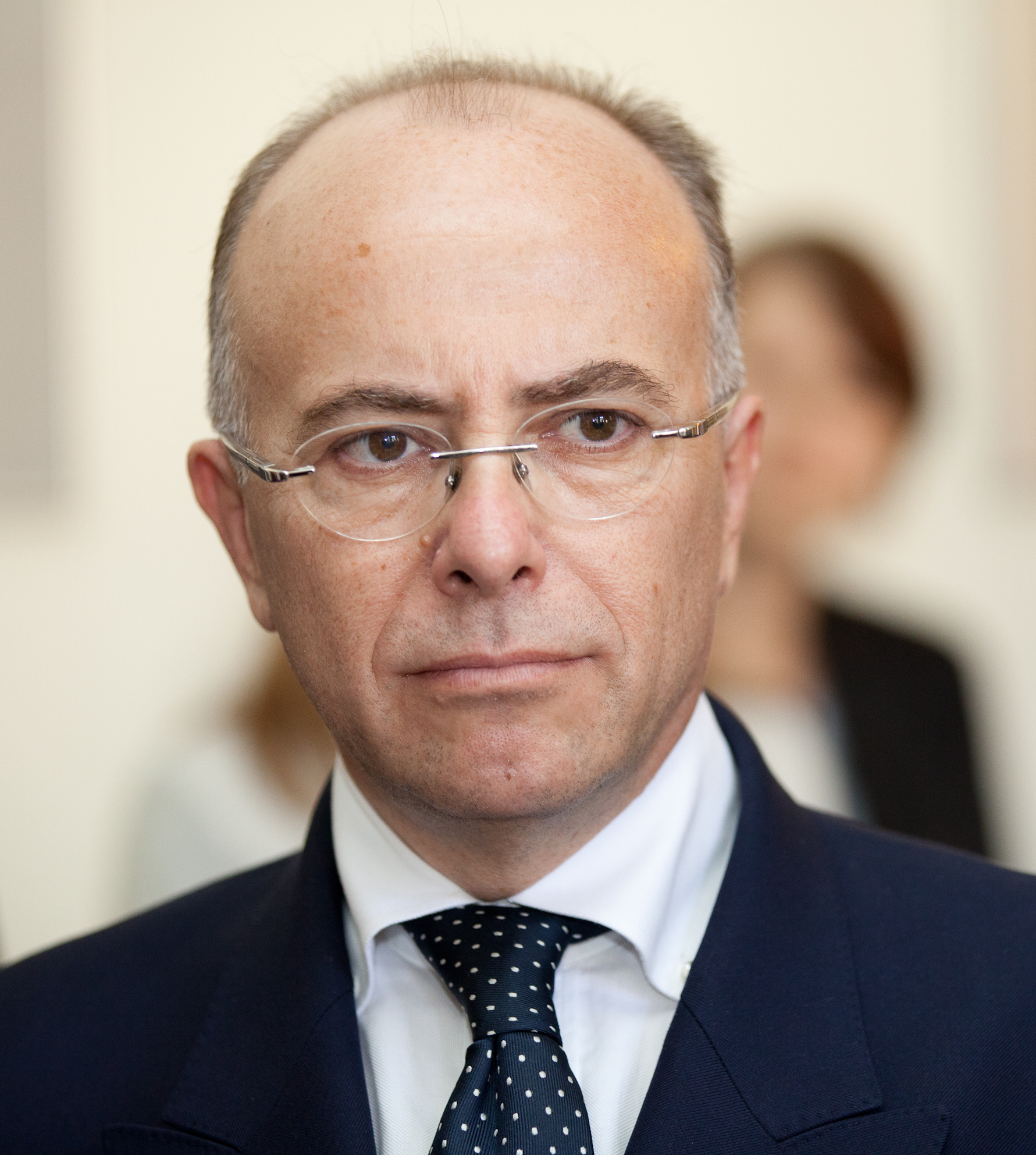
Bernard Cazeneuve.

#### Liées à Cherbourg
- Masséot Abaquesne (vers 1500-1564), céramiste ;
- Jean Nicolet (1598-1642), explorateur de la Nouvelle-France ;
- Philippe Mius d'Entremont (vers 1601-vers 1700), baron de Pobomcoup et colonisateur ;
- Jean Hamon (1618-1687), médecin et solitaire de Port-Royal ;
- Nicolas Desroches d'Orange (1626-1705), brigadier des armées du roi sous Louis XIV, gouverneur de l’hôtel des Invalides ;
- Gilles Le Hédois, dit « Du Bocage » (né en 1658), corsaire français puis vice-amiral du Brésil ;
- Jean Baptiste de Beauvais (1731-1790, Paris), prédicateur et député des États généraux de 1789, évêque de Senez ;
- Louis Vastel, (1746-1819), avocat au parlement de Rouen, et auteur d’ouvrages de droit ;
- Jean Dancel (1761-1836), évêque de Bayeux, théologien ;
- Aimable Troude (1762-1824), général d’Empire ;
- Pierre-Adrien de La Chapelle (1780-1854), botaniste ;
- François Leconte (1791-1872), navigateur ;
- Lizinska de Mirbel (1796-1849), miniaturiste ;
- Louis Adolphe Bonard (1805-1867), contre-amiral ;
- Alfred Charles Ernest Franquet de Franqueville (1809-1876), ingénieur, directeur général des ponts et chaussées, conseiller d'état ;
- Allyre Bureau (1810-1859), homme politique, musicien ;
- Anatole Richard (1815-1867), Polytechnicien, directeur de la reconstruction du bassin Napoléon III de 1853 à 1858 ;
- Hippolyte Vallée (1816-1885), fondateur de la Fondation Vallée, pour enfants déficients mentaux à Gentilly ;
- Joachim Menant (1820-1899), assyriologue ;
- Emmanuel Liais (1826-1900), astronome et maire de Cherbourg ;
- Alfred-Alexandre Quentin (né en 1827) musicien ;
- Alexandre Piédagnel (1831-1903), écrivain ;
- Félix-Frédéric Hébert (1832-1918), professeur de physique ayant inspiré le personnage du Père Ubu ;
- Alfred Rossel (1841-1926), chansonnier de langue normande ;
- Georges Sorel (1847-1922), penseur politique, théoricien du syndicalisme révolutionnaire ;
- Béatrix Excoffon, (1849-1916) militante républicaine pendant la Commune de Paris ;
- Louise Rousseau (1854-1924), écrivain ;
- Henry Moret (1856-1913), peintre de l’École de Pont-Aven ;
- Charles-Émile Bertin (1871-1959), colonel, spécialiste éminent du Japon Meiji ;
- Victor Grignard (1871-1935), chimiste lauréat du prix Nobel en 1912 ;
- Robert Lortac (1884-1973), écrivain et pionnier français du dessin animé ;
- Joseph Noyon (1888-1962), compositeur, arrangeur (Hymne à la nuit, Il est né le divin enfant) ;
- Louis-Amédée Lefèvre (1890-1968), archevêque de Rabat ;
- Félix Amiot (1894–1974), constructeur d’avions et créateur des Constructions mécaniques de Normandie (CMN) ;
- Paul-Auguste Halley (1907-2002) et Paul-Louis Halley (1934-2003), fondateurs du groupe Promodès ;
- Louis Gallien (1908-1976), biologiste et zoologiste ;
- André Defrance (1908-1952), résistant ;
- Jean Marais (1913-1998), acteur et cascadeur ;
- Roland Barthes (1915-1980), critique, écrivain et sémiologue ;
- Jacques Mouchel-Blaisot (1920-1990), résistant français, Compagnon de la Libération ;
- Jean-Charles Tacchella (1925-2024), cinéaste, auteur de Cousin, Cousine (1975) ;
- Maurice Séveno (né en 1925), journaliste, ancien présentateur du journal télévisé, et homme politique ;
- Annie Saumont (1927-2017), écrivaine, lauréate du prix Goncourt de la nouvelle en 1981 ;
- Jacques Rouxel (1931-2004), dessinateur, créateur des Shadoks ;
- Clotilde Vautier (1939-1968), artiste-peintre ;
- Henri Droguet (né en 1944), écrivain ;
- Jean Levallois (né en 1944), journaliste et éditorialiste à La Presse de la Manche ;
- Michel Besnier (né en 1945), écrivain ;
- Billy Bridge (1945-1994), chanteur qui a importé le madison en France dans les années 1960 ;
- Daniel Lacotte (né en 1951), écrivain ;
- Halvard Mabire (né en 1956), navigateur ;
- Élisabeth Ballet (née en 1957), sculptrice ;
- François Galgani (né en 1958), océanographe ;
- Joseph de Metz-Noblat (né en 1959-), évêque de Langres ;
- Rosette (née en 1959-), actrice de cinéma ;
- Olivier Thiébaut (né en 1963), écrivain et illustrateur ;
- Bernard Cazeneuve (né en 1963), homme politique, ancien Premier ministre et ministre de l'Intérieur ;
- Wilfried Gohel (né en 1968), footballeur professionnel ;
- Laurent Leflamand (né en 1968), rugbyman ;
- Françoiz Breut (né en 1969), chanteuse ;
- Émilie Loit (née en 1979), joueuse de tennis ;
- Julien Marie-Sainte (né en 1980), boxeur professionnel ;
- Julie Quéré (née en 1982), comédienne ;
- Amaël Moinard (né en 1982), coureur cycliste ;
- Élodie Godin (née en 1985), basketteuse ;
- Lise de la Salle (née en 1988), pianiste ;
- Ernst Umhauer (né en 1989), acteur.

#### Morts à Cherbourg
- Jacques de Callières (fin XVIe siècle-1697), écrivain, maréchal de bataille de Louis XIV et commandant à Cherbourg ;
- Jean-Baptiste Digard de Lousta (1803-1879), historien et poète ;
- Armand Le Véel (1821-1905), sculpteur ;
- Alexandre Marie du Crest de Villeneuve (1813-1892), contre-amiral ;
- Jean Sallandrouze de Lamornaix (1840-1899), amiral, commandant en chef de l'escadre du Nord, mort en rade sur le cuirassé Formidable ;
- Louis Corbière (1850-1941), botaniste ;
- Jean Simon (1912-2003), un des négociateurs des accords d'Évian pour l'abandon de l'Algérie française ;
- Louis Darinot (1925-2006), homme politique, député-maire de Cherbourg.

#### Natifs d'Octeville
- Édouard Lebas (1897-1975), préfet et homme politique français ;
- Jules Le Mière (1911-1977), lieutenant des FFL, compagnon de la Libération.

#### Liées à Équeurdreville-Hainneville
- Hippolyte Mars (1870-1959), a été maire d'Équeurdreville pendant plus de cinquante ans et lié à la Résistance durant la Seconde Guerre mondiale ;
- Pierre Vastel (1889-1942), résistant durant la Seconde Guerre mondiale ;
- René Schmitt, homme politique SFIO et député, ancien maire de Cherbourg, né dans l'Eure en 1903, est décédé dans la commune le 14 mars 1968 ;
- André Defrance (1908-1952), résistant durant la Seconde Guerre mondiale, a habité Équeurdreville où un buste le représente aux côtés de sa femme ;
- Kléber Haedens (1913-1976), romancier et journaliste, naquit dans la commune ;
- René Dupont (1918-1981), sous-officier de la 2e brigade française libre, compagnon de la Libération[224] ;
- Victor Lévêque (1923-1943), champion cycliste, résistant durant la Seconde Guerre mondiale, et fusillé le 2 janvier 1943, à l'âge de 19 ans ;
- Le footballeur Marcel Mouchel y est né le 13 février 1927 et deviendra dans les années d'après-guerre un joueur emblématique de l'AS Cherbourg ;
- Bernard Cauvin (1946-), homme politique ;
- Jean-Paul Lecanu (1947-2014), footballeur français durant trois saisons au Stade Malherbe Caen Calvados Basse-Normandie entre 1970 et 1973, père de l'animatrice de télévision Flavie Flament ;
- Ernst Umhauer, né en 1989, acteur ;
- Johnny Clegg (1953-2019), auteur, compositeur et interprète, est citoyen d'honneur depuis mai 2010 ;
- Jean Pierre Le Goff, sociologue, auteur de La France d'hier (Stock 2018). Il y raconte notamment son enfance à Équeurdreville où il est né en 1949.

#### Liées à La Glacerie
- Richard Lucas, sieur de Néhou : gentilhomme verrier qui prend en main la petite manufacture de Tourlaville (1655), et la développe dans le cadre de la Manufacture royale de glaces de miroirs ;
- Henri Menut[225] (Paris, 1841 - Cherbourg, 1924) : premier maire de La Glacerie, de 1901 à 1919. Maire de Tourlaville entre 1890 et 1892, il est à l'origine de la création de la commune et du musée de la Manufacture royale des glaces, ouvert en 1913 et détruit lors des bombardements de juin 1944. Décoré de nombreuses fois, il a notamment reçu les insignes de Chevalier de la Légion d'honneur en 1909. Aujourd'hui, ses médailles, ainsi que des vestiges de l'ancien musée, figurent au musée de La Glacerie ;
- Maurice Cabart-Danneville (1886-1942), médecin et sénateur de la Manche de 1930 à 1940. Il est enterré dans le cimetière de La Glacerie ;
- Charles Maurice Cabart-Danneville, né le 24 juin 1846 à Paris et mort dans cette même ville le 26 juillet 1918, est un homme politique français. Il est élu conseiller général de Cherbourg, puis l'année suivante conseiller municipal de cette même ville. Il est ensuite élu député de Cherbourg en 1889 et réélu en 1893, puis sénateur du département de la Manche de 1897 jusqu'à sa mort. Il est également maire de Tourlaville de 1900 à 1901. Il est inhumé dans le cimetière de La Glacerie ;
- Louis-Émile Bertin (Nancy, 1840 - La Glacerie, 1924), ingénieur général du Génie maritime et savant de renommée universelle, membre de l'Institut, créateur de la marine militaire du Japon et des arsenaux de Kure et de Sasebo, décédé et inhumé à La Glacerie ;
- Charles-Émile Bertin (Cherbourg, 1871 - Versailles, 1959), colonel, fils aîné de Louis, Émile Bertin, un spécialiste éminent du Japon Meiji, inhumé à La Glacerie, avec son épouse Madeleine Rieunier (1879-1956), la fille benjamine de l'amiral Henri Rieunier, ministre de la Marine ;
- Marie-Ernestine Serret est une artiste-peintre française, née le 12 septembre 1812 à Paris et décédée en 1884. Elle est inhumée à La Glacerie ;
- Hélène-Renée Cabart-Danneville (1891-1974), apprend la peinture à l'Académie Julian. Ses tableaux, peints presque tous en extérieur, reflètent son profond attachement pour La Glacerie, où elle passa une grande partie de sa jeunesse. Elle épouse en 1921 le docteur Marcel-Louis Adam, issu lui-même d'une vieille famille normande. Elle est inhumée à La Glacerie ;
- André Lemonnier, amiral français, décédé au domaine de la Fieffe et enterré au cimetière de La Glacerie ;

#### Liées à Querqueville
- Charles Trigan (1694-1764) : historien et ecclésiastique, né à Querqueville ;
- Nicétas Périaux (1801-1877) : libraire et éditeur, maire de Querqueville de 1834 à 1864 ;
- Jean Simon (1912-2003) : général d'armée, résistant, chancelier honoraire de l'ordre de la Libération, inhumé au cimetière de Querqueville[226] ;
- René Dupont (1918-1981) : compagnon de la Libération, inhumé au cimetière de Querqueville[227].

#### Liées à Tourlaville
- Marguerite (1586-1603) et Julien (1582-1603) de Ravalet, enfants du seigneur de Tourlaville, exécutés le 2 décembre 1603 en place de Grève pour adultère et inceste. Le film Marguerite et Julien traite d'eux ;
- Charles Cabart, sieur de Danneville (né en 1716), est lieutenant, puis capitaine d'artillerie et garde des forêts du Roi. Il s'intéresse aux affaires de la commune de Tourlaville dont il est le syndic ;
- Charles Maurice Cabart-Danneville (1846-1918), maire de la commune, député et sénateur ;
- François Collas (1855 à Tourlaville-1924), militaire ;
- Augustin Le Maresquier (1910-1972 à Tourlaville), historien local ;
- Adrien Girettes (1923 à Tourlaville - 1944), héros de la Résistance ;
- Pierre Lemarchand (1926 à Tourlaville - 2008), homme politique ;
- Michel Besnier (né en 1945), écrivain, a passé son enfance à Tourlaville ;
- Jacques Largouët (1945 à Tourlaville), footballeur ;
- Lydie Blaizot (née en 1973[228]), écrivain, conseillère municipale.[pertinence contestée]
- Cédric Lavanne (né en 1980), athlète, licencié à l'AS Tourlaville ;

## Cherbourg dans les arts

### Cherbourg-en-Cotentin dans la littérature

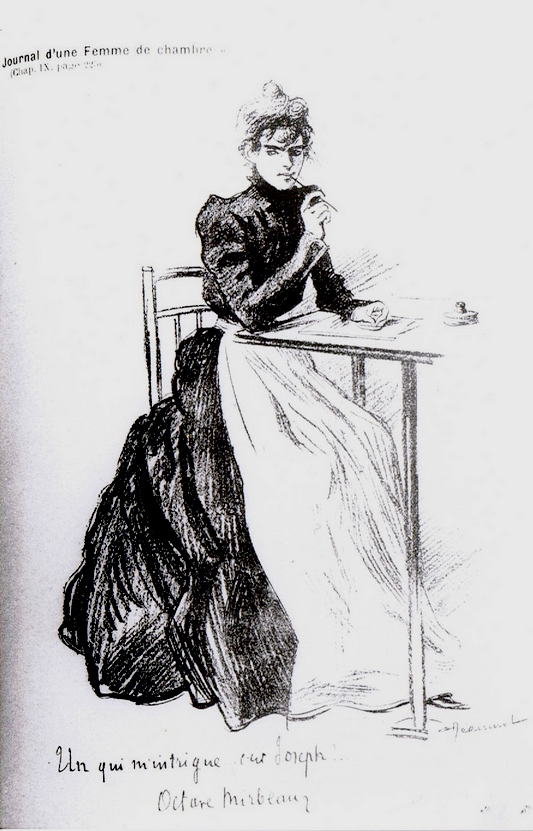
Célestine, du Journal d’une femme de chambre, par Georges Jeanniot, Le Cri de Paris, 18 novembre 1900.

- Célestine, du Journal d’une femme de chambre, par Georges Jeanniot, Le Cri de Paris, 18 novembre 1900.Honoré de Balzac cite l'ingénieur Joseph Cachin, constructeur du port de Cherbourg, parmi les hommes de génie dans Le Curé de village et La Duchesse de Langeais[229]. Cherbourg est également présente dans Le Réquisitionnaire[230]
- Octave Mirbeau, Le Journal d'une femme de chambre, 1900 : Célestine s'installe au dernier chapitre comme tenancière d’un café à Cherbourg
- Remy de Gourmont, Un cœur virginal, 1907
- Ernest Psichari, L'Appel des armes, 1913
- Gilles Rosset, Le Vent dominant, Grasset, 1979
- Alexis Salatko, Vingt deux nuances de gris, 1990
- Jean-Philippe Arrou-Vignod, L’omelette au sucre, Gallimard, Folio Junior, 1999
- Robert Sinsoilliez, Une balle pour rien à Cherbourg, 2000
- Alexis Salatko, Un fauteuil au bord du vide, Fayard, Paris, 2007  (ISBN 978-2-213-62615-4)
- Pierre Bameul, Enfants de la guerre, Amalthée, Nantes, 2017  (ISBN 978-2-310-03457-9)

### Films tournés à Cherbourg
- Le P'tit Parigot (1926), de René Le Somptier
- La Marie du port (1950), de Marcel Carné, avec Jean Gabin
- Les Parapluies de Cherbourg (1964), de Jacques Demy, avec Catherine Deneuve
- La Course à l'échalote (1975), de Claude Zidi, avec Pierre Richard et Jane Birkin
- Les Routes du sud (1978), de Joseph Losey, avec Yves Montand
- Le Rayon vert (1986) d’Éric Rohmer
- Foon (2005), réalisé en partie à l’EICAR-Cherbourg
- La Boîte noire (2005), de Richard Berry
- Lili et le Baobab (2006), de Chantal Richard, avec Romane Bohringer
- Rumba (2008), de Fiona Gordon, Dominique Abel et Bruno Romy…
- Deux Jours à tuer (2008), de Jean Becker, avec Albert Dupontel
- Q (2011), de Laurent Bouhnik